# Histoire de l'automobile
Vous lisez un « article de qualité » labellisé en 2009.

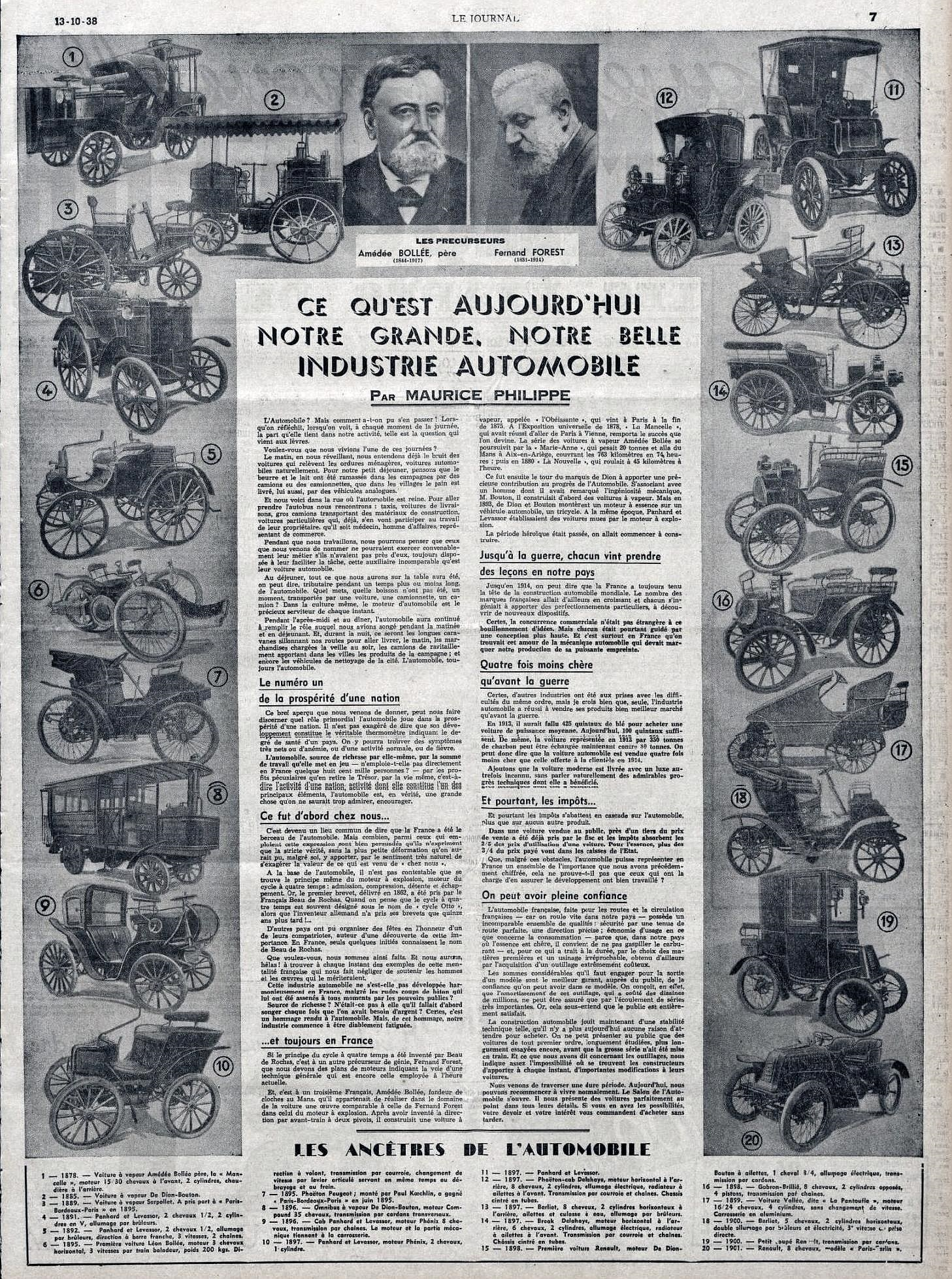
L'Histoire de l'automobile française illustrée de 1878 à 1901.

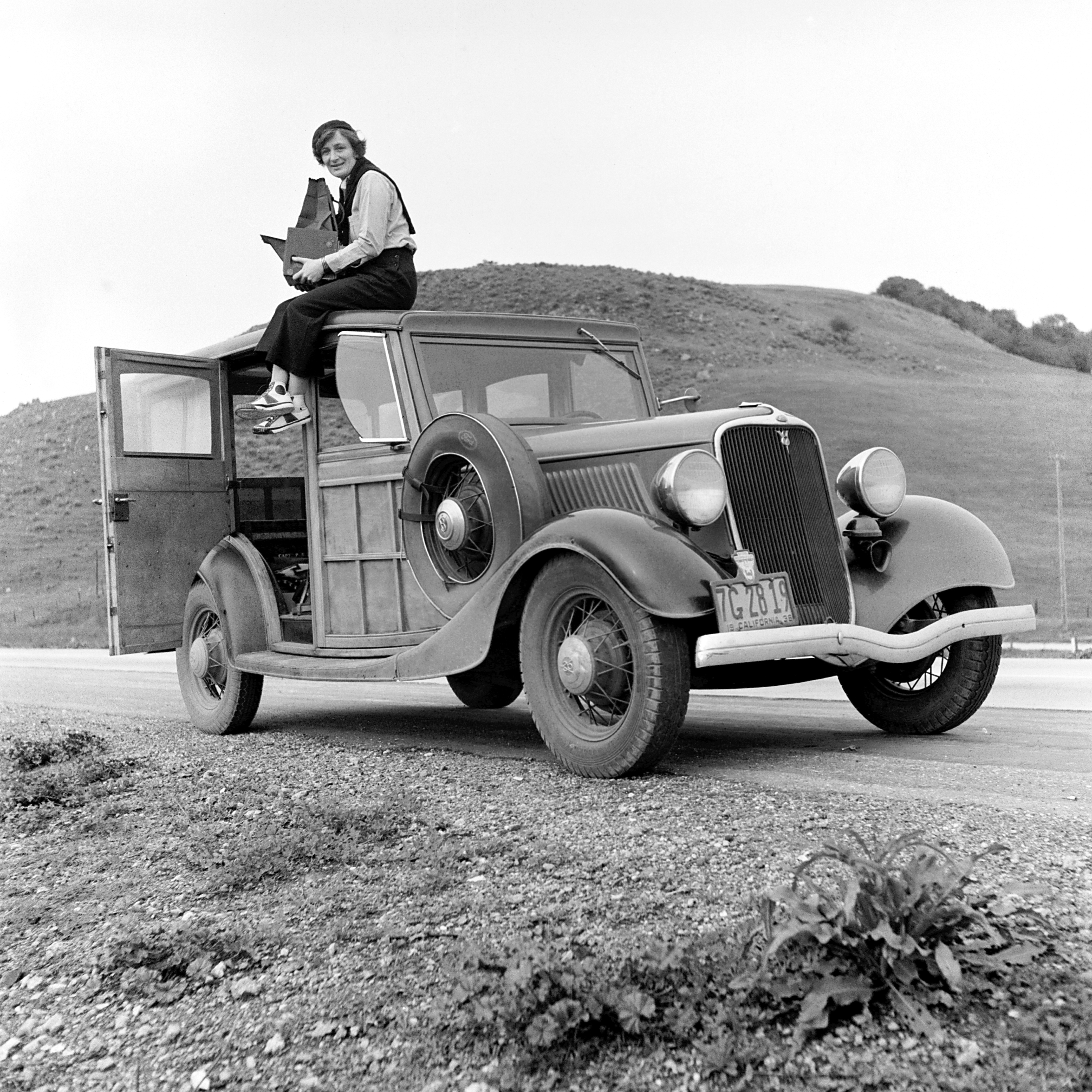
Célèbre photographie représentant la photographe américaine Dorothea Lange, assise sur sa Ford B Modèle 40 Woody à moteur V8, en 1936 en Californie.

L'histoire de l'automobile rend compte de la naissance et de l'évolution de l'automobile, invention technologique majeure qui a considérablement modifié les sociétés de nombreux pays au cours du XXe siècle. Elle prend naissance au XIXe siècle durant la Révolution industrielle, lorsque la technique fait la part belle à la machine à vapeur comme source d'énergie, pour ensuite s'orienter massivement vers le pétrole et le moteur à explosion, avec comme concurrent longtemps délaissé le moteur électrique.
L'automobile s'est progressivement imposée dans les pays développés comme le principal mode de transport pour la circulation des individus et des marchandises. Son industrie a été l'un des secteurs les plus importants et les plus influents depuis le début du XXe siècle et son essor mondial en a été spectaculaire : 250 000 automobiles sont dénombrées en 1907, 500 000 en 1914 avec l'apparition de la Ford T, 50 millions avant la Seconde Guerre mondiale.
Le parc automobile triple pendant les Trente Glorieuses et atteint les 300 millions de véhicules en 1975.
En 2018, la production annuelle mondiale d’automobiles aurait atteint les 94,2 millions d'unités.
L'automobile a révolutionné le transport et a entraîné de profonds changements sociaux, en particulier dans le rapport des individus à l'espace. Elle a favorisé le développement des échanges économiques et culturels et conduit au développement massif de nouvelles infrastructures. Tout un univers culturel s'est construit à partir de sa diffusion comme objet de consommation grand public et elle représente aujourd'hui — à l'instar d'autres inventions du XXe siècle comme la radio, la télévision ou le réfrigérateur — un équipement largement considéré comme indispensable dans les foyers des pays développés. À la fois moyen de distinction sociale et instrument de loisir, l'automobile occupe une place éminente dans le mode de vie contemporain.
Ses effets sur la vie sociale ont été sujets de controverse dès son apparition et le sont, plus que jamais, aujourd'hui. Perçue au début de sa diffusion massive dans les années 1920, lors de l'engouement pour la voiture des « années folles », comme un progrès en matière de mobilité et de confort, l'automobile a fait l'objet de critiques importantes tant dans ses conséquences environnementales que sociales. Son emploi est venu concurrencer les modes de transport collectifs comme les tramways en ville ou le train pour les trajets interurbains.
Au tournant du XXII et du XXIe siècle, l'automobile, qui a déjà été confrontée aux différents chocs pétroliers, doit faire face désormais au réchauffement climatique et aux restrictions d'émissions polluantes imposées à l'industrie dans son ensemble.

## Les débuts de l'automobile

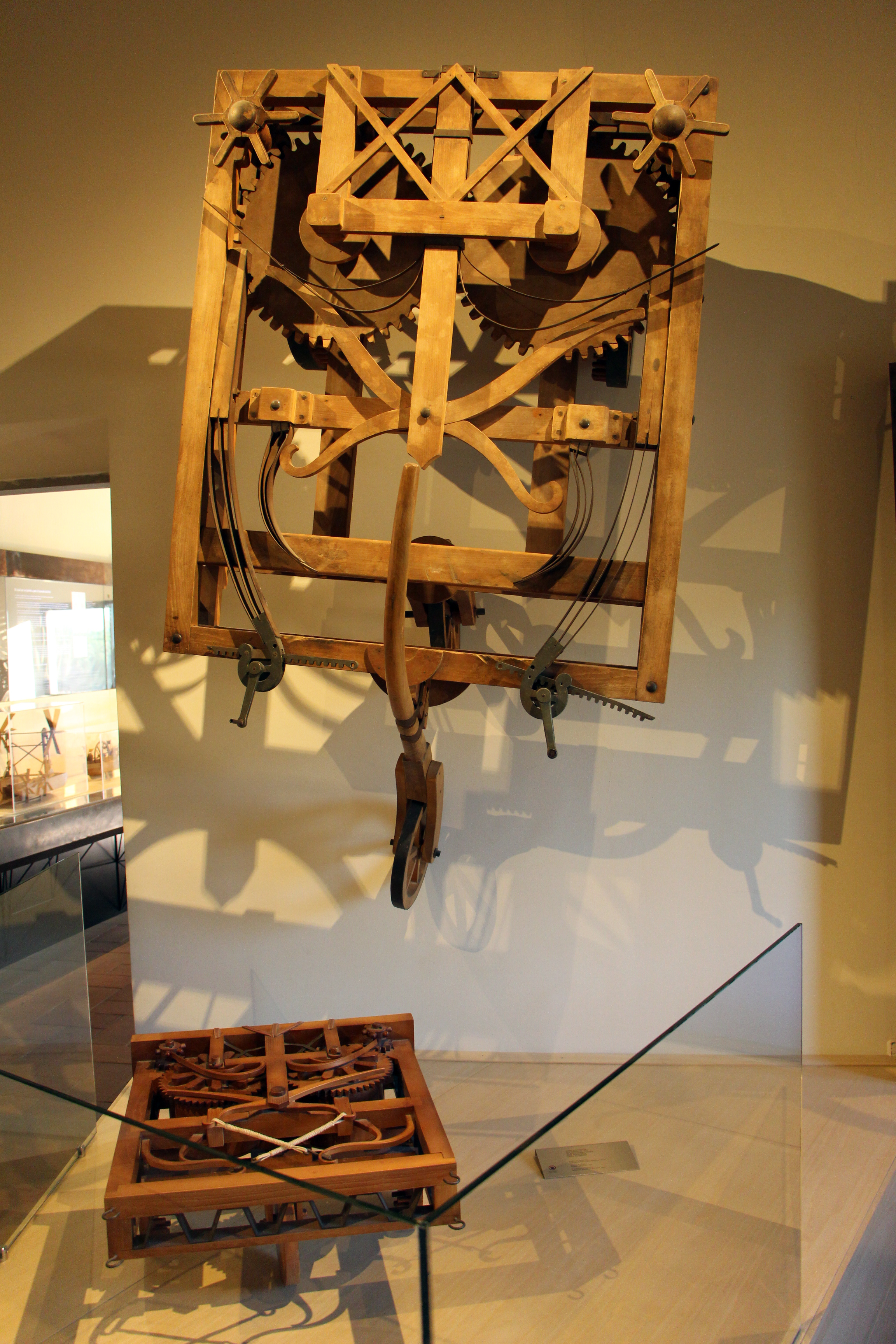
Automobile de Léonard de Vinci, vers 1478, au Musée Léonard de Vinci (Vinci) de Vinci, près de Florence en Toscane.

### Étymologie et prémices

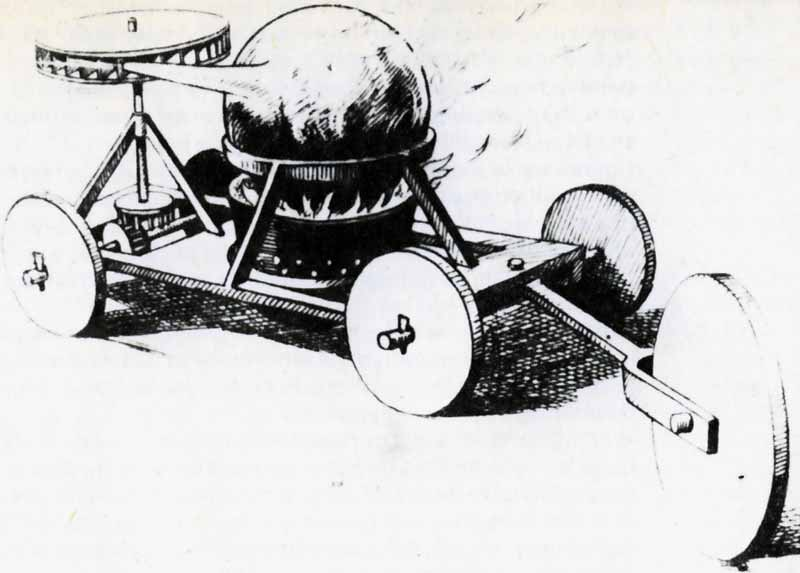
Jouet à vapeur à roue à aubes dessiné par Verbiest en 1672.

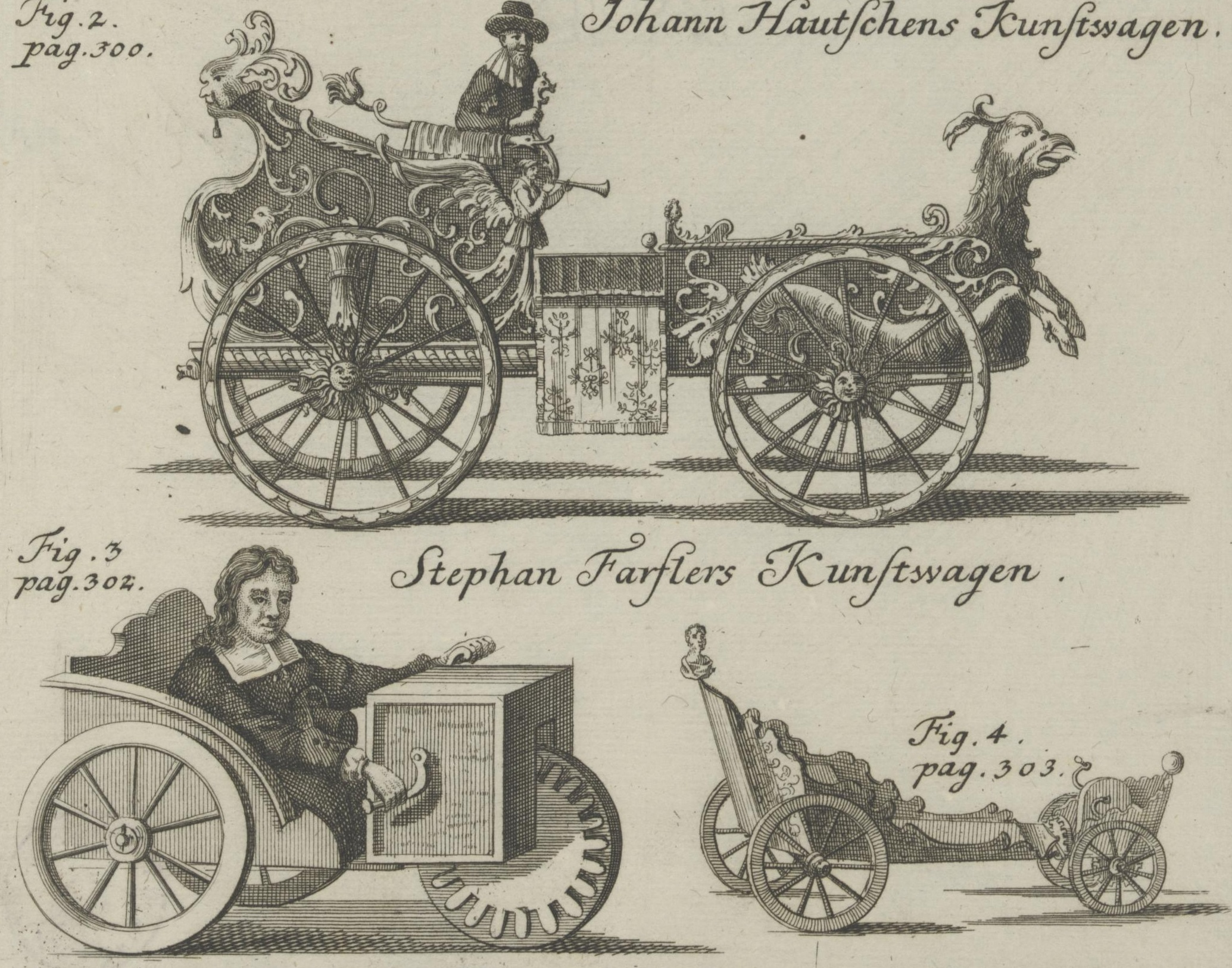
Carrosse d'Hautsch (et premier tricycle à traction humaine par manivelle de l'horloger invalide d’Altdorf bei Nürnberg, Stephan Farffler - 1680).

Bien que les premiers modèles soient apparus quelques années plus tôt, le mot « automobile » lui-même n'est forgé qu'en 1875 lorsque l'Académie française se prononce sur son genre, masculin en l'occurrence. Néanmoins, en 1901, elle entérine l'usage du féminin. Le terme « automobile » n'est que rarement employé dans le langage courant, et s'est vu remplacé par le terme « véhicule » ou « voiture ». Paradoxalement, les véhicules désignent initialement les engins mobiles mus par une force extérieure, en particulier par les chevaux,.
Si l'on s'en tient à l'étymologie du mot automobile, « qui se meut par soi-même », ce serait le petit véhicule à vapeur fabriqué par Ferdinand Verbiest dans le palais de l'empereur de Chine à Pékin vers 1668, qui, le premier, remplit cette condition,. Ce véhicule, considéré davantage comme un jouet, est constitué d'une bouilloire fixée sur un petit four et équipé d’une roue à aubes, d’engrenages et de petites roues. Il en décrit le fonctionnement dans l’ouvrage Astronomia Europa de 1668,.
De façon plus anecdotique, certains voient dans les publications Codice atlantico de Léonard de Vinci, au XVe siècle, la première étude d'une voiture sans chevaux,. Antérieur à de Vinci, Francesco di Giorgio Martini, ingénieur de la Renaissance, présente dans ses carnets un dessin remarquable connu sous le nom de « l'automobile », vaguement ressemblant à un véhicule à quatre roues, et vers 1472, Roberto Valturio ingénieur militaire décrit le premier chariot automoteur, muni de deux hélices à quatre palmes qui, en utilisant la force du vent, transmet le mouvement aux roues de traction grâce à une série d'engrenages.
En 1689, le forgeron de Nuremberg Hans Hautsch construit le premier de ses carrosses à ressorts et engrenages cachés régulièrement remontés par un serviteur, se déplaçant ainsi seul de façon purement mécanique à la vitesse maximale de 2 km/h (expérimenté notamment en présence de Gustave-Adolphe).

### L'ère de la vapeur

#### XVIIIesiècle

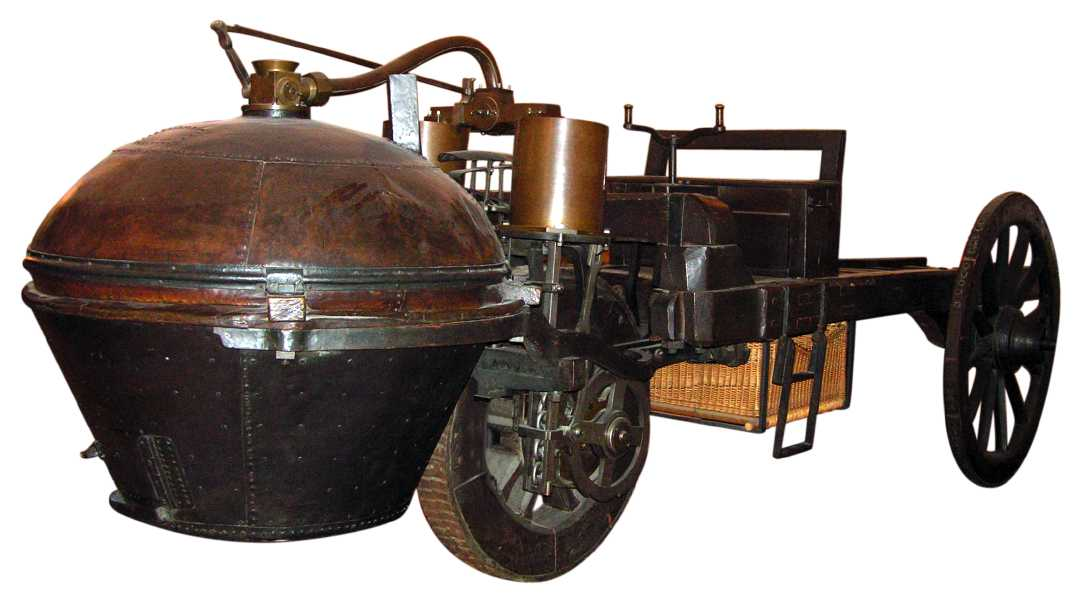
Le fardier de Cugnot, modèle de 1771, conservé au musée des arts et métiers, à Paris.

En 1769, l'idée du flamand Ferdinand Verbiest est reprise par le Français Joseph Cugnot qui présente le 23 octobre ce qu'il nomme son « fardier à vapeur », un chariot propulsé par une machine à vapeur alimentée par une chaudière. Développé pour le milieu militaire, cet engin autopropulsé est destiné à déplacer de lourds canons. Il atteint une vitesse de 2 000 toises par heure, soit environ 4 km/h, pour une autonomie moyenne de 15 min. Le fardier ne possède ni direction, ni freins, si bien qu'il ne peut éviter de renverser, accidentellement, un pan de mur, lors d'un essai. Un accident qui démontre néanmoins la force développée par ce véhicule de près de 7 mètres de long constitué de bois et d'acier,, mais signe la fin de sa carrière.
Le duc de Choiseul, ministre des Affaires étrangères, de la Guerre et de la Marine, est très intéressé par le projet et suit de près cette innovation, dont un deuxième modèle est produit en 1771. Cependant, il quitte son poste un an plus tôt que prévu et son remplaçant ne souhaite pas donner suite au fardier, si bien que ce dernier est stocké à l'arsenal. Le fardier sera par la suite redécouvert par L.-N. Rolland, commissaire général de l'artillerie dans les années 1800, mais Napoléon Bonaparte n'est pas intéressé par cet engin,.
L'inventeur américain Oliver Evans est à l'origine de machines à vapeur à haute pression. Il expose en 1797 ses idées sur ces dernières, mais trouve peu d'approbateurs et meurt avant d'avoir vu son invention prendre le rang qu'elle occupe au XIXe siècle.

#### XIXesiècle
En 1801, l'Anglais Richard Trevithick présente le premier véhicule routier britannique, équipé de trois roues, pouvant transporter 9 passagers, propulsé à la vapeur,, dénommé « London Steam Carriage » et parcourt à son bord 10 milles dans les rues de Londres. Des problèmes fondamentaux concernant la direction, les suspensions et l'état des routes font que l'automobile « routière » est délaissée, laissant place aux chemins de fer.

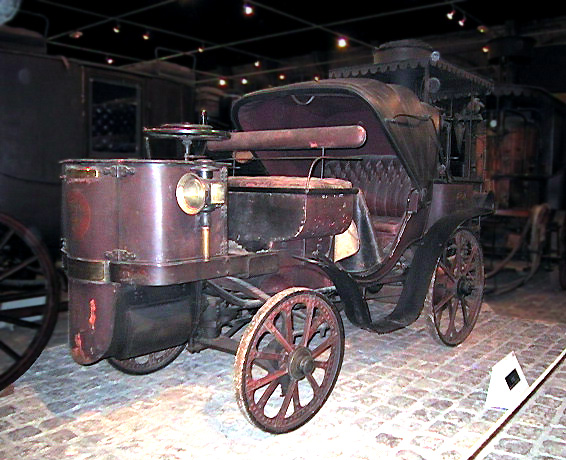
La Mancelle à vapeur de 1878, exposée au château de Compiègne.

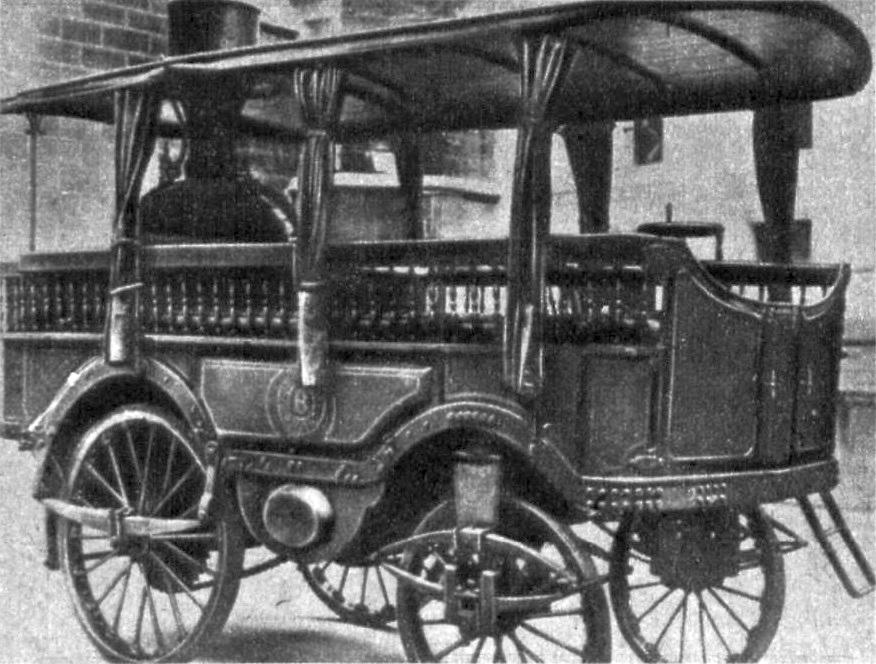
L'Obéissante d'Amédée Bollée en 1873.

Au milieu du XIXe siècle, les progrès réalisés dans le domaine des machines à vapeur incitent certains à se pencher de nouveau sur les véhicules routiers. Dans la logique des choses, c'est en Angleterre, pionnière dans le développement des chemins de fer, que l'automobile à vapeur prend son essor. Néanmoins, le décret de 1839 limitant la vitesse à 10 km/h pour les diligences à vapeur ainsi que le « Locomotive Act » imposant aux véhicules automobiles d'être précédés d'un homme à pied agitant un drapeau rouge mettent un terme à son développement outre-Manche.
C'est en France que l'automobile à vapeur reprend son cours. Parmi les plus fameuses adaptations de la propulsion à vapeur, il convient de signaler celles d'Amédée Bollée qui commercialise en 1873, au Mans, la première véritable automobile à vapeur, un véhicule appelée L'Obéissante capable de transporter douze personnes à une vitesse de pointe de 40 km/h. Bollée conçoit ensuite, en 1876, un omnibus à vapeur dont les quatre roues sont motrices et directrices, puis en 1878 une voiture appelée La Mancelle plus légère (2,7 tonnes) que son premier modèle, qui dépasse facilement les 40 km/h. Présentes lors de l'exposition universelle de 1878 à Paris, ces deux voitures sont classifiées avec le matériel roulant ferroviaire.
Cette exposition permet au public et à plusieurs industriels de découvrir pleinement ces nouveaux engins. Les commandes affluent de toutes parts, d'Allemagne tout particulièrement où une filiale Bollée voit même le jour en 1880. Bollée part alors à la conquête du monde et présente ses modèles de Moscou à Rome, de Syrie en Angleterre (1880-1881). Un nouveau modèle est lancé en 1880, dénommé La Nouvelle, pourvu d'une boîte de vitesses à deux rapports et d'un moteur à vapeur de 15 ch. En 1881, le modèle La Rapide de six places pouvant atteindre 63 km/h est présenté. D'autres modèles suivront, mais la propulsion à vapeur s'avère une impasse en matière de rapport poids/performance. Bollée et son fils Amédée expérimentent bien une propulsion à l'alcool, mais c'est finalement le moteur à explosion et le pétrole qui s'imposent.

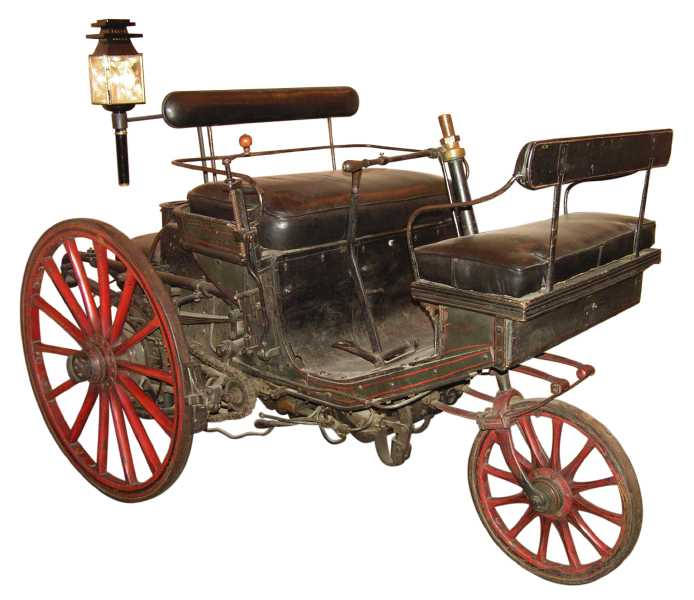
Tricycle Serpollet Peugeot Type 1 de 1889.

À la suite des progrès des motorisations, certains ingénieurs cherchent à réduire la taille de la chaudière. C'est ainsi qu'à l'occasion de l'Exposition universelle de 1889, le premier véhicule à vapeur à mi-chemin entre l'automobile et le tricycle, développé par Serpollet-Peugeot, est présenté. Ce progrès notable est notamment dû à Léon Serpollet qui met au point la chaudière à « vaporisation instantanée ». Il obtient par ailleurs sur le véhicule de sa propre conception le premier permis de conduire français. Son châssis mais surtout l'utilisation qu'on lui consacre à l'époque expliquent que ce tricycle soit généralement considéré comme une automobile. Mais malgré l'ensemble de ces prototypes, l'automobile n'est pas encore réellement lancée ; il faudra pour cela attendre la généralisation d'une innovation des années 1860, qui va bouleverser le cours de l'histoire de l'automobile : le moteur à explosion.

### Le moteur à explosion

#### Les précurseurs

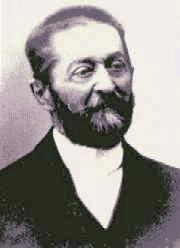
Portrait d'Alphonse Beau de Rochas.

À Paris, en 1673, le physicien hollandais Christian Huygens et son jeune assistant Denis Papin mettent au point un dispositif constitué d'un cylindre métallique équipé d'un piston, considéré comme étant à l'origine du moteur à combustion interne,. En partant du principe développé par Huygens, l'Allemand Otto von Guericke a l'idée d'utiliser, pour faire le vide, non pas une pompe à air, mais une combustion interne produite par le chauffage de poudre à canon. La pression atmosphérique engendre le retour du piston dans sa position initiale, générant ainsi une force,.
Le Suisse François Isaac de Rivaz, vers 1775, entrevoit le développement de l'automobile. Alors que ses multiples voitures à vapeur n'ont guère de succès du fait de leur manque de souplesse, il s'inspire du fonctionnement du « pistolet de Volta » pour construire ce qui ressemble à un moteur à explosion dont il obtient le brevet le 30 janvier 1807,.

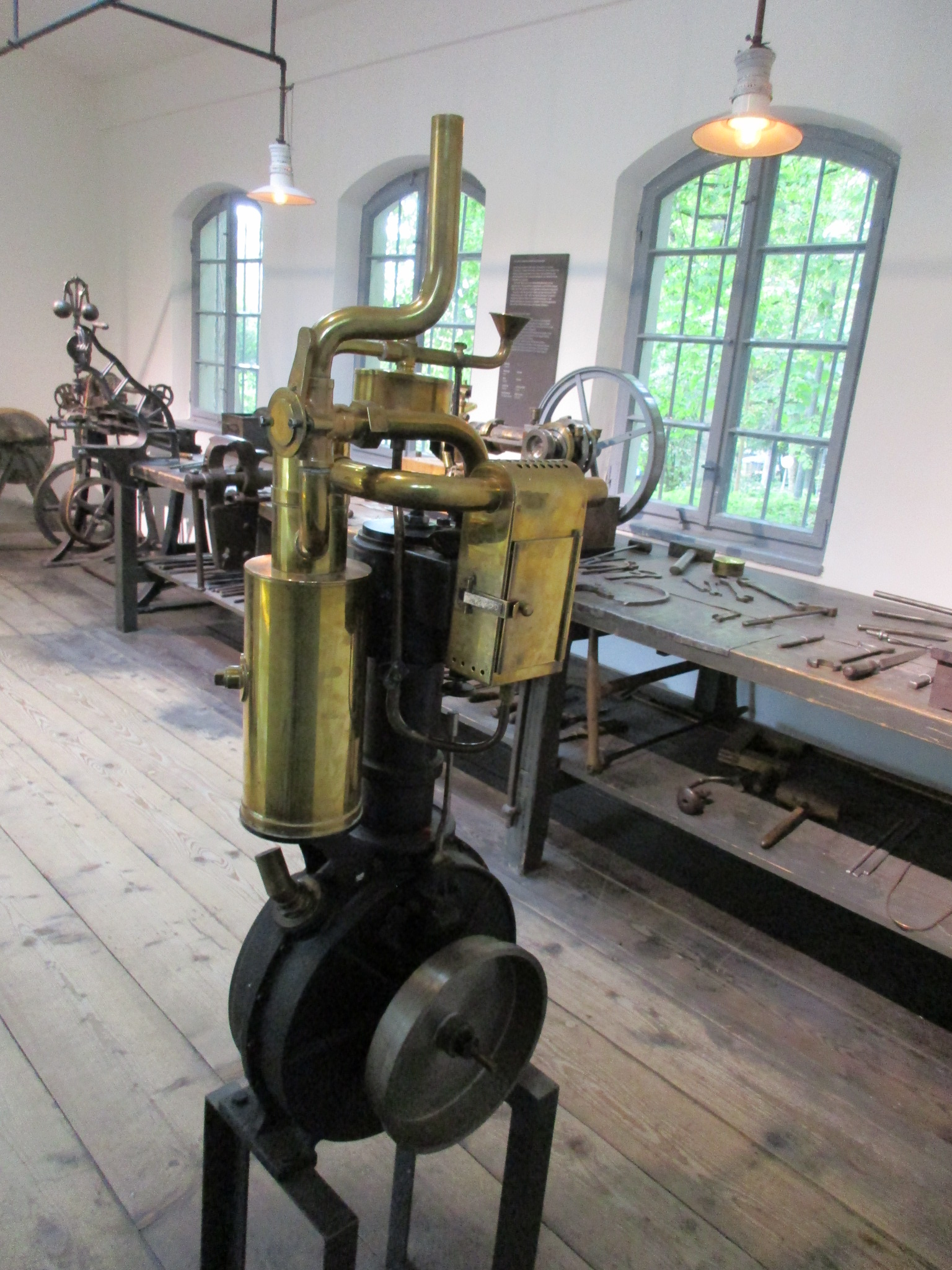
Premier Moteur Daimler Type P de 1885 de Gottlieb Daimler et Wilhelm Maybach, de leur Atelier (musée Daimler de Stuttgart).

En 1859, l'ingénieur belge Étienne Lenoir dépose son brevet d'un « moteur à gaz et à air dilaté », un moteur à combustion interne à deux temps et c'est en 1860 qu'il met au point la première ébauche d'un moteur à explosion,, à allumage électrique et refroidissement à eau. Ce moteur inédit est, dans un premier temps, alimenté au gaz d'éclairage. Quelque temps plus tard, Lenoir invente un carburateur permettant de remplacer le gaz par du pétrole. Souhaitant expérimenter au plus vite son moteur, il l'installe sur une voiture rudimentaire, et, partant de Paris, parvient à rejoindre Joinville-le-Pont. Malheureusement, faute de moyens matériels et financiers, et en raison d'un rendement moteur insuffisant, Lenoir se voit dans l'obligation d'abandonner ses recherches et vend son moteur à différents industriels. Bien que le premier puits de pétrole américain soit foré en 1850, il faut ainsi attendre l'Américain George Brayton en 1872, pour imaginer un carburateur efficace utilisant le pétrole, donnant ainsi naissance à la première machine à combustion interne à huile lourde.
Par la suite, Beau de Rochas améliore l'invention de Lenoir, qui souffre cruellement d'un mauvais rendement en raison de l'absence de compression des gaz. Beau de Rochas résout ce problème en mettant au point un cycle thermodynamique à quatre temps. Étant davantage théoricien que praticien, Beau de Rochas ne sait pas mettre en application ses théories. Il dépose le brevet en 1862, mais en raison de difficultés financières, il ne peut s'acquitter des redevances de protection de son invention ; c'est donc en 1876 que l'on voit apparaître les premiers moteurs quatre-temps,. L'invention théorique du cycle à quatre temps par Beau de Rochas permet enfin d'exploiter véritablement le moteur à explosion. L'Allemand Nikolaus Otto devient en 1872 le premier ingénieur à appliquer les principes de Beau de Rochas, selon un cycle désormais connu sous le nom de « cycle Otto ».

#### Utilisation

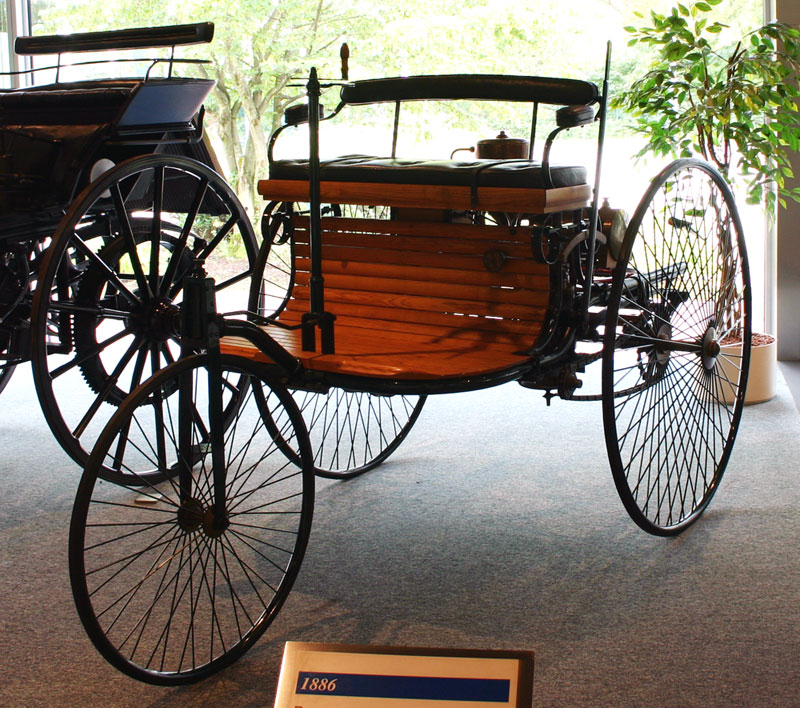
Benz Patent Motorwagen ou Tricycle Benz 1 de 1886, première automobile, de série, à moteur à explosion.

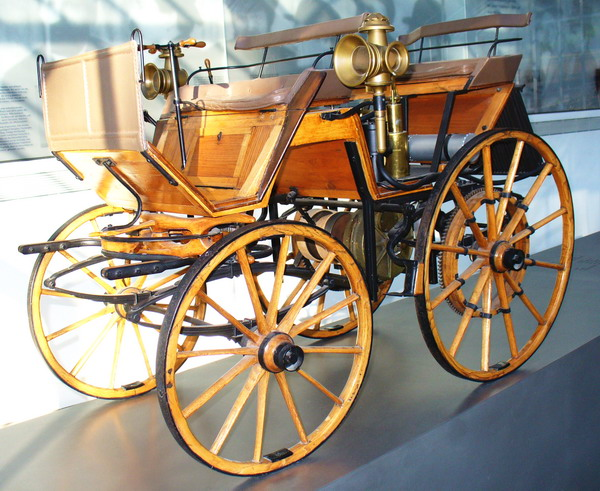
Premier prototype Daimler-Motoren-Gesellschaft de 1886, à Moteur Daimler Type P de Gottlieb Daimler et Wilhelm Maybach

En 1876, les inventeurs allemands Gottlieb Daimler et Nikolaus Otto développent pour leur firme Deutz AG, le premier moteur industriel fixe à gaz fonctionnant sur le principe présenté par Beau de Rochas. En 1885, Gottlieb Daimler et Wilhelm Maybach déposent le brevet du premier moteur à explosion de série pour véhicule Moteur Daimler Type P, et fondent Daimler-Motoren-Gesellschaft à Stuttgart, pour motoriser rapidement tout ce qui roule, flotte, et vole de l'époque, avec les premières industrialisations en série de Panhard & Levassor Type A de 1890, et Peugeot Type 3 de 1891, de René Panhard, Émile Levassor, et Armand Peugeot,. M. Vurpillod devient ainsi la même année le premier acquéreur d'une automobile Peugeot sous licence Panhard & Levassor, « sans chevaux ».

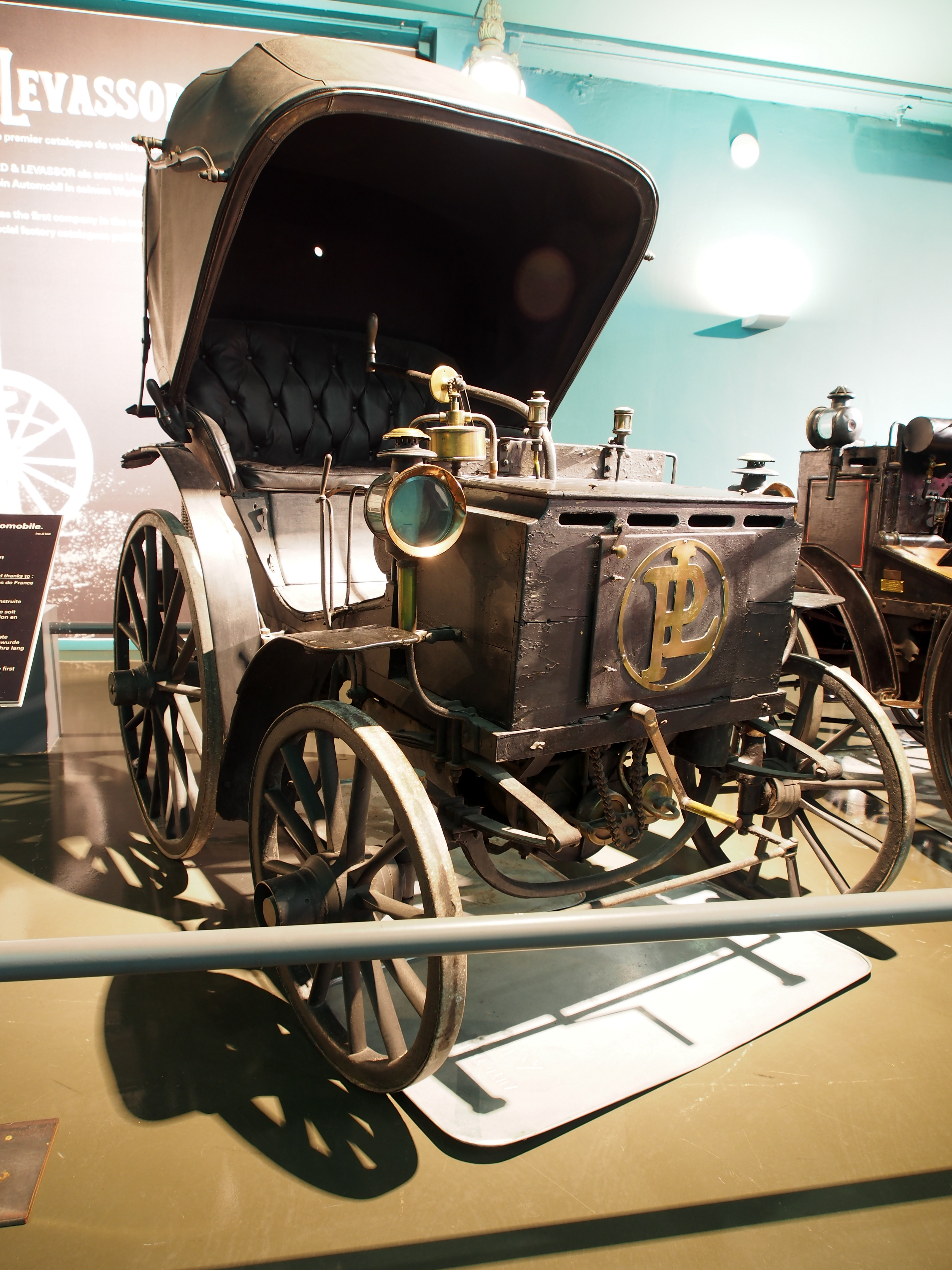
Panhard & Levassor Type A no 77 de 1891, reconnue comme « plus ancien véhicule automobile à essence du monde encore en circulation», classée aux monuments historiques en 2011, première voiture à essence fabriquée en série (Cité de l'automobile / Collection Schlumpf de Mulhouse)

C'est en 1883 que Édouard Delamare-Deboutteville fait circuler sa voiture dont le moteur est alimenté au gaz, mais la durit d'alimentation en gaz ayant éclaté au cours de ce premier essai, il remplace le gaz par du carbure de pétrole,. Pour utiliser ce produit, il invente un carburateur à mèches. Ce véhicule circule pour la première fois dans les premiers jours de février 1884 et le brevet est déposé le 12 février 1884 sous le numéro 160267. L'antériorité d'Édouard Delamare-Deboutteville sur Carl Benz est donc, semble-t-il, incontestable. Cependant, cette paternité pour l'automobile est très contestée[réf. souhaitée] et il semble que les véhicules développés par Delamare-Deboutteville soient loin de fonctionner correctement, certains explosant lors de leur brève utilisation.
Néanmoins, bien qu'il soit difficile de définir avec certitude la première voiture de l'histoire, le British Royal Automobile Club et l'Automobile Club de France s'accordent à dire qu'il s'agit du fardier de Cugnot.
Les vicissitudes de l'histoire ont malheureusement fait occulter le génie de Siegfried Marcus, inventeur prolifique et touche-à-tout qui, dès 1870, mit au point une automobile équipée du moteur 4 temps à benzine d'une puissance de 1 cheval, dénommée « machine à carboniser l'air atmosphérique », qu'il équipa ensuite d'un allumage par magnéto à basse tension et un carburateur rotatif, pouvant ainsi accomplir le trajet de Vienne à Klosterneuburg sans encombre majeur, hormis quelques remontrances de la part de la police autrichienne pour les nuisances olfactives et auditives occasionnées. Son modèle de 1874 fut conservé au Musée technique de Vienne jusqu'à l'Anschluss. En effet, en 1938, les nazis investirent le musée pour détruire toute trace des inventions de Marcus, juif autrichien, et mettre en avant Benz et Daimler, plus authentiquement allemands. Ses brochures, ses photographies, ses documents techniques et même ses dépôts de brevets furent systématiquement éliminés à Berlin comme à Vienne.

### La traction électrique

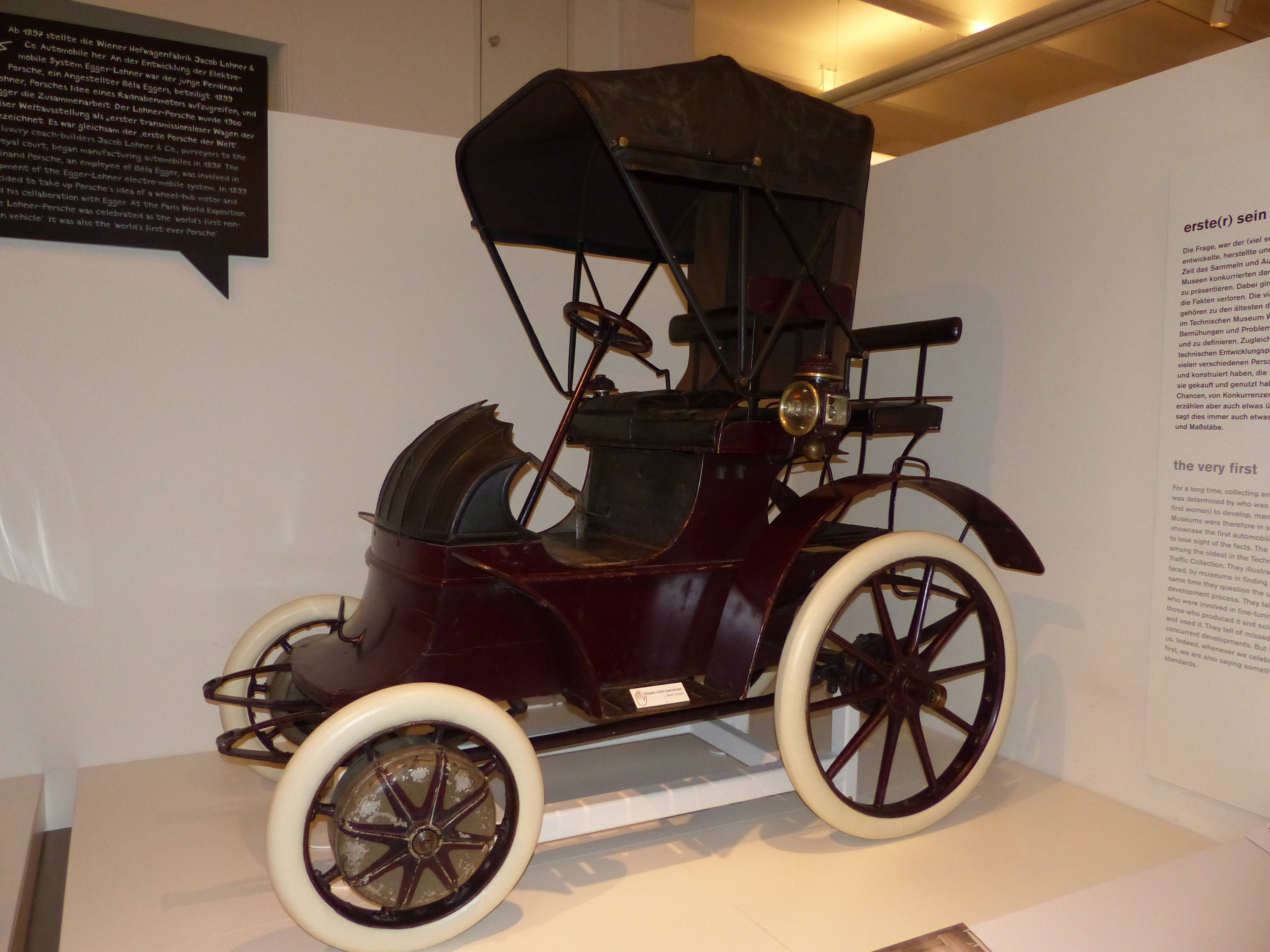
Voiture électrique Lohner Porsche Semper Vivus de 1899, de Ferdinand Porsche, de l'Exposition universelle de 1900 de Paris

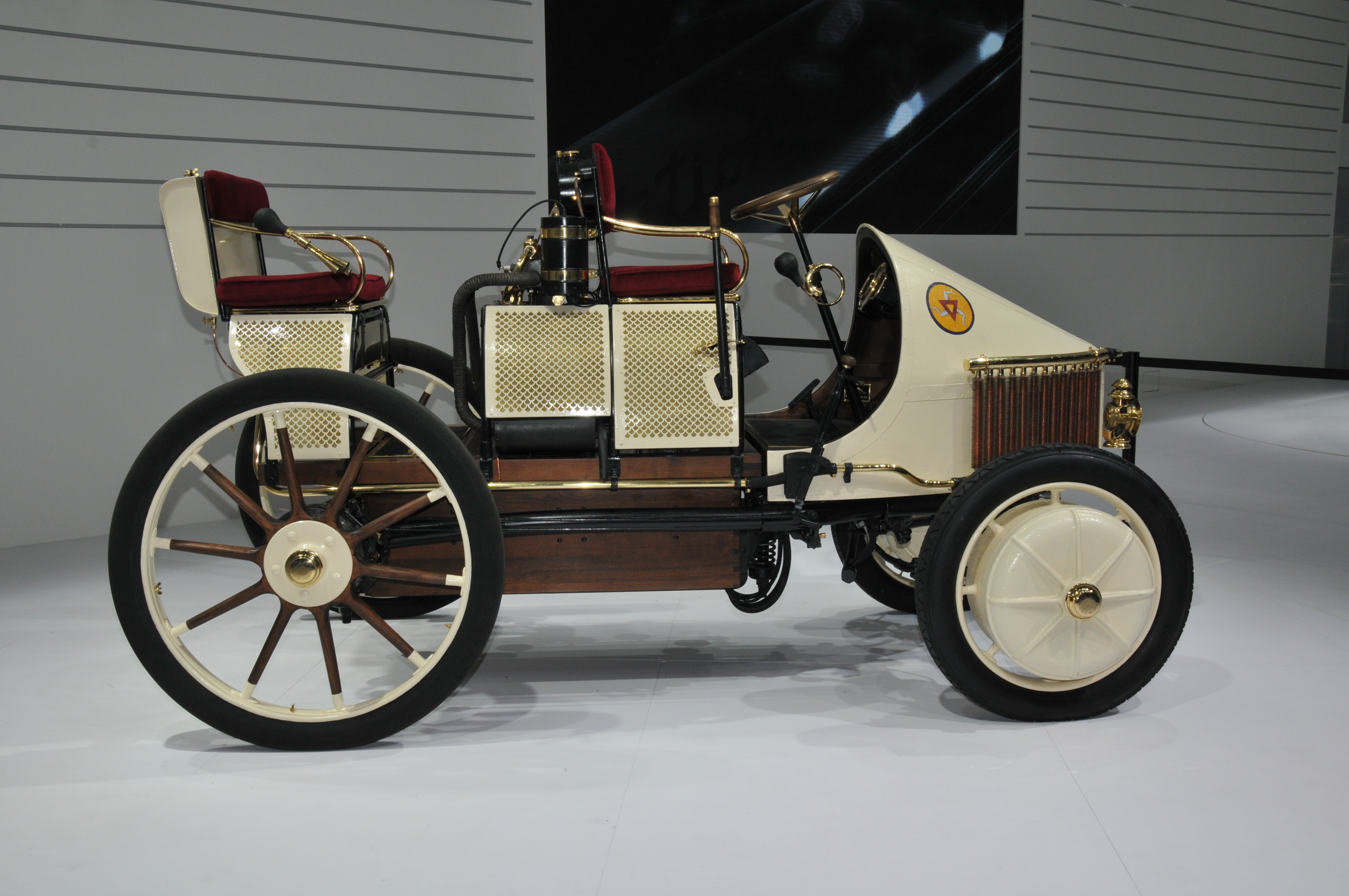
Lohner Porsche Semper Vivus de 1900, première automobile hybride électrique-essence de l'histoire de l'automobile, de Ferdinand Porsche

Avec l'invention de la batterie d'accumulateur au plomb par Gaston Planté, en 1865, puis son amélioration par Camille Faure, en 1881, les moteurs électriques déjà utilisés dans l'industrie peuvent propulser les automobiles.
La voiture électrique connaît un succès certain dans la dernière décennie du XIXe siècle, tant en Europe – et notamment en France – qu'aux États-Unis. Il s'agit principalement de flottes de taxis pour le service urbain, en lieu et place des fiacres et autres voitures de louage à cheval. Ces voitures étaient munies de batteries au plomb pesant plusieurs centaines de kilogrammes qui étaient rechargées la nuit dans des stations spécialisées.
Des véhicules spéciaux, comme la Jamais contente de l'ingénieur belge Camille Jenatzy fabriquée par CGA Dogcart, qui dépasse pour la première fois les 100 km/h, en atteignant 105,88 km/h le 29 avril 1899, sont développés afin d'assurer la promotion de ce type de traction.
Mais la nécessité de recharger longuement les batteries cantonnera longtemps ce type de traction automobile à des parcours en boucle. Les infrastructures nécessaires à leur recharge dans l'espace public ne commenceront à être développées qu'au XXIe siècle dans les pays les plus industrialisés.

### Innovations techniques

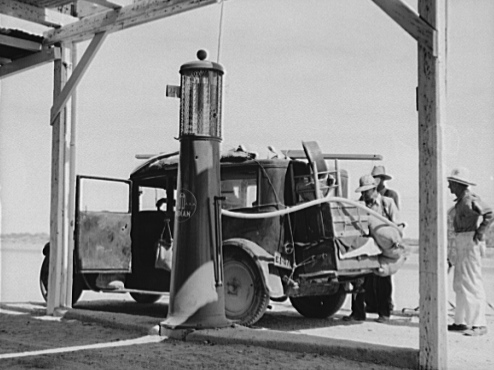
Une pompe à essence aux États-Unis en 1937.

Le pyréolophore est un prototype de moteur, développé par les frères Niépce en 1807, dont l'amélioration progressive donnera certains des moteurs à combustion interne dont celui mis au point par Rudolf Diesel, le moteur Diesel. Le pyréolophore est un moteur à air dilaté par la chaleur et s'apparente encore aux machines à vapeur. Cependant, celui-ci n'utilise pas uniquement le charbon comme source de chaleur. Dans un premier temps, les frères Niépce optent pour une poudre constituée des spores d'une plante, le lycopode, puis dans un second temps, pour un mélange de charbon et de résine, additionné à du pétrole.
En 1880, le Français Fernand Forest invente la première magnéto d'allumage basse tension. En 1885, on lui doit le carburateur à flotteur et à niveau constant. C'est sur ce principe que seront fabriqués tous les carburateurs pendant plus de 70 ans. Mais l'empreinte majeure de Forest dans l'histoire de l'automobile demeure l'ensemble de ses réalisations sur les moteurs à explosion. On lui doit par exemple l'invention du moteur à six cylindres en 1888 et celle du moteur à quatre cylindres verticaux et à soupapes commandées en 1891.

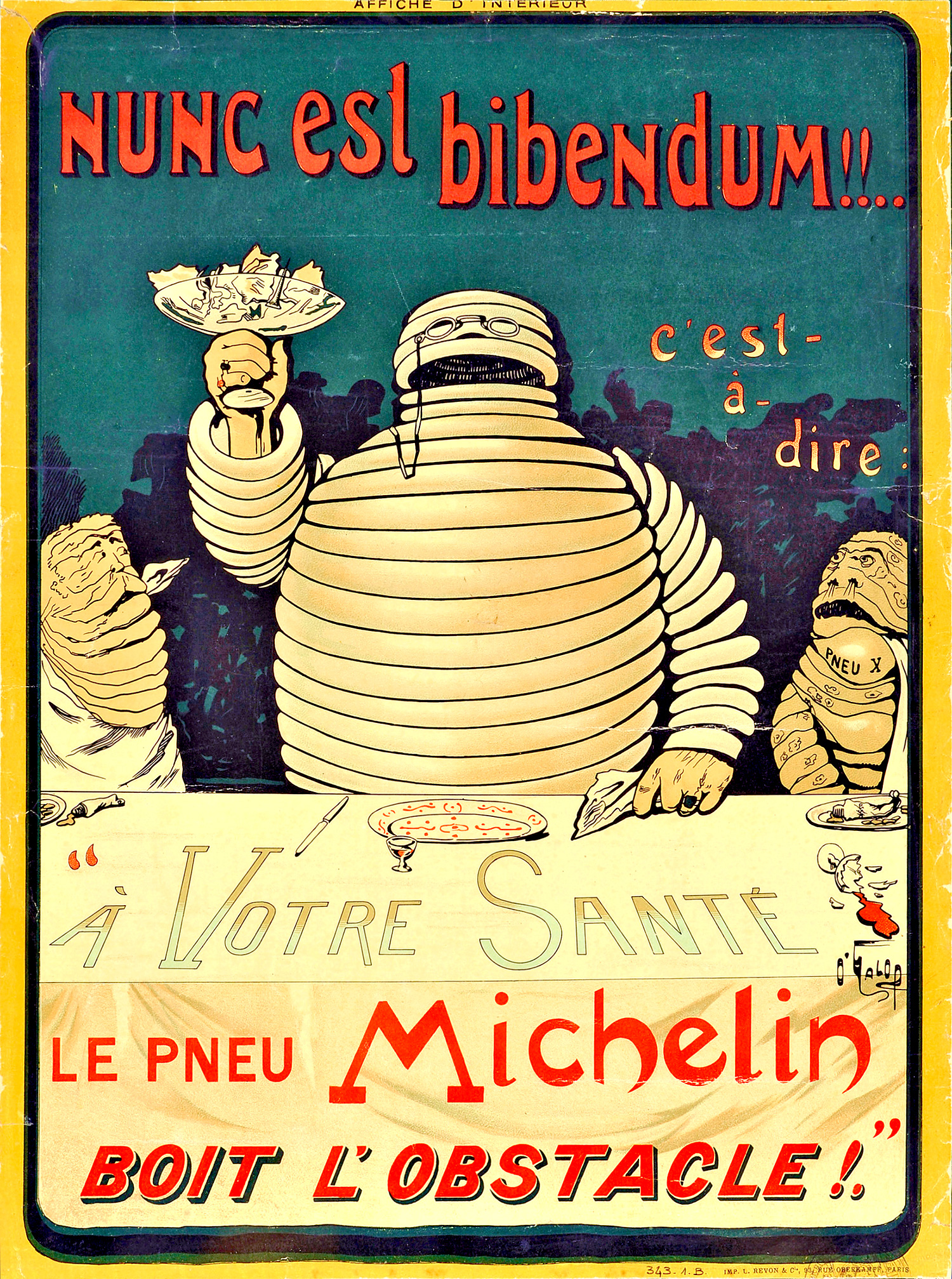
La mascotte de Michelin, Bibendum, sur une affiche de 1898.

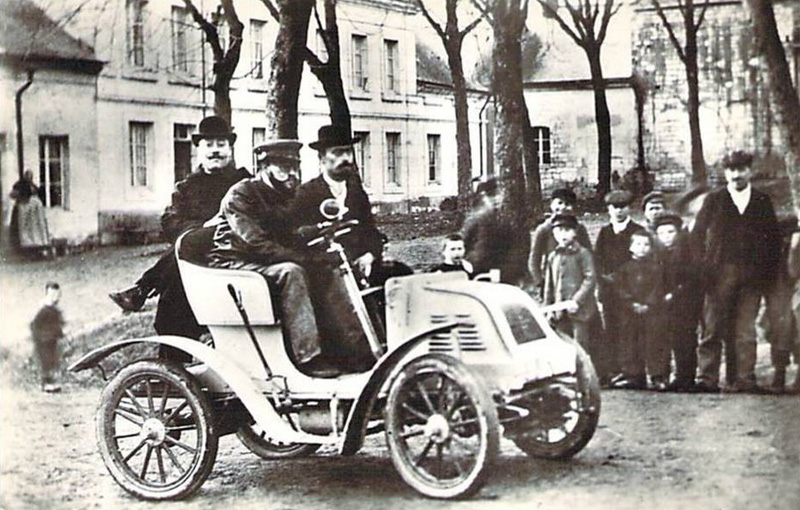
Henry Bauchet au volant de sa voiture (passager à l'avant au côté du client auquel elle avait été vendue) - 5 CV Lessieux-Bauchet, Rethel, Ardennes, France, 1900.

Étant donné que l'automobile est très gourmande en carburant, la nécessité de moyen de ravitaillement se fait rapidement sentir. Initialement, les conducteurs transportent eux-mêmes du carburant ravitailleur, qu'ils se sont procuré chez le pharmacien. Un jeune norvégien dénommé John J. Tokheim, travaillant dans une entreprise mécanique, est amené à manipuler régulièrement l'essence stockée dans son atelier. Néanmoins, il est conscient du risque que constitue le stockage de ce liquide inflammable dans un lieu où de nombreuses étincelles surgissent de toutes parts. Il imagine ainsi une cuve de stockage ensevelie à l'extérieur de l'usine, reliée par une pompe à eau modifiée. Son invention lui confère un avantage supplémentaire : celui de connaître précisément la quantité de carburant distribuée. Le brevet est déposé en 1901 : la première pompe à essence est née.
Une innovation majeure fait également son apparition à cette époque : le pneumatique. La société « Michelin et Cie » est fondée à Clermont-Ferrand. Les frères Édouard et André Michelin reprennent l'entreprise de construction de patins à frein pour bicyclettes fondée par leur grand-père et mettent au point le premier pneumatique en améliorant le bandage pneumatique en caoutchouc réalisé par John Boyd Dunlop en 1888. Véritable innovation technique, les pneumatiques vont révolutionner l'automobile, lui conférant enfin faible résistance au roulement et stabilité grâce à une meilleure adhérence. L'expérience de Chasseloup-Laubat démontre que les pneumatiques offrent une résistance à l'avancement inférieure de 35 % à celles des roues pleines. Mis au point et breveté en 1891, le premier pneumatique Michelin contenant une chambre à air offre par ailleurs la possibilité d'être démontable. En 1895, ils construisent L'Éclair, première automobile équipée de cette invention. Les pneus de l'Éclair sont gonflés à 6,5 kg et s'usent en 150 km sur une voiture roulant à 15 km/h de moyenne. Les deux frères sont persuadés que dans quelques années, toutes les automobiles seront équipées de pneumatiques. L'histoire leur donnera raison.
Bien d'autres innovations voient également le jour : le freinage et la direction s'améliorent significativement, les rayons de bois des roues sont abandonnés au profit de rayons métalliques, l'arbre de transmission remplace l'habituelle chaîne. Les bougies d'allumage, permettant un démarrage à froid optimal, font aussi leur apparition.
Ainsi en 1899, à Rethel dans les Ardennes, roulait un véhicule conçu par les ingénieurs Henry Bauchet et son collaborateur Charles Schmidt.
Jusqu'alors, les automobiles ressemblaient plus à des calèches aux grandes roues en bois munies d'un moteur placé sous les sièges et d'une espèce de guidon. La première voiture innovant avec une allure proche de celles que nous connaissons aujourd'hui, avec un moteur sous capot à l'avant, un volant, une caisse et quatre roues métalliques équipées des tout nouveaux pneumatiques inventés en 1891 par les frères Michelin, fut La Sirène, construite et conçue par Henry Bauchet en 1899.
Il s'agissait d'un réel prototype de la voiture moderne : moteur de 5 CV à l'avant, deux cylindres en V, refroidissement par air, transmission sans chaîne, boîte de vitesses à pignons baladeurs et prise directe, allumage électrique redécouvert plus tard sous le nom de « Delco ».

## FinXIXesiècle- DébutXXesiècle
À partir de cette période, recherches et innovations techniques vont se succéder rapidement en Occident. C'est également à cette période que commencent les « déboires » de l'automobile. Alors qu'elle demeure un objet de luxe réservé aux plus fortunés, les routes sans revêtement ni signalisation s'avèrent très difficiles voire dangereuses à pratiquer. Le démarrage du moteur est quant à lui une épreuve fastidieuse et les intempéries comme la poussière sont redoutés, les occupants du véhicule n'en étant pas protégés.

### Naissance des constructeurs

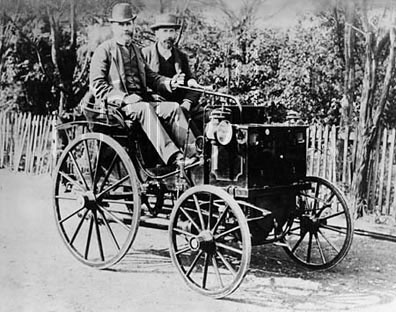
Panhard & Levassor Type A (1890 à 1896) pilotée par René Panhard, et Émile Levassor

Plusieurs industriels sont conscients du potentiel de cette nouvelle invention, si bien que de nombreux constructeurs automobiles voient le jour. Panhard & Levassor est ainsi fondé en 1891 et produit les premiers véhicules de série en France avec la Panhard & Levassor Type A. Le 2 avril 1891, Armand Peugeot (famille Peugeot) découvre cette automobile à l'Exposition universelle de 1889, et oriente son industrie familiale Peugeot vers l'automobile. 22 ans après l'Obéissante, les Amédée Bollée père et fils passent au moteur à essence en 1895. Marius Berliet commence ses activités en 1896, et en 1898, Louis Renault construit, avec l'aide de ses deux frères Fernand et Marcel, sa première voiturette à Billancourt. Georges Latil, en 1897, fait breveter le principe d’une transmission articulée, permettant d’actionner les roues d’un essieu brisé, les rendant ainsi à la fois motrices et directrices, en tant que train avant complet. Tous ces pionniers améliorent la mécanique et les performances, mettant en place une véritable industrie. 

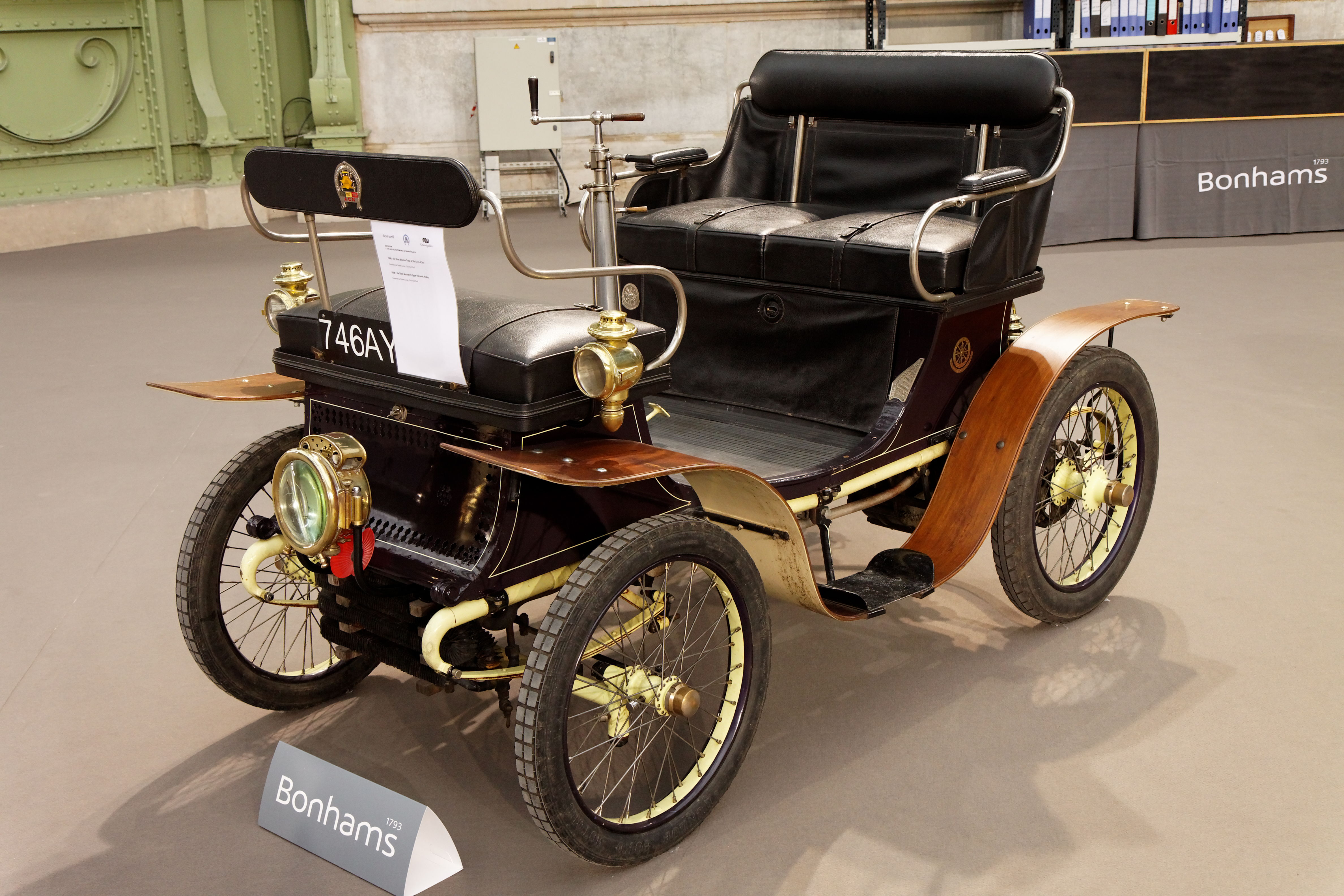
De Dion-Bouton Type G 4,5 CV vis-à-vis - 1900

En 1895, l'entreprise De Dion-Bouton s'intéressa aux moteurs à essence, avec l'installation d'un des premiers allumages électriques sur un tricycle et en 1899, sur le vis-à-vis appelé la petite voiture. Celle-ci avait une suspension innovante à pont De Dion inventée par la firme en 1893. Ensuite, ce système sera utilisé par de nombreux constructeurs. Le Vis-à-vis est la première automobile fabriquée en grand nombre avec 2 970 exemplaires sortis jusqu'en 1902.
L'industrie des pionniers de l'automobile française connaît son âge d'or à la fin du XIXe siècle et domine le monde avec les marques et inventeurs : Mors, Léon Serpollet, Léon Bollée, De Dion-Bouton, Armand Peugeot, Panhard, Louis Renault…
La France est alors à la pointe de l'automobile, comme le montrent les chiffres de production du début du siècle. En 1903, la France produit 30 204 voitures, soit 48,77 % de la production mondiale, contre 11 235 aux États-Unis. Les rares automobiles d'origine américaine sont la conception des frères Duryea ou encore des frères Aperson. Le Royaume-Uni (9 437), l'Allemagne (6 904), la Belgique (2 839) et l'Italie (1 308) sont les autres pays producteurs. Peugeot, Renault et autres Panhard ont déjà des points de vente aux États-Unis. La France compte 30 constructeurs automobiles en 1900, 57 en 1910 et 155 en 1914. Aux États-Unis, on comptait 50 marques en 1898 et 291 en 1908. Fin 1905, la France compte 21 523 voitures. On en trouve le plus grand nombre dans le département de la Seine, avec 4 627 exemplaires. La Gironde quant à elle n'en compte que 342.

### Premières courses

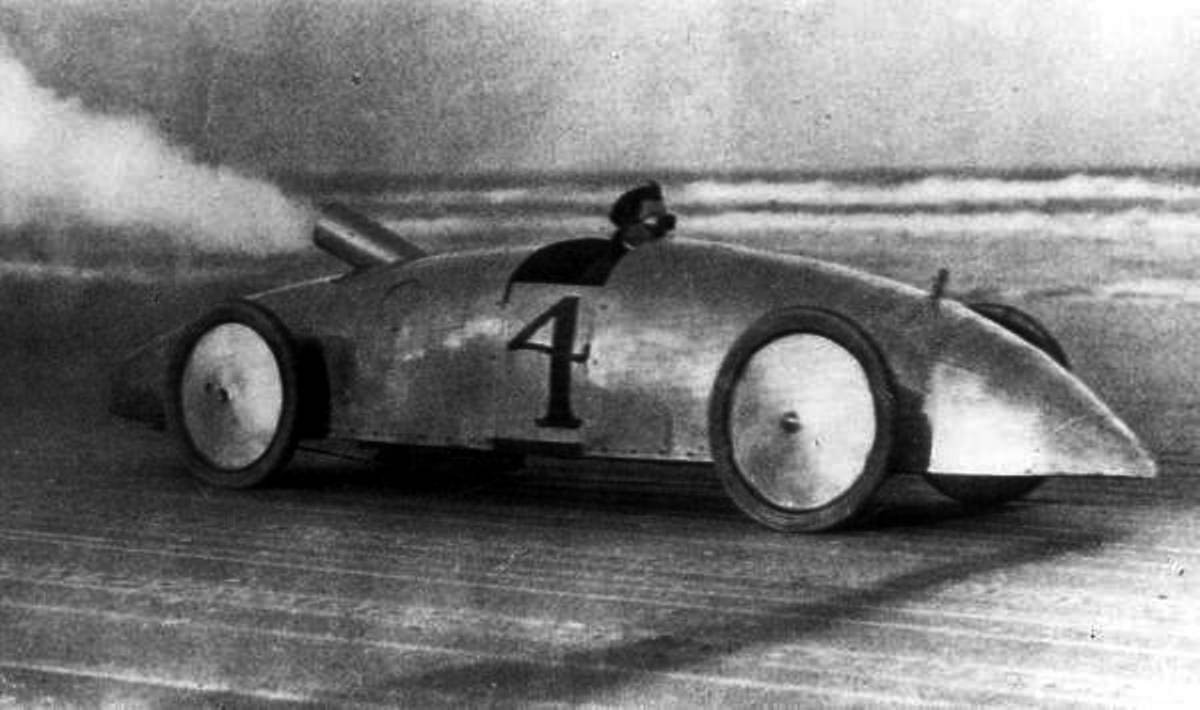
Louis Ross courant dans une Stanley Steamer, durant le Daytona Beach, en 1903.

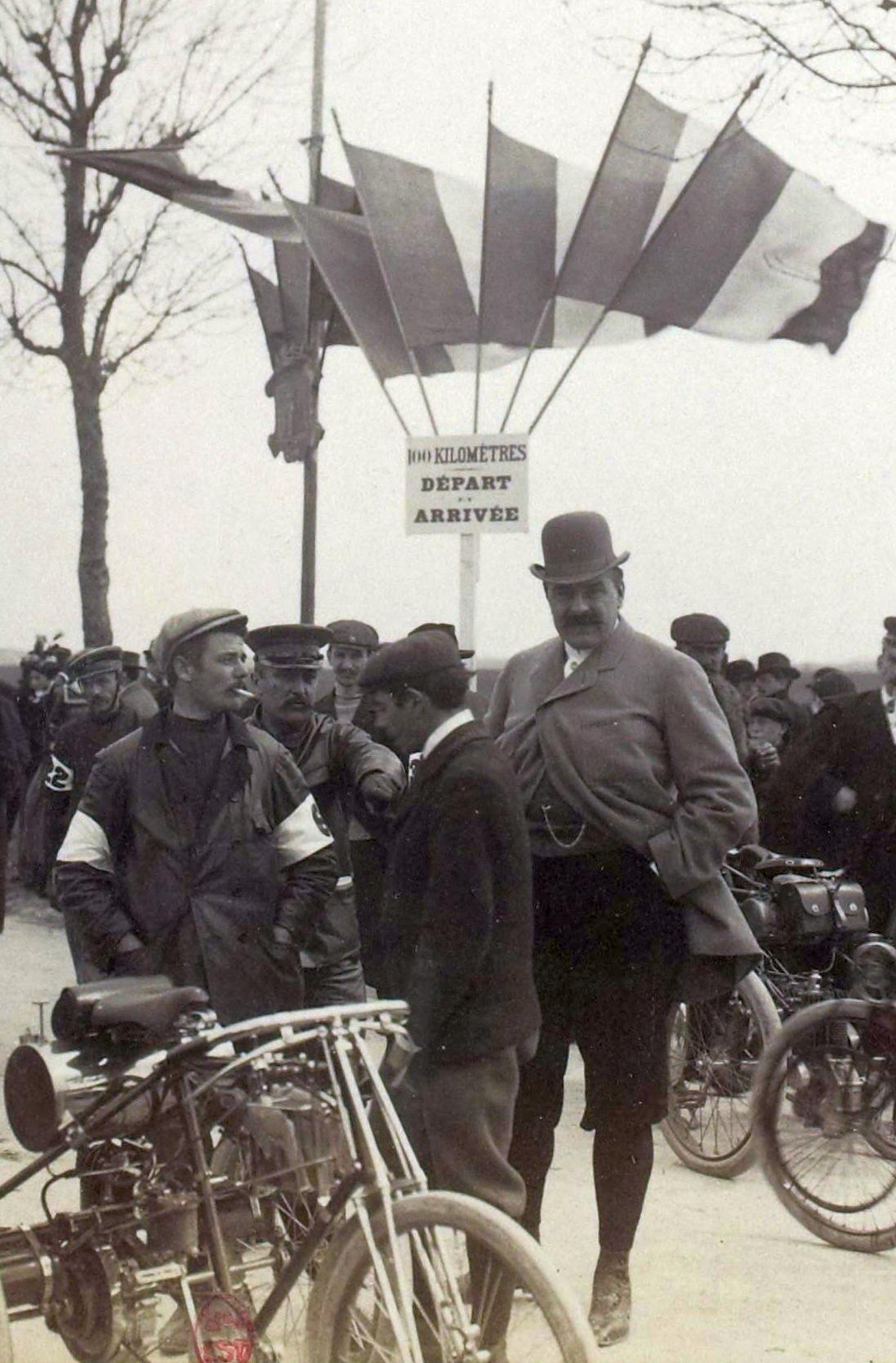
Le comte Jules-Albert de Dion au départ du Critérium des Motocycles en 1899.

« L'histoire de l'automobile est indissociable de la course ». Outre le fait que les courses sont une grande source de progrès, elles sont surtout le moyen de démontrer que l'on peut désormais se passer des chevaux. La nécessité de vitesse y imposera le moteur à essence face à l'électricité et la vapeur. Les premières compétitions sont essentiellement des courses d’endurance, si bien que le simple fait d'y participer est synonyme de prestige pour le pilote et le constructeur de l’automobile. Parmi les participants de ces courses se trouvent les grands noms de l'histoire de l'automobile : De Dion-Bouton, Panhard, Peugeot, Benz, etc. Organisée en 1894, Paris-Rouen (connue à l'époque sous le nom de « Concours de voitures sans chevaux ») est la première compétition automobile de l'histoire, dont sept voitures à vapeur et quatorze à pétrole prennent le départ pour 126 km. Jules-Albert de Dion est, en 5 h 40, le premier à rejoindre Rouen, à bord d'une automobile qu'il construisit avec son associé Georges Bouton. Néanmoins, il n’obtient que le deuxième prix car le règlement stipule que le premier prix, partagé entre Panhard et Peugeot, est attribué au(x) constructeur(s) de l’automobile qui sera « sans danger, aisément maniable et ne pas coûter cher ».
Les passionnés d'automobile connaissent beaucoup de difficultés et de souffrances. La presse d'abord fustige ces « forcenés » conduisant des « monstres ». Par ailleurs, les infrastructures automobiles sont pour le moment inexistantes, si bien qu'en 1898 se produit le premier accident mortel : le marquis de Montaignac trouve la mort à bord d'une voiture Landry Beyroux. Cela n'empêche néanmoins pas les concurrents de participer aux courses automobiles, tous étant désireux de faire découvrir « la voiture sans chevaux ». Henri Desgrange déclare en 1895 dans L'Auto : « Le moment est très proche où l'automobile va cesser d'être un plaisir de riches pour devenir un objet d'utilité presque exclusivement pratique ». Toutes ces courses ont pour conséquence la fin du moteur à vapeur tout en mettant en valeur la souplesse et l'endurance du moteur à explosion mais elles démontrent également, grâce à la Peugeot pilotée par André Michelin, que la voiture gagne beaucoup à « rouler sur l'air ». La voiture pilotée par André Michelin lors de la course Paris-Bordeaux-Paris, la seule équipée de pneumatiques, est l'une des trois voitures ayant réussi à finir la course, bien qu'elle ait subi de nombreuses crevaisons et cassé un rayon de roue.

#### Coupe Gordon Bennett

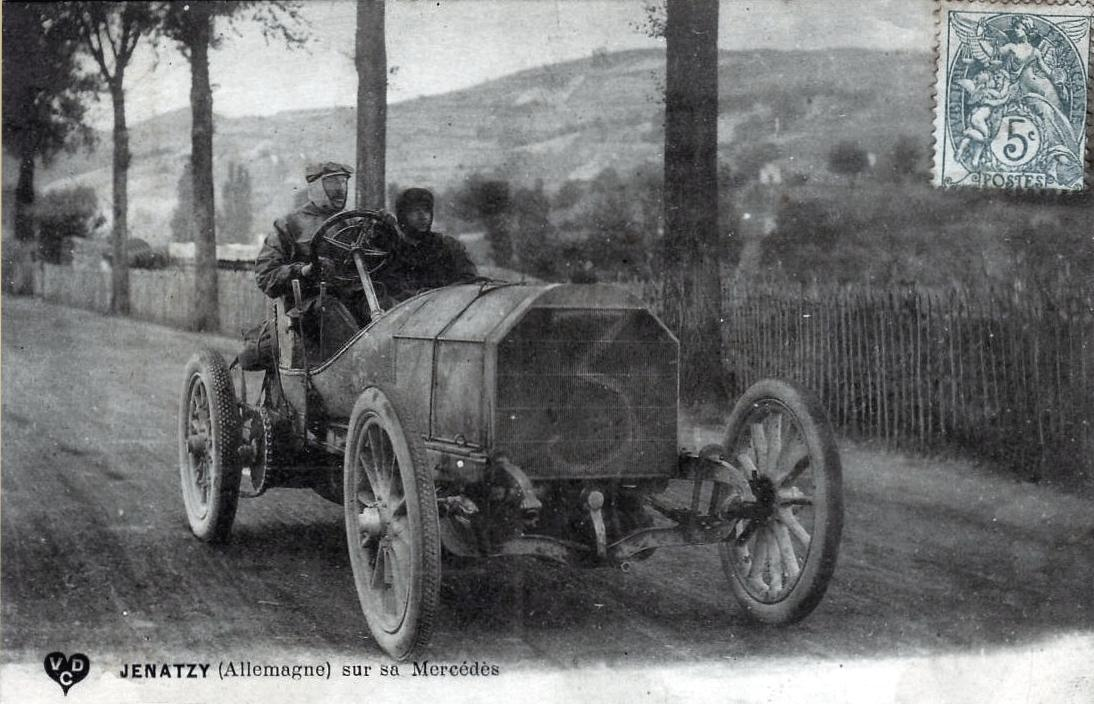
Camille Jenatzy, vainqueur en 1903 de la coupe Gordon Bennett, au volant d'une Mercedes 35 HP, une des premières voitures de course à part entière.

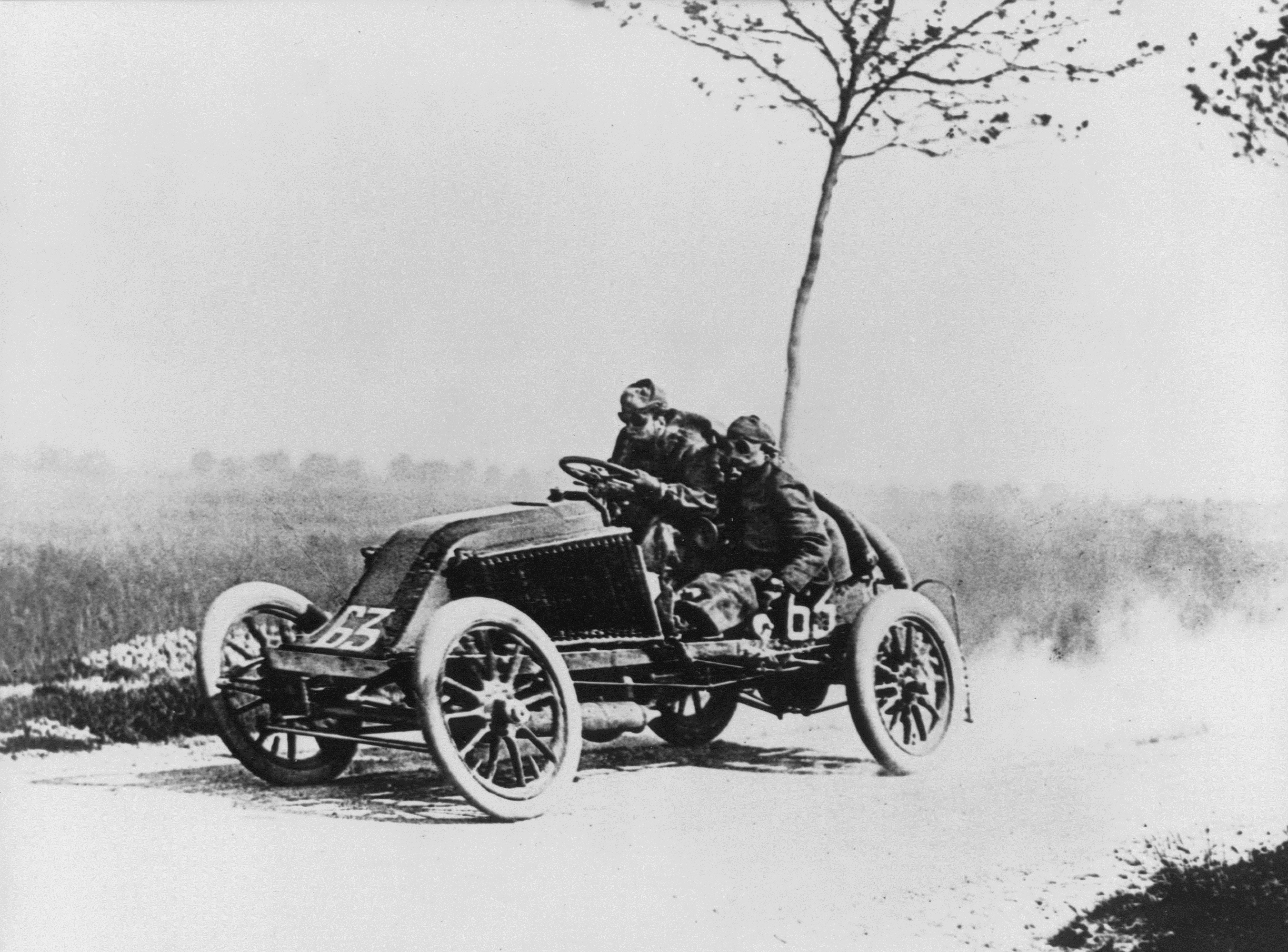
Marcel Renault et sa Renault Type O lors du Paris-Madrid 1903.

Les grands quotidiens, en ce début de XXe siècle, profitent d’une incroyable réputation et d’une certaine influence. Il n’est pas rare que certaines manifestations sportives soient organisées par ces journaux. Elles remportent de surcroît un immense succès.
En 1889, James Gordon Bennett, propriétaire fortuné du quotidien New York Herald, décide d'organiser un prix international regroupant des équipes nationales. La France, étant donné qu'elle est le premier constructeur mondial, accueille l'épreuve, l'organise et fixe le règlement. Le 14 juin 1900 commence l'épopée de la Coupe automobile Gordon Bennett, qui se terminera en 1905. Trois équipes françaises engagent des automobiles Panhard-Levassor pilotées par Charron, Girardot et Knyff sur le parcours de 554 km. Charron l'emporte la première année avec une vitesse moyenne de 60,90 km/h et Girardot, la deuxième avec une vitesse moyenne de 59,533 km/h. La France remporte quatre fois la course, affirmant sa prédominance dans l'industrie automobile naissante. En 1903, l'épreuve ne se déroule plus en France mais en Irlande, puis en Allemagne en 1904.
Plusieurs millions de spectateurs se pressent sur les routes pour assister à ces courses. Cependant, aucune mesure de sécurité n'est prise, si bien que les enfants ou les animaux sont à l’origine de nombreuses embardées. En 1903, après la course Paris-Madrid où l'on dénombra plusieurs accidents mortels, les courses sur routes ouvertes sont interdites. En effet, l'épreuve comptera 8 morts et se terminera prématurément à Bordeaux. Dès lors, les courses se transforment en rallyes, en spéciales sur routes fermées ou encore en courses de côte très encadrées. Pour les vitesses les plus élevées, des circuits spéciaux ainsi que des pistes d'accélérations sont construites.

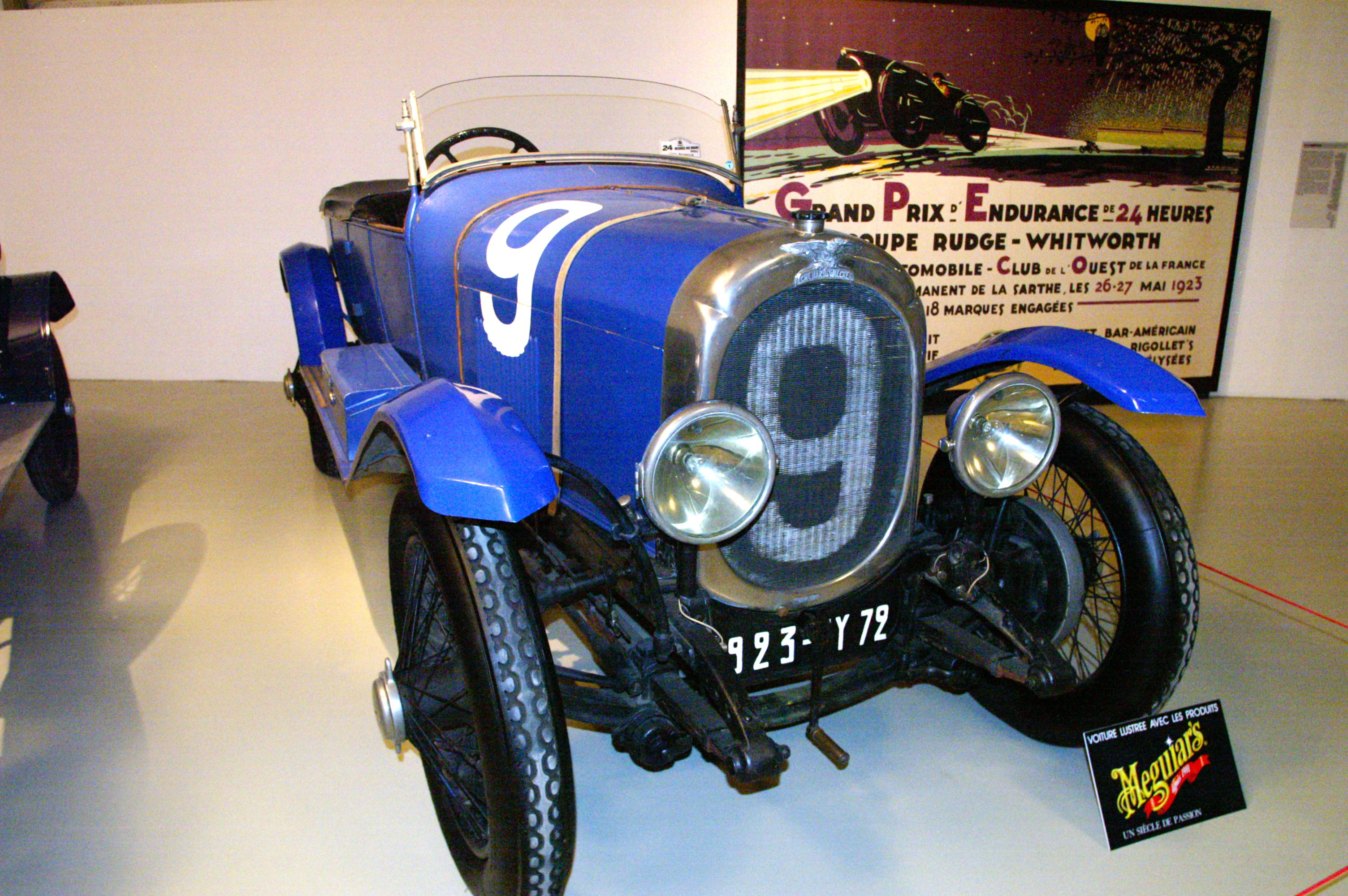
La Chenard et Walcker Sport, victorieuse des 24 Heures du Mans 1923.

Tout comme la coupe Gordon Bennett, les plus célèbres et prestigieuses courses automobiles naissent à cette époque, à l'image du 1er grand prix de France au Mans en 1906, du rallye Monte-Carlo (1911), des 500 miles d'Indianapolis (1911) ou des 24 Heures du Mans (1923) remportée par une Chenard et Walcker.

#### Records de vitesse

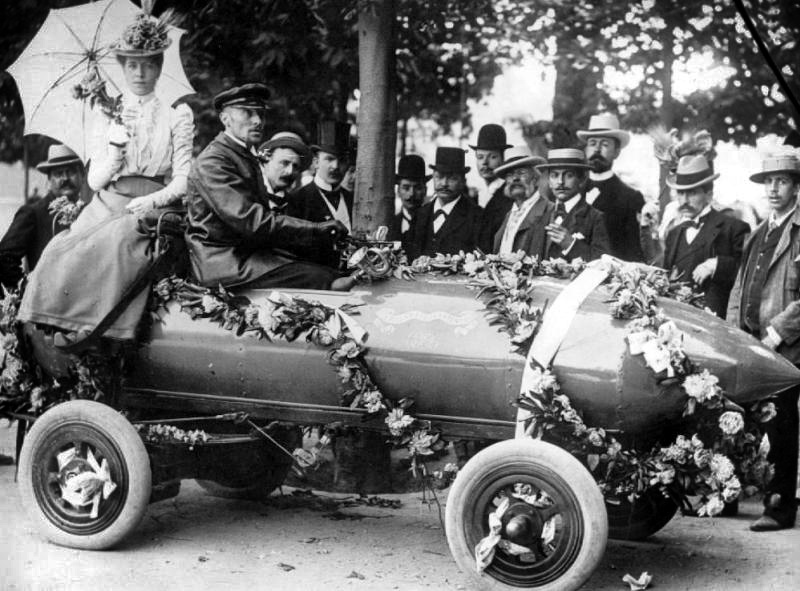
La Jamais-Contente parée de fleurs à la suite du record de vitesse.

Les courses automobiles sont l'occasion d'établir de nombreux records de vitesse. Ces derniers sont révélateurs des progrès techniques réalisés, notamment sur les suspensions ou la direction. Ils véhiculent l'image de leur fabricant, si bien que les courses aux records font souvent office de promotion publicitaire pour les marques automobiles. Par ailleurs, le moteur à explosion n'est pas le moyen privilégié pour atteindre d'importantes vitesses, les défenseurs des motorisations à vapeur ou électriques désirant prouver que le pétrole, dont les évolutions sont rapides, n'est pas la seule source d'énergie efficace.
Le premier chronométrage remonte à l'année 1897, pendant laquelle Pierre Alexandre Darracq, fabricant des cycles Gladiator parcourt 10 km en 9 min 45 s (60,504 km/h) avec un tricycle la Triplette. Le premier chronométrage officiel établissant un record de vitesse est établi le 18 décembre 1898 sur la route d'Achères (Yvelines) par le comte Gaston de Chasseloup-Laubat sur une automobile électrique, la Duc de Jeantaud, à une vitesse de 63,158 km/h.
Commence alors un duel entre le comte et le « Baron Rouge », le Belge Camille Jenatzy. Le record change quatre fois de main au début de l'année 1899. Néanmoins, atteindre les 100 km/h demeure un objectif crucial et particulièrement convoité. D'ailleurs certains scientifiques de l'époque prétendent que le corps humain ne pouvait résister à une telle vitesse. C'est finalement le belge Camille Jenatzy qui remporte ce duel le 29 avril ou le 1er mai 1899 (suivant les sources), toujours sur la route d'Achères, où il dépasse la barre des 100 km/h en atteignant 105,882 km/h à bord de la Jamais Contente no 25, un véhicule électrique très profilé. L'électricité est, dès la fin du XIXe siècle, une piste explorée par les ingénieurs pour propulser les automobiles.

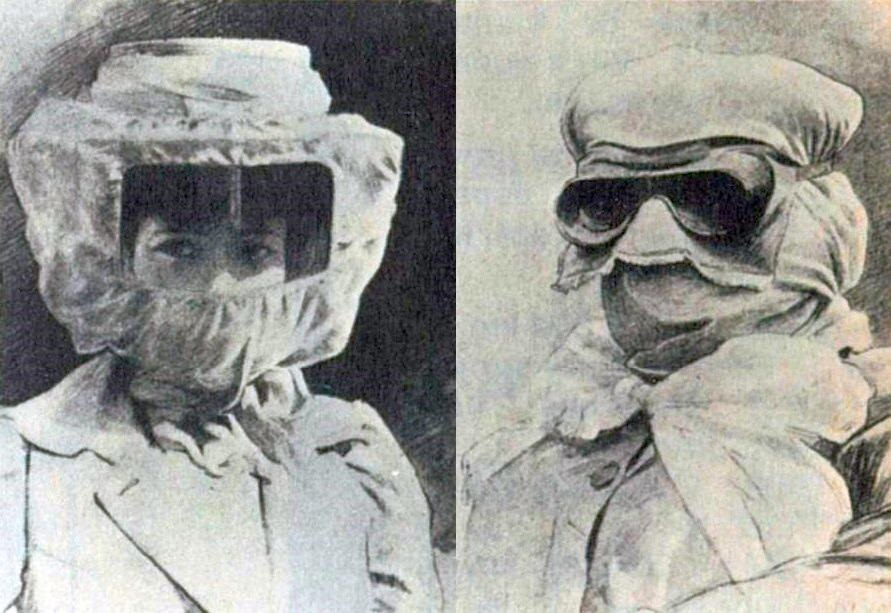
Chauffeurs automobiles équipés pour la course (vers 1900).

C'est une voiture à vapeur qui met fin au règne des voitures électriques. Le 13 avril 1902, Léon Serpollet atteint 120,805 km/h à bord de l’Œuf de Pâques équipée d'un moteur à vapeur Garnier-Serpollet, sur la Promenade des Anglais à Nice. Le dernier véhicule à vapeur à détenir un record de vitesse est un véhicule à moteur Stanley Steamer qui atteint 195,648 km/h le 26 janvier 1905 à Daytona Beach (Floride) avec Fred H Marriott au volant. La barre des 200 km/h est dépassée le 6 novembre 1909 par le Français Victor Hémery à Brooklands en Grande-Bretagne avec un véhicule équipé d'un moteur Benz de 200 ch qui atteint 202,681 km/h. Le dernier record de vitesse à être établi sur une route publique fermée à la circulation l'est à Arpajon (Essonne) le 12 juillet 1924 par l'Anglais Ernest A. D. Eldridge sur une voiture Fiat Spéciale Méphistophélès à 234,884 km/h.
Les records de vitesse ne cesseront jamais d'être battus par des véhicules de moins en moins traditionnels :
- Malcolm Campbell le 25 septembre 1924 avec 235,206 km/h sur Sunbeam 350HP Blue Bird équipée d'un moteur d'avion V12 Sunbeam Manitou;
- Henry Segrave le 16 mars 1926 avec 240,307 km/h sur Sunbeam 4L "Ladybird";
- J. G. Parry-Thomas le 27 avril 1926 avec 270,482 km/h sur Higham-Thomas Special "Babs" doté d'un moteur d'avion V12 Liberty de 27 litres de cylindrée, développant 450 cv (340 kW);
- Ray Keech le 22 avril 1928 avec 334,019 km/h sur White Triplex "Spirit of Elkdom" équipée de trois moteurs d'avion V12 Liberty L-12;
- George E. T. Eyston le 19 novembre 1937 avec 501,166 km/h, et John Cobb, la première fois le 15 septembre 1938 avec 563,576 km/h battront à tour de rôle le record, pour qu'enfin John Cobb établisse le 16 septembre 1947 le dernier record de vitesse avec un véhicule à moteur à explosion avec 634,089 km/h sur Thunderbolt, franchissant pour la première et la dernière fois la barre des 400 mph[43].

Le 4 septembre 1956, le constructeur automobile Renault bouleverse la discipline en établissant un record de vitesse avec Étoile Filante ; équipé d'une turbine Turbomeca développant 270 ch à 28 000 tr/min, il atteint, aux mains du français Jean Hebert, 308 km/h, avec 5 kilomètres parcourus en 58 secondes, record de vitesses terrestres catégorie moins de 1 000 kg. Depuis le 1er mars 1997, le record de vitesse terrestre avec un véhicule automobile est détenu par Andy Green, un pilote de la Royal Air Force, sur Thrust SSC, un engin équipé de deux turboréacteurs Rolls-Royce à postcombustion et développant plus de 100 000 ch ; il a atteint à Black Rock (Nevada) la vitesse de 1 227,985 km/h, dépassant pour la première fois le mur du son à mach 1.016.
Le début du XXIe siècle a vu les voitures électriques et les modes de propulsion propre se lancer aussi dans la course aux records. En 2009, au volant de la Venturi VBB 2 véhicule à hydrogène, le pilote américain Roger Schroer établit la vitesse de 487,672 km/h. En 2010, c'est au volant de la Venturi VBB 2.5 qu'il atteint la vitesse de 495,140 km/h. Ces deux records ont été homologués par la Fédération internationale de l'automobile.

### L'automobile, objet de luxe

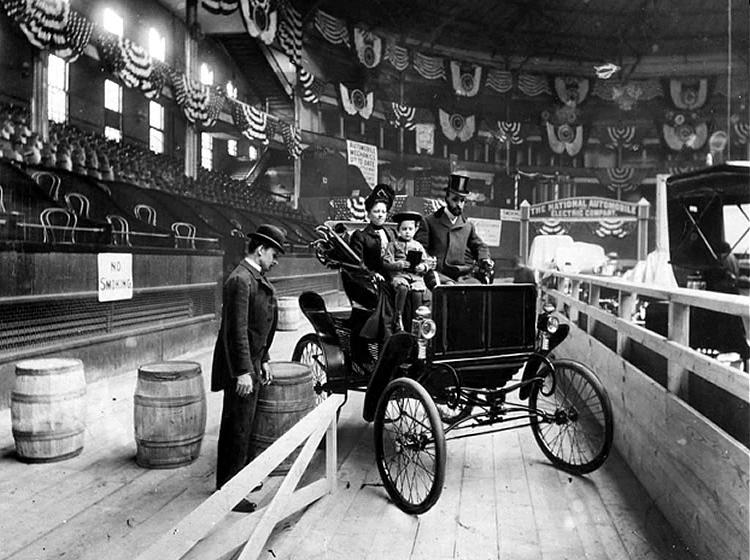
Le salon de l'automobile « New York Auto Show » en 1900.

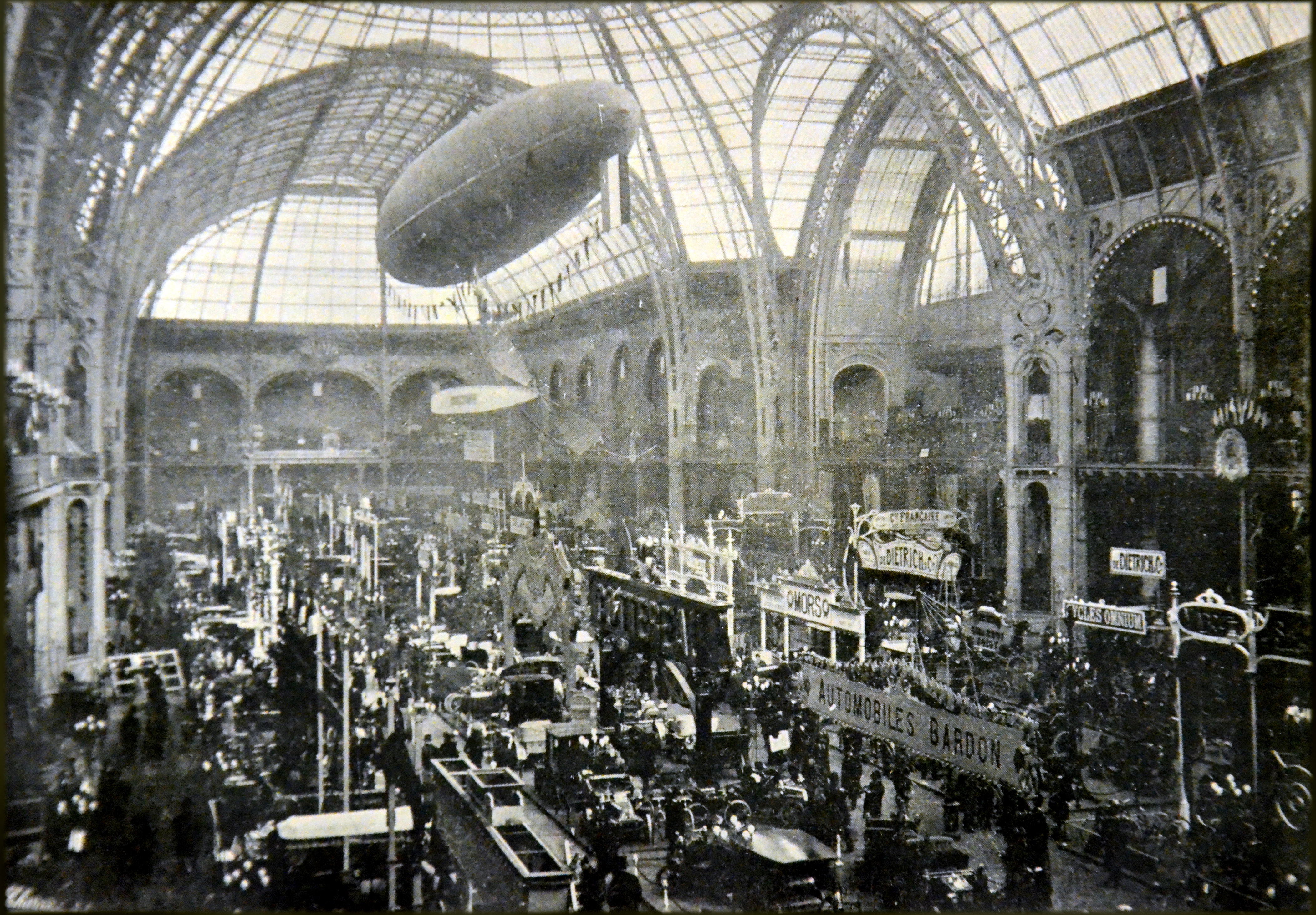
Exposition internationale automobile au Grand Palais en 1902

L'automobile devient un objet de luxe que l'on expose. Les grands salons automobiles naissent au parc des Tuileries en 1898. Seules les automobiles pouvant parcourir la distance Paris-Versailles-Paris sont acceptées dans le salon. Une « société d'encouragement », aujourd'hui connue sous le nom d'« Automobile Club de France », est fondée en 1895 par Jules-Albert de Dion, Pierre Meyan et Étienne van Zuylen van Nyevelt. L'automobile est loin de rencontrer un succès immédiat. Félix Faure déclare ainsi à l’occasion du salon que les modèles exposés « sentent mauvais et sont laids ».
Très vite pourtant, on se masse pour admirer ces engins. L’Exposition universelle de 1900, qui a lieu à Paris, est l’occasion de manifester les progrès réalisés dans les sciences et les techniques. Néanmoins, l’exposition ne consacre qu’un petit espace à ce « triomphe » automobile, cette dernière étant toujours exposée avec les carrossiers de fiacres hippomobiles. L’année 1902 est celle du premier salon de l’automobile à part entière, dénommé à l’époque « Exposition internationale automobile ». 300 exposants sont représentés dans le salon. L'affluence ne cesse de croître chaque année : l'automobile fait rêver.
L'automobile est par ailleurs le moyen d'évaluer la situation financière de chacun, traduit un rang social. Posséder une grande voiture puissante permet de se distinguer des masses populaires. Hormis la Ford T, produite pour le plus grand nombre, les automobiles européennes sont encore en 1920 soit des véhicules de luxe soit de tourisme. Comme l'explique l'historien Marc Boyer, « l'automobile ne sert qu'à la promenade des riches autour de leurs châtellenies ».

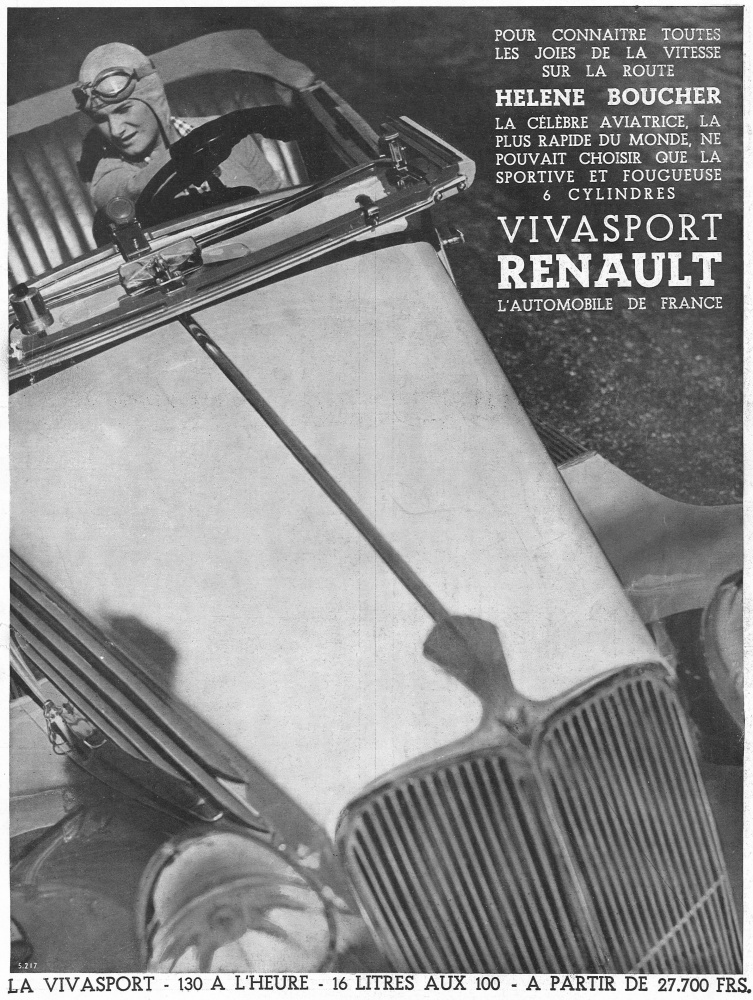
Affiche publicitaire de Renault en 1934 pour la Renault Viva Grand Sport avec l'aviatrice Hélène Boucher.

### L'automobile au féminin
L'automobile se féminise dès les années 1900. À la fin du XIXe siècle, les femmes se contentent d'être de simples passagères, mais en 1898, certaines d'entre elles osent prendre le volant à la place de leur mari. Camille du Gast et la duchesse d'Uzès sont pionnières dans l'automobile. Cette dernière est d'ailleurs la première femme à obtenir l'équivalent du permis de conduire, à être verbalisée pour excès de vitesse et elle est l'initiatrice du premier « Automobile Club féminin ». Cette initiative est mal accueillie par les hommes, qui voient dans le domptage des engins un moyen de se valoriser face au « sexe faible ».
Même si les progrès demeurent lents, l'impact de l'automobile sur les mentalités est indéniable. Les vedettes de l'époque participent à ce nouveau phénomène : Greta Garbo, Joséphine Baker ou encore Gaby Morlay posent avec plaisir au volant de leur automobile. D'ailleurs, les constructeurs automobiles n'hésitent plus à inclure des modèles plus « féminins » à leur gamme. Les publicités s'adressent désormais aux femmes en tant que consommatrice.

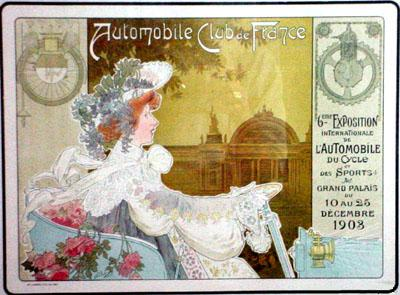
Affiche publicitaire pour l'Automobile Club de France.

Dès lors, des concours d'élégance s'organisent, permettant aux femmes et leurs automobiles de remporter des prix, à l'image des hommes dans les courses automobiles. Les concours jugent les automobiles tandis que les femmes sont présentes pour apporter une plus-value. À cette époque, l'automobile est vendue sans carrosserie et il convient par la suite à l'acheteur de se rendre chez un carrossier pour vêtir son automobile. L'automobile est considérée comme synonyme de liberté, dans le sens où elle permet de se déplacer très facilement, n'importe quand. Ainsi, à une époque où la femme n'est pas encore considérée comme l'égale de l'homme, l'automobile s'apparente à une certaine quête de liberté pour les femmes.

### Un «fléau moderne»

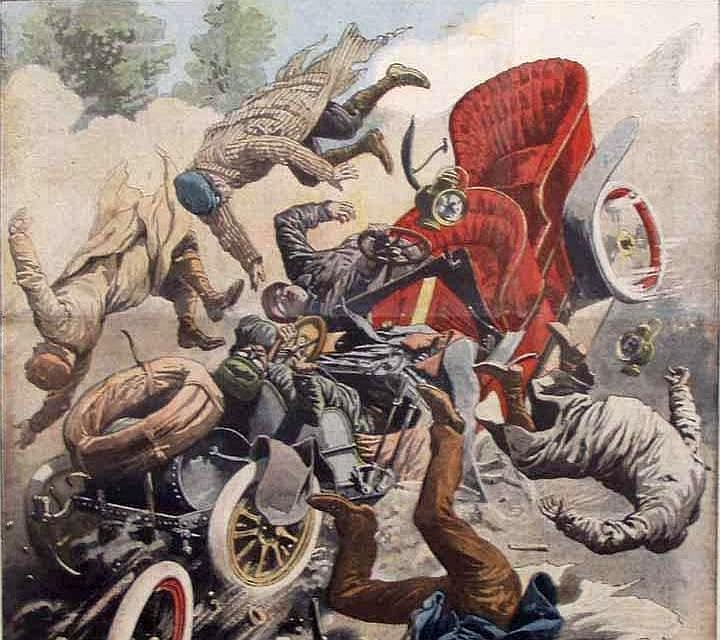
Illustration de Eugène Chaperon d'un accident automobile, paru dans Le Petit Journal.

L'automobile suscite très vite la polémique. Alors que le parc automobile croît rapidement, les infrastructures adaptées ne sont pas encore mises en place. Ce sont d’ailleurs les marchands de bicyclettes qui réparent et entretiennent les automobiles. Pendant plusieurs années après la Première Guerre mondiale, apparaissent aux États-Unis des monuments commémoratifs en hommage aux morts de la route, en particulier aux enfants, comme à Baltimore où les proportions du monument érigé en 1922 par le maire William Frederick Broening (en), en mémoire des 130 enfants tués dans la ville l'année précédente, sont comparables à celles d'un monument aux morts de guerre ; sont également organisés des hommages et des « semaines de la sécurité » qui donnent lieu à des manifestations. L'automobile effraie les animaux (les automobilistes seront surnommés les « tueurs de poules »), elle est très bruyante et dégage une odeur nauséabonde. Bouleversant la quiétude des piétons dans les villes, beaucoup désirent l'interdire. Ces derniers n’hésitent pas à lancer des pierres ou du fumier sur les automobiles qui croisent leur chemin. Les publications humoristiques de la Belle Époque font d’ailleurs souvent occurrence au thème de l'« automobiliste-écraseur ». C’est ainsi qu’en 1889, les premiers arrêtés font leur apparition. Le marquis italien Carcano « ose » se déplacer en De Dion-Bouton à vapeur dans le centre-ville de Nice. Effrayés et sûrement surpris, les habitants signent une pétition et l'envoient au maire. Appliquant l'arrêté du 21 février 1893, le maire interdit le passage des automobiles à vapeur dans le centre-ville. Néanmoins, la loi sera assouplie en 1895, accordant aux automobiles électriques ou à essence de rouler à moins de 10 km/h.
Au-delà des moyens de transports, l'automobile bouleverse l'approche culturelle des modes de déplacements. L'opposition entre progrès technique et religion est parfois brutale. Les ecclésiastiques s'opposent à cet engin qui « ressemble plus à un diable qu'à un humain ».
C'est ainsi que naissent en 1902 les bases de la réglementation routière. La Cour de cassation accorde aux maires la possibilité de réglementer la circulation dans leur ville. Les premiers panneaux de signalisation - notamment les panneaux de limitation de vitesse allant de 4 à 10 km/h - font leur apparition. Dès 1893, la législation française fixe la limite de vitesse à 30 km/h sur les routes et 12 km/h dans les agglomérations, des vitesses inférieures à celles des véhicules hippomobiles. Certaines villes comme Paris sont rapidement encombrées, obligeant la mairie de Paris à interdire la circulation automobile dans certaines rues. Peu de temps après, un « certificat de capacité à la circulation » est mis en place, ainsi que les premières plaques d'immatriculation alors que les premières lignes régulières d'omnibus, développées par la Compagnie Générale des Omnibus, font leur apparition en juin 1906. Les cochers de fiacres se transforment progressivement en chauffeur de taxis, dont Renault est le principal constructeur. On estime à 10 000 le nombre de taxis mis en circulation en 1914. Des panneaux d'indication de danger et des panneaux de noms de communes sont mis à disposition des communes, vers 1910, par Michelin, également à l'origine de l'installation des bornes kilométriques. Les automobilistes ne sont désormais plus obligés de descendre de voiture pour demander aux résidents dans quelles villes ils se trouvent.
Malgré ce début de réglementation et les progrès de la signalisation, l'automobile demeure pour certains dangereuse. Ambroise Collin, professeur et juriste, décide de fonder en 1908 la « Ligue contre les excès de l'automobile ». Il adresse à chaque constructeur une lettre dans laquelle il leur demande de renoncer à cette nouvelle industrie, mais cette lettre n'influencera pas le cours de l'histoire.

### L'aventure
Le développement du chemin de fer au XIXe siècle permet de réduire considérablement les temps de trajet et de voyager plus loin à moindre coût. L'automobile apporte cependant ce que le train n'offre qu'imparfaitement : une pleine autonomie de déplacement et un nouveau sentiment de liberté. Elle permet à ses occupants de s'arrêter dès qu'ils le désirent. La plupart des propriétaires de voitures se concentrent à Paris, si bien que l'automobile est vite perçue comme le moyen de partir à l'aventure, loin de la capitale. Très tôt déjà, l’idée de « tourisme » est inventée. Luigi Ambrosini écrit même : « L'automobile idéale, c’est celle qui a la liberté de la vieille brouette, qui a l’indépendance nonchalante du piéton. Tout le monde peut aller vite. L’art de l’automobiliste, c’est de savoir s’attarder ». Les clubs automobiles prodiguent à leurs adhérents des conseils et des informations sur les services à leur disposition le long de leur route car, « le vrai touriste ne sait d'avance où il mangera, ni où il se couchera ».
La « route de la villégiature » s'allonge et permet aux Français de rallier la côte normande, terrain de prédilection des vacanciers. Deauville, qui possède de larges routes en lignes droites, est tout naturellement prédestinée pour accueillir ce nouvel afflux de Français et de leurs automobiles, engendrant par ailleurs les premiers embouteillages. Les villes de villégiature s'équipent de garages pour abriter les automobiles. L'éloignement des centres-villes engendre de plus la création de services en dehors des villes. André Citroën sera d'ailleurs un habitué du casino de Deauville.
L'automobile est à plus d'un titre une véritable aventure, dès le démarrage et chaque départ fait appel à tout un cérémonial. En effet, mettre en route une automobile s'avère fastidieux, voire dangereux. Le conducteur doit tourner une manivelle reliée par l'avant au moteur. La mise en rotation de cette dernière est difficile en raison des forts taux de compression, et peut arracher le pouce, voire l'avant-bras, d'une personne lors du « retour de manivelle ». Ensuite, « le conducteur est avant tout un chauffeur », car il doit en effet réchauffer le moteur avec du carburant avant de pouvoir le mettre en route.
De surcroît, la plupart des automobiles ne possèdent pas encore de toit, obligeant les passagers à se couvrir pour éviter les projections diverses et variées. Lorsqu’une automobile arrive dans un village, elle attire très souvent la curiosité, notamment pour l’accoutrement de ses occupants à l’image des femmes qui se coiffent d’un chapeau à voilette ou d’une casquette munie d’un bachelik détachable. Ces tenues extravagantes disparaissent progressivement avec l’apparition des pare-brises.

### Diffusion de l'automobile

#### Délinquance

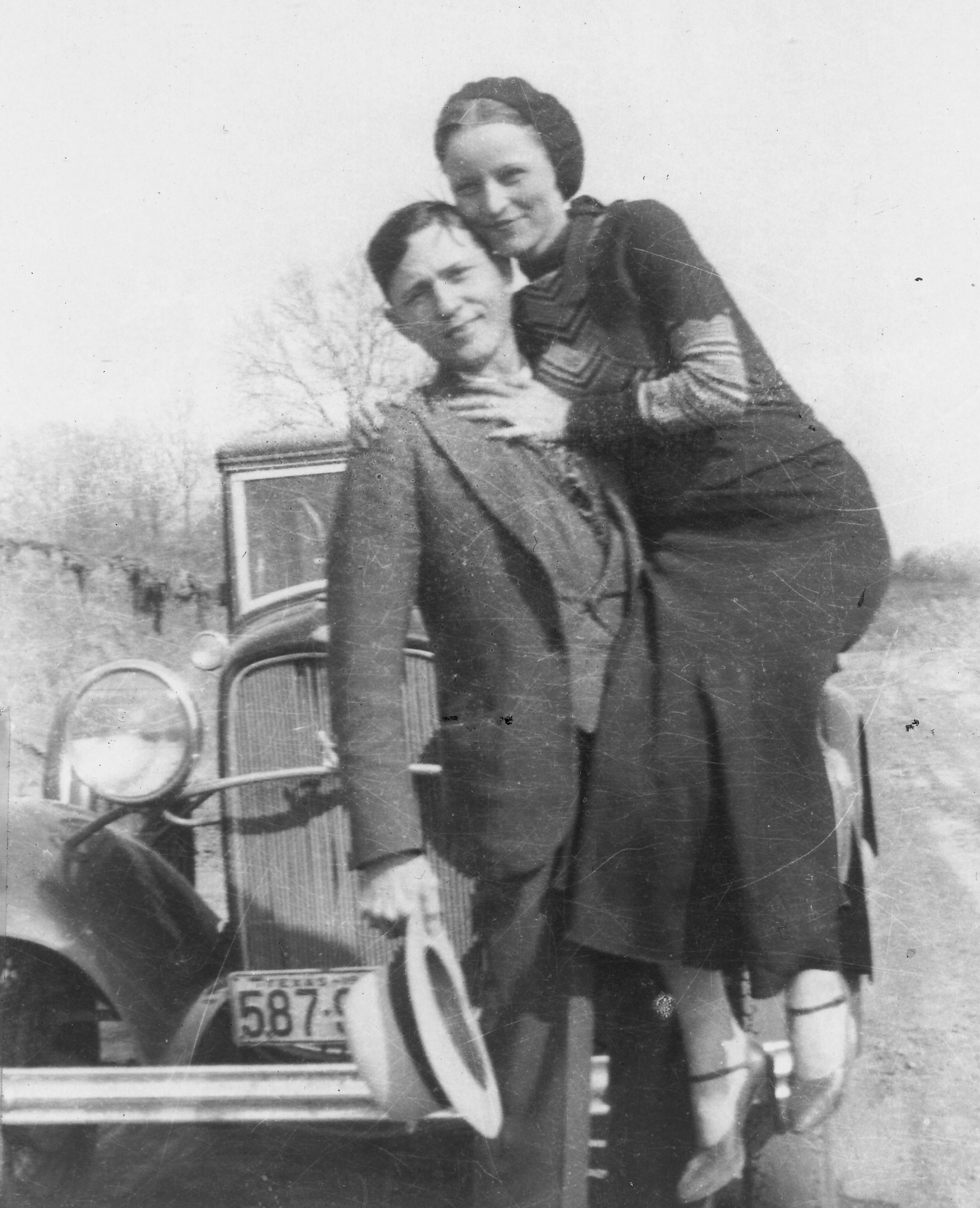
Bonnie & Clyde en 1933.

Étant donné que l'automobile devient très vite un objet de luxe, elle attire la convoitise. En France, la première automobile volée est celle du baron Zulien, une Peugeot, stockée dans son garage. Mais au-delà des vols, l'automobile devient véritablement un moyen pour les malfaiteurs de s'échapper rapidement et efficacement du lieu de leur méfait. L'exemple le plus explicite est celui de la Bande à Bonnot, premier groupe à se servir de l'automobile comme « outil de délinquance », en l'occurrence une Delaunay-Belleville volée. D'ailleurs, en 1907, en réponse à cette nouvelle délinquance, Georges Clemenceau crée des brigades régionales de police mobile, surnommées les « brigades du Tigre », référence au surnom de Clemenceau. Cette nouvelle police d'élite disposait d'automobiles pour atteindre leur objectifs (initialement quatre De Dion-Bouton souvent en panne pour les douze brigades puis des Panhard & Levassor dès 1910). C'est cependant seulement à l'issue de l'affaire Bonnot en octobre 1912 que chacune des brigades furent dotées d'une automobile.
D'autres figures célèbres sont ainsi indissociables de l'automobile. La légende de Bonnie & Clyde, voleurs des années 1930, ne serait pas ce qu'elle est sans l'automobile. Ils trouvent la mort dans leur automobile, fusillés durant une course poursuite avec la police. L'histoire retient également celle d'Al Capone et de sa Cadillac 85 Town Sedan, propulsée par un moteur V8 de 90 ch pouvant atteindre une vitesse de pointe de 130 km/h. Blindée et très bien équipée sur le plan de la sécurité, la voiture sera utilisée, après l'arrestation d'Al Capone, pour transporter le président des États-Unis, Franklin Delano Roosevelt.

#### L'automobile au cinéma
Inventions contemporaines, l'automobile et le cinéma sont liés depuis leurs débuts. L'automobile devient très vite, pour le cinéma, une source d'inventivité : les courses-poursuite fascinent et les accidents suscitent le rire, tant la mise en scène est tournée de façon burlesque. L'automobile est d'ailleurs souvent utilisée dans les comédies de Laurel et Hardy, notamment dans un de leurs premiers courts-métrages, intitulé Le Garage. Il s'agit d'une succession de scènes comiques liées uniquement à l'automobile. La Ford T est tout particulièrement utilisée dans leurs films. L'automobile est un « formidable » accessoire pour le cinéma, utilisée dans les scènes romantiques où deux amoureux s'embrassent, dans les scènes d'actions pour transporter les cadavres de la mafia, etc. Bien plus tard, l'automobile deviendra même actrice principale comme dans Un amour de Coccinelle ou encore Christine.

### Fin des carrosseries hippomobiles

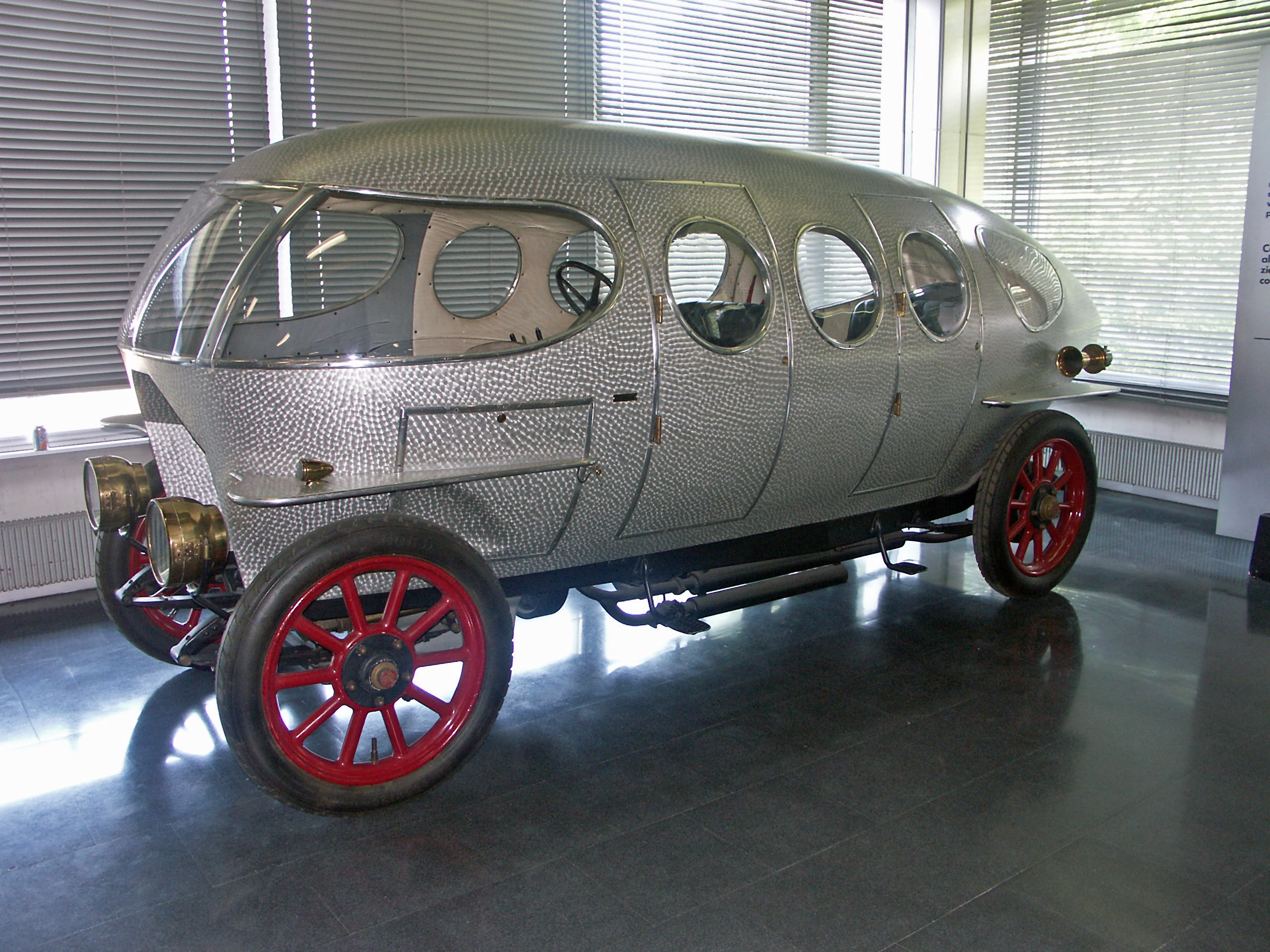
L'Alfa Romeo 40-60 HP dessinée par Castagna.

Le début du XXe siècle marque un tournant dans la conception des carrosseries. Alors que les premières automobiles demeurent sensiblement, non pas dans leur mode de propulsion mais dans leur forme (dérivée des attelages), des véhicules hippomobiles, les automobiles des années 1900 s'« émancipent » changent de forme.
Une De Dion-Bouton est à l'origine d'un premier concept de carrosserie : celui du « vis-à-vis ». Il s'agit d'une voiturette, beaucoup moins longue, pouvant accueillir quatre personnes en vis-à-vis, d'où le patronyme de l'automobile. Elle sera vendue à près de 2 970 exemplaires, record de production à cette époque. Outre les habituelles carrosseries (tilbury, milord, américaine, charrette anglaise, dog-cart, duc…), de nouvelles terminologies sont associées à de nouvelles carrosseries : limousine, conduite intérieure, phaéton, torpédo… Dans cette « émancipation » de style, Jean Henri-Labourdette est l'un des plus imaginatifs. Il transpose à l'automobile les formes de bateaux ou d'avions, selon une structure qu'il nomme « torpédo-skiff ».
Quelques dessinateurs avant-gardistes s'intéressent également dans les années 1910, à l'aérodynamisme des automobiles, à l'image de l'Alfa Romeo 40-60 HP dessinée par Castagna, dont la carrosserie forme une carène profilée en forme d'aéronef.

## Les années 1910-1940

### Taylorisme

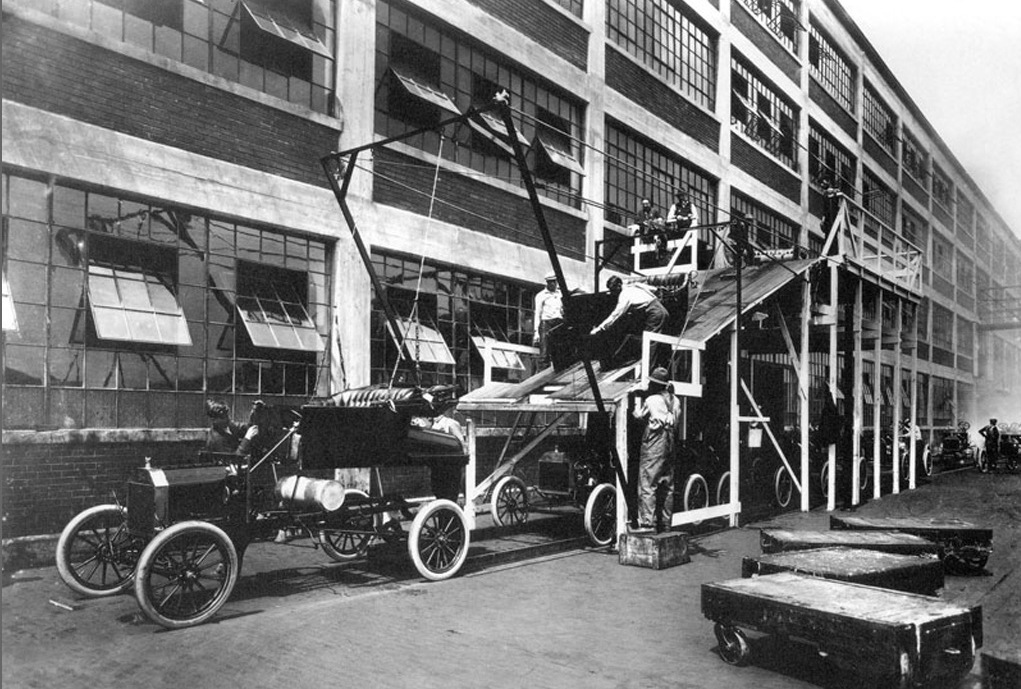
Ligne de montage d'automobiles Ford T. Une balancelle permet de présenter un sous-ensemble provenant d'un étage supérieur au poste de travail où il sera monté sur le véhicule.

Frederick Winslow Taylor, ingénieur et économiste américain, propose une théorie nouvelle sur l'Organisation scientifique du travail, qu'il nomme « Taylorisme ». Cette théorie fait très tôt débat dans l'industrie automobile, notamment lors de son application par l'industriel américain Henry Ford, et marque un réel tournant dans l'histoire de l'automobile. Le constructeur américain Ford renomme la méthode de Taylor en « fordisme » et, dès 1908, en fait sa philosophie. Il n'est cependant pas seul, et en France, Renault l'adopte en partie. Il faut attendre 1912 pour voir Renault totalement succomber au taylorisme.
Le taylorisme ou fordisme dans l'industrie automobile est plus qu'une révolution industrielle. En effet, les artisans d'une industrie de luxe réservée à des privilégiés deviennent progressivement des ouvriers spécialisés d'un produit banalisé pour le grand public. Ford connaît ainsi au début du siècle de graves problèmes de personnel : manque de qualification, absentéisme, alcoolisme, etc. La mise en place de véritables chaînes de travail, comme l'indique le taylorisme, nécessitant peu ou pas de main-d'œuvre qualifiée occasionne une chute importante des coûts de production et permet au plus grand nombre de pouvoir s'offrir ce nouveau moyen de locomotion.

### Progression rapide des États-Unis

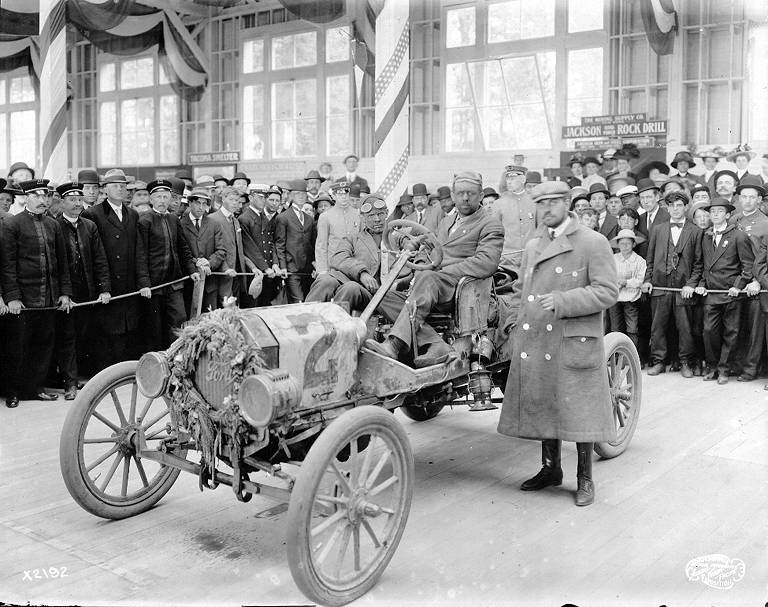
Ford T en 1909, l'automobile passe du statut de carrosse motorisé à un produit grand public.

Rapidement, l'automobile s'industrialise. Si la France peut être considérée comme pionnière dans la conception des automobiles, c’est aux États-Unis que celle-ci prend toute son ampleur. L'industrie automobile américaine, à l’image de Ford et de General Motors, connaît une croissance rapide. La standardisation, l'économie de main-d'œuvre et la concentration des entreprises sont autant de facteurs de cette prospérité américaine. Plusieurs grands constructeurs américains naissent dans les années 1920-1930 : Chrysler en 1925 ,, Pontiac en 1926, LaSalle en 1927, Plymouth en 1928.
En 1901 déjà, un constructeur américain, la « Olds Motor Vehicle Company », vend en trois ans près de 12 500 voitures d'un modèle unique. La « Modèle T » de Ford est le premier modèle à bénéficier pleinement de ce système de « travail à la chaîne » fondé sur le taylorisme, ce qui en fait la voiture la plus vendue au monde à l'époque. Il s'agit par ailleurs de la première véritable « voiture populaire », dont l'idée avait déjà été évoquée au début du siècle par De Dion-Bouton avec sa « Populaire » ou encore Jules Salomon avec les automobiles Le Zèbre. Dès lors, les États-Unis dépassent la France en nombre de véhicules produits.
Alors qu'en 1907, la France et les États-Unis produisaient environ 25 000 voitures, la Grande-Bretagne seulement 2 500 et que les deux-tiers des voitures exportées étaient françaises, le travail à la chaîne démultiplie la production. En 1914, 485 000 voitures dont 250 000 Fort T sont produites aux États-Unis contre 45 000 en France, 34 000 en Grande-Bretagne et 23 000 en Allemagne. Certains spécialistes considèrent que cette fulgurante progression s'explique également par la mentalité américaine, les Américains considérant que le travail leur permet de s'élever socialement. L'automobile suscite toujours plus d'intérêt, notamment depuis le succès de la Ford T.

### Première Guerre mondiale

#### Taxis de la Marne

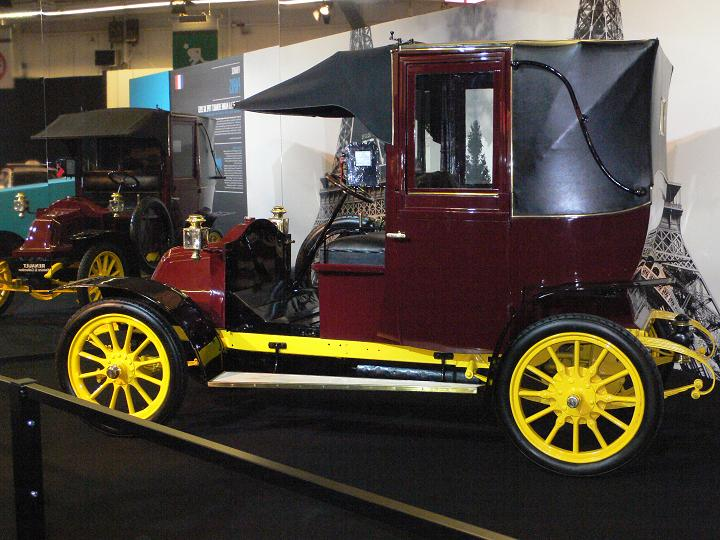
Les Taxis de la Marne, exposés au Mondial de l'automobile de Paris - Édition 2008.

En France, l'automobile joue un rôle important lors de la Première Guerre mondiale. Les soldats, qui avaient l'habitude d'utiliser le cheval ou de marcher à pied, profitent désormais des automobiles pour se déplacer plus rapidement, mais également transporter facilement les munitions et les vivres. C'est toute l'organisation sur le champ de bataille et principalement de l'arrière qui est ainsi modifiée. En effet, le transport des blessés s'effectue désormais en camions spécialement aménagés, mettant ainsi fin aux ambulances hippomobiles.
Les Taxis de la Marne sont l'exemple de ce bouleversement suscité par l'automobile. En 1914, les Allemands font une importante percée dans les lignes françaises obligeant le général Joffre à planifier une grande offensive. Les Français doivent dès lors acheminer des troupes supplémentaires pour enrayer l'avancée allemande. Les trains n'étant pas disponibles, inefficaces ou de trop faible capacité, le général Joseph Gallieni pense alors à réquisitionner massivement les taxis parisiens. L'ordre est lancé le 7 septembre 1914 à 13 h et à 18 h, près de 600 taxis sont réquisitionnés. Ces derniers, rassemblés devant l’École militaire à Paris, vont transporter quelque 5 000 soldats sur le front, à raison de 5 voyageurs par taxi et deux allers-retours. Grâce à cette idée, Paris est sauvé des Allemands. Il s'agit de la première utilisation d'envergure de l'automobile dans la guerre, profitant par là même à son essor et son industrialisation.

#### Militarisation de l'automobile

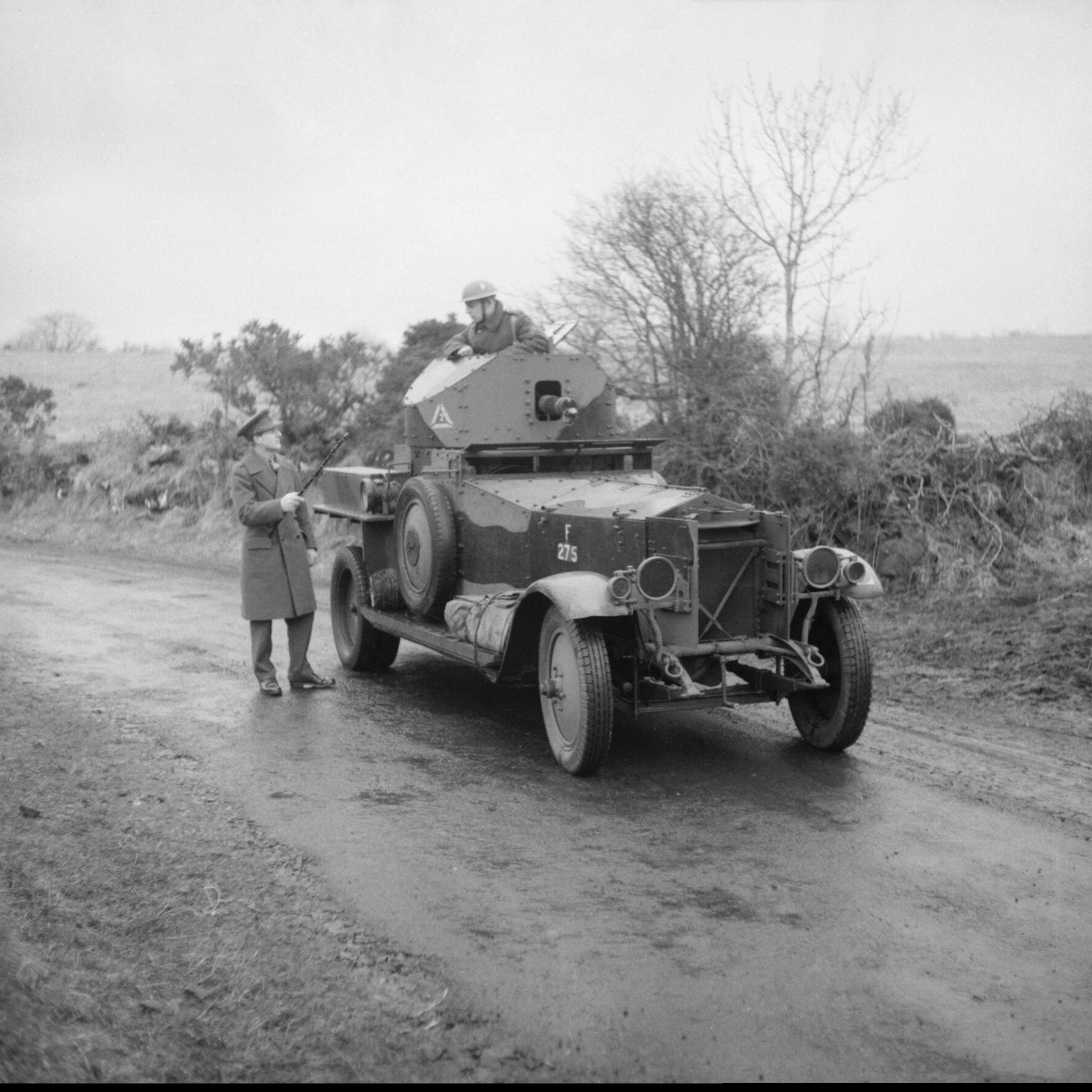
Une automitrailleuse anglaise de la marque Rolls-Royce lors de la Première Guerre mondiale.

L'automobile ne demeure pas uniquement « pacifique » ; elle se transforme bientôt en engin de guerre, à l'image des automitrailleuses. Cette militarisation de l'automobile est très vite évoquée par le colonel Jean-Baptiste Estienne, qui comprit que « la victoire appartiendrait à celui qui parviendrait à monter un canon sur une voiture capable de se mouvoir sur tous les terrains » ; il conçoit ainsi un « cuirassé terrestre sur chenilles », ressemblant dans les grandes lignes à un char. De simples Rolls-Royce Silver Ghost se parent ainsi de panneaux blindés et montent au front.
À une époque où tout le pays se met à soutenir l’effort national, les grands constructeurs automobiles, tout comme l’ensemble des industries du pays, s'engagent pleinement dans l'effort de guerre. Bien avant que la Première Guerre mondiale n’éclate, Berliet est déjà l’un des fournisseurs de l’armée. Benz fabriquera jusqu'à 6 000 transports de troupes, Daimler fabrique des pièces mécaniques de sous-marins, Ford produit des bateaux, des avions, etc. Renault, quant à lui, s'occupe des premiers blindés de combat, les « tanks ». Pour alimenter en matériel et en hommes le front de Verdun, est mise en place sur un seul axe, de Bar-le-Duc à Verdun, une noria de 3 900 voitures dont 3 500 camions Berliet. Cette utilisation de l'automobile provoque de nombreux morts sur les champs de bataille, permettant de tirer en sécurité sur l'ennemi et franchir des obstacles dits infranchissables.
L'Armistice de 1918 signe la fin de la guerre mais également celle de nombreux petits constructeurs automobiles. Seuls ceux qui ont travaillé pour l'approvisionnement de l'État en munitions et autres matériels militaires sont encore présents. Bien que certaines entreprises n'aient pas forcément travaillé sur un domaine proche de l'automobile - Bugatti et Hispano-Suiza par exemple ont essentiellement fabriqué des moteurs d'avions –, les techniques et matériaux qu'elles ont développés profitent, par la suite, à l'automobile.

### L'entre-deux-guerres

#### L'Europe sur le modèle américain

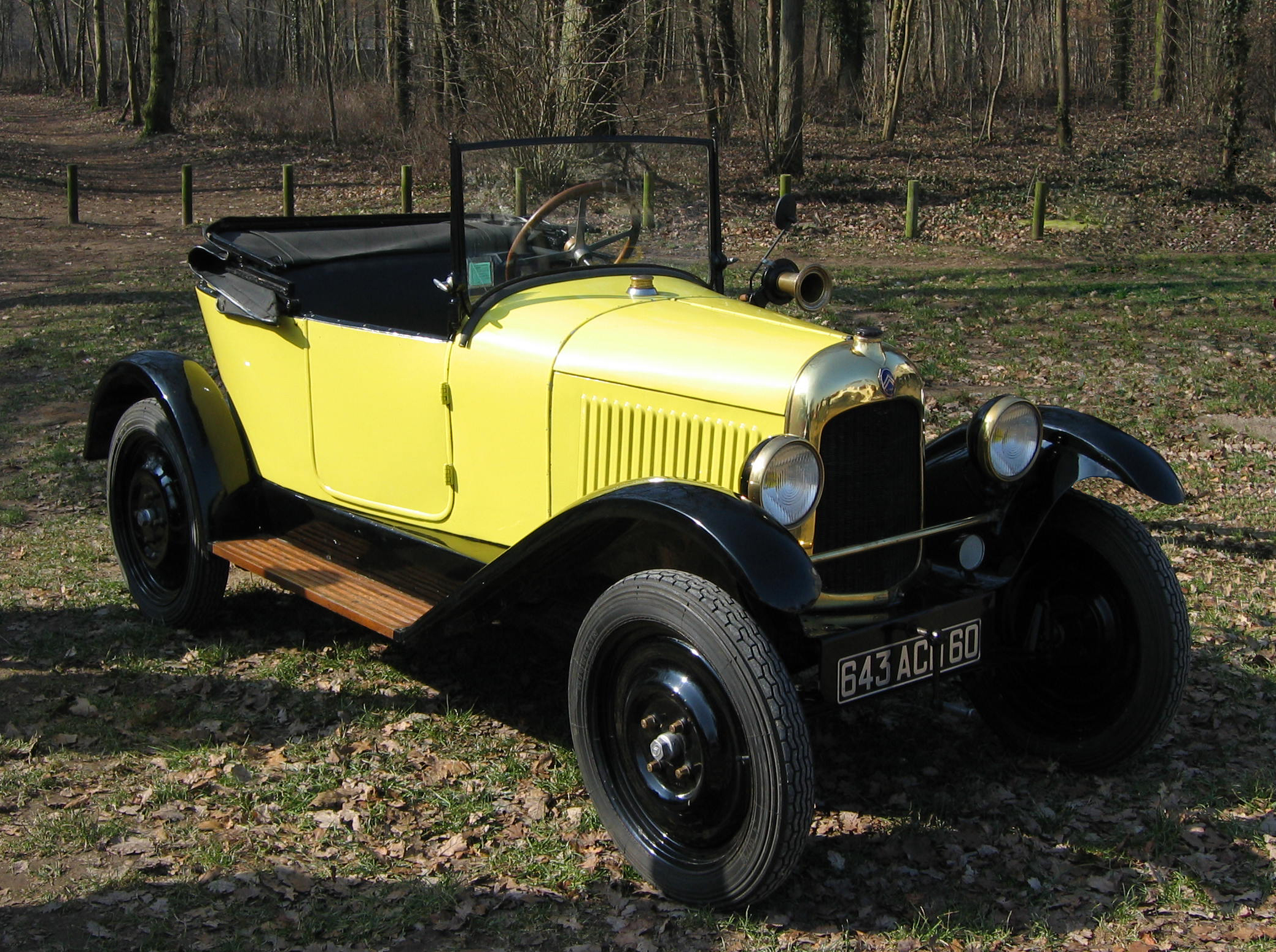
La « Petite Citron », modèle populaire de Citroën, produite en 1921.

En 1918, la « Grande Guerre » est terminée mais les industries sont très fragilisées, les usines détruites, les économies affaiblies. Dès lors, l'Europe suit le modèle américain pour se relever. André Citroën est l'un des industriels les plus prospères à cette époque, ayant su imiter et améliorer le modèle américain. Ainsi, en 1919, il fonde la firme Citroën, source de nombreuses innovations automobiles qui seront à l'origine du succès rapide de la marque. Ce dernier est un admirateur des méthodes américaines et rendra visite à Henry Ford, d'une part pour lui vendre son système d'autochenilles Kégresse-Hinstin, d'autre part – et surtout – pour en apprendre plus sur les méthodes de fabrication dans les usines automobiles américaines.
Mais outre les méthodes de fabrication, le modèle américain est surtout important pour avoir compris l'importance de développer une « automobile populaire », telle que fut la Ford T. Plusieurs constructeurs européens se lancent alors dans cette catégorie. La France propose une taxe forfaitaire réduite pour les constructeurs qui s'engagent à construire des cyclecars. En 1920, Peugeot produit alors la « Quadrilette » et à partir de 1922 Citroën commercialise la « Petite Citron ».

#### Les années folles

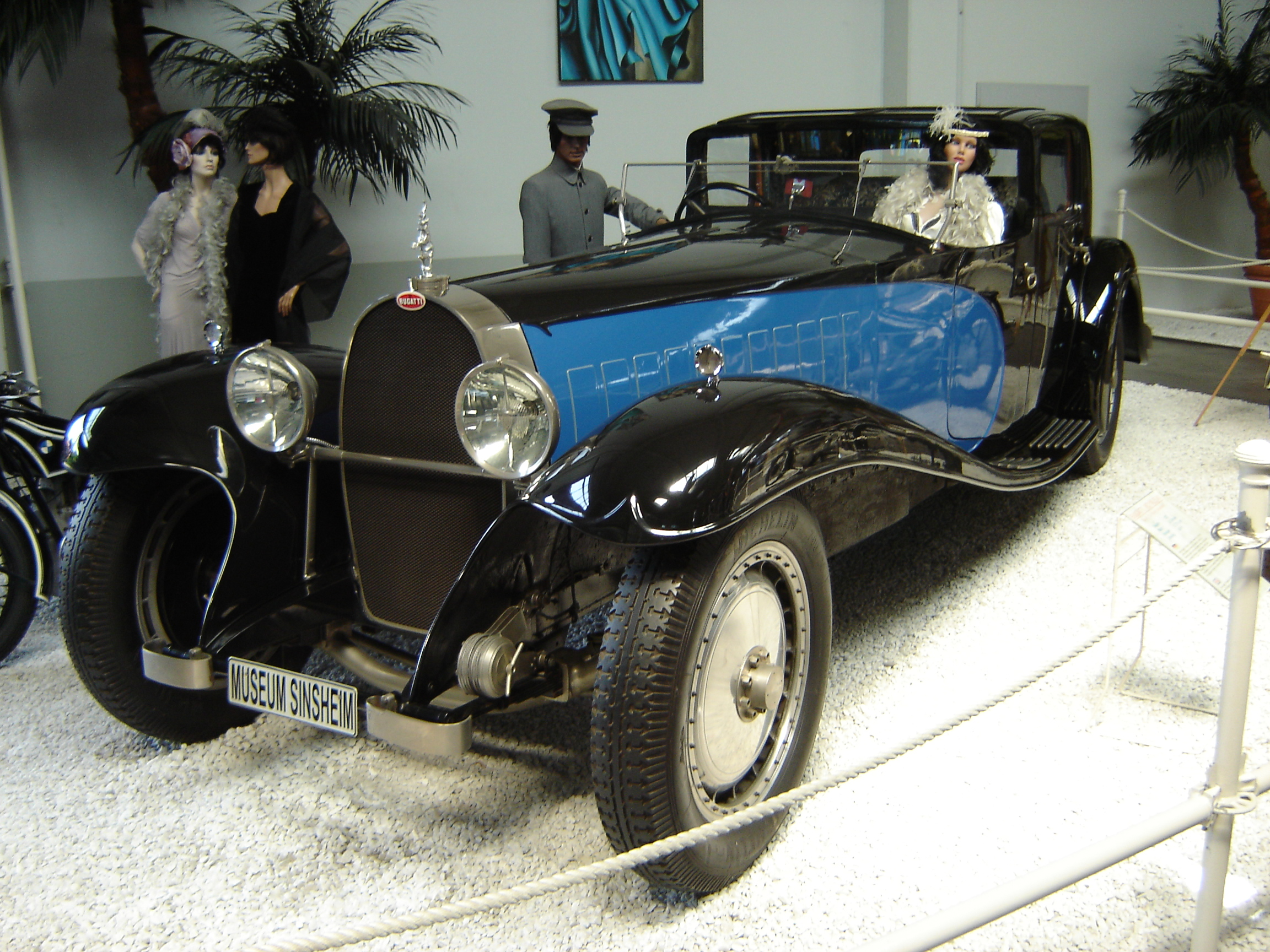
La Bugatti « Royale » fascine par ses excès.

En dix ans, l'Europe développe et consolide son industrie automobile, à l'image de l'Allemagne. En effet, en 1926, Mercedes et Benz fusionnent pour former l'entreprise Mercedes-Benz, fabricant d'automobiles de luxe et sportives. Ferdinand Porsche en est le directeur technique de 1923 à 1929. De cette fusion naîtra le modèle « S », décliné en versions plus sportives « SS », « SSK » et « SSKL ». Auparavant, BMW entame en 1923 sa reconversion, avec succès.
Alors que l'automobile achève sa « démocratisation » et que les concours d'élégance du début du siècle battent leur plein, les années folles voient apparaître les automobiles considérées encore aujourd'hui comme les plus belles jamais dessinées. Elles sont le symbole d'une prospérité retrouvée après une période difficile. Les deux modèles-phares de deux constructeurs européens sont emblématiques de cette période : la « Tipo 8 » d'Isotta Fraschini et la « Type H6 » d'Hispano-Suiza. Il s'agit de deux automobiles de très grandes dimensions aux énormes cylindrées (respectivement 5,9 et 6,6 litres).
Les Bugatti parachèvent leur style pendant les années folles. Jean Bugatti, responsable du design de la marque, dessine des carrosseries décrites comme sublimes, « généreuses, marquées par d'amples mouvements, de grandes courbes qui s'entrelacent avec grâce ». Bien plus caractéristique encore de cette période, la Bugatti « Royale » est produite en 1926 à six exemplaires. Il s'agit de la voiture la plus luxueuse de la marque, réservée par son prix de 500 000 francs à l'élite et aux monarques. Ses dimensions sont à la mesure de son prix : l'empattement est de 4,57 m et sa cylindrée est de 14,726 L.
La marque britannique Rolls-Royce, bien que née en 1906, prend toute son ampleur dans les années 1920. L'association de Rolls, vendeur émérite, et de Royce, perfectionniste et soucieux de la qualité, fait naître des automobiles certes « les plus chères, mais aussi les meilleures du monde ». Mais cette période de faste, où les carrosseries prennent une importante place dans la conception d'une automobile, n'est que de courte durée.

#### Du renouveau à la crise

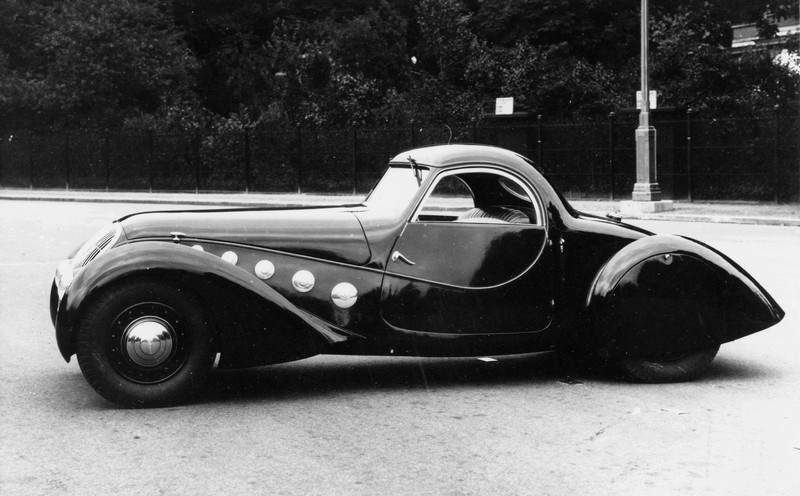
La Peugeot 402, représentant du courant « Streamline Moderne » en France.

L'entre-deux-guerres est un âge d'or de l'automobile pour les catégories les plus aisées de la population car les véhicules commencent à devenir fiables et le réseau routier s'améliore, alors que la réglementation est encore embryonnaire. La France se targue d'ailleurs d’avoir le meilleur réseau routier du monde. Mais le krach de Wall Street de 1929, le « Jeudi noir », plonge l'industrie automobile dans la crise au même titre que les autres secteurs économiques. Les industries américaines sont les premières touchées, faisant ainsi chuter les ventes automobiles : 2 500 000 sont produites en 1930 contre seulement 1 500 000 en 1932. Aux années folles succède une période de doute et d’incertitude.
Pour relancer la croissance automobile, les constructeurs européens et américains cherchent à séduire une clientèle financièrement réticente en lui proposant des modèles légers, toujours plus rapides et économiques, ce qui est rendu possible par la progression des voitures dans bien des domaines tels que l'amélioration des moteurs et la synchronisation des boîtes de vitesses. Durant cette période s’opère une véritable révolution esthétique. L’automobile se décline en cabriolet, en coupé, etc. Les carrosseries qui habillent ces mécaniques de plus en plus perfectionnées abandonnent les angles saillants et adoptent une ligne un peu plus aérodynamique en se calquant sur les avions. C'est la période du « Streamline Moderne » : renouveler le style des automobiles pour mieux séduire. D'ailleurs, le style des carrosseries a déjà beaucoup changé. En 1919, près de 90 % des automobiles sont ouvertes alors qu'en 1929, le rapport est inversé. On s’efforce par ailleurs de rationaliser les fabrications et d’améliorer le confort, la conduite et surtout la sécurité.

### Tournant innovant dans l'automobile

#### Traction Avant

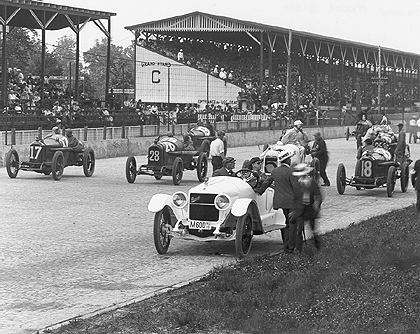
Le départ des 500 miles d'Indianapolis de 1913.

Le regroupement de tous les organes mécanique du groupe motopropulseur, à l'avant, présente différents avantages :
- abaissement du centre de gravité par suppression de l’arbre de transmission secondaire d'où l'amélioration de la tenue de route ;
- suppression du bosselage sur le plancher lié à l'arbre de transmission[SB 23] permettant une meilleure habitabilité.

Dès les années 1920, deux ingénieurs tentent d'expérimenter la traction sur des automobiles engagées en compétition. Ainsi, une Miller « Junior 8 » à traction conçue par Cliff Durant participe aux 500 Miles d'Indianapolis de 1925. Conduite par Dave Lewis, termine à la seconde place du classement général. Le constructeur Harry Miller continue d'exploiter cette technologie en compétition, mais il ne l'appliquera jamais à une automobile de production.
Bien que Jean-Albert Grégoire ait fondé en 1929 sa société Tracta sur ce principe, il faut attendre les deux constructeurs américains Cord et Ruxton (en) pour que la traction avant ait un impact significatif. La « L-29 » de Cord se vendra à près de 4 400 unités.
En 1931, DKW opte également pour cette technologie sur sa « Front », qui devient ainsi la première automobile de grande série à traction avant.
En 1934, cette technologie gagne ses lettres de noblesse avec la Traction Avant de Citroën, qui popularise ce mode de transmission ainsi que la structure monocoque qui améliore la rigidité du véhicule sans augmenter son poids.

#### Carrosserie monocoque

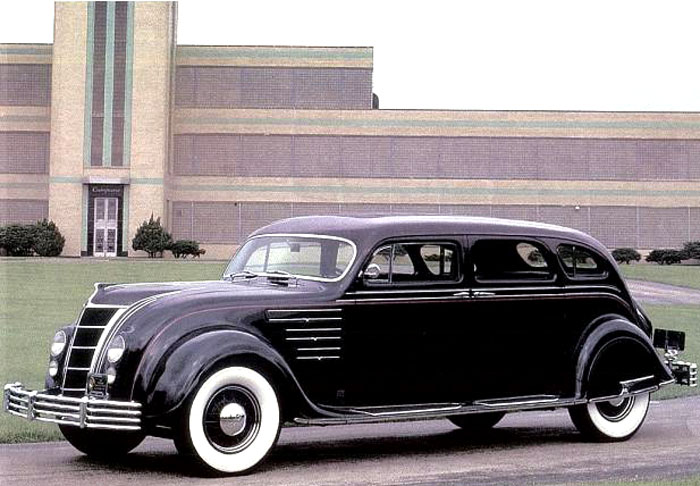
Une Chrysler Airflow de 1935 adoptant une carrosserie monocoque.

La carrosserie monocoque marque également un tournant dans la fabrication des automobiles et symbolise encore davantage l'émancipation des automobiles à l'égard des véhicules hippomobiles du début du siècle. Lancia est à l'origine de cette innovation majeure en 1920, bien avant qu'elle ne soit plus amplement utilisée dans les années 1960. En observant la coque d'un bateau, Vincenzo Lancia a l'idée de remplacer le châssis habituel par une structure en acier à laquelle sont rattachés les panneaux latéraux et les sièges. Cette innovation a l'avantage d'augmenter la rigidité générale du véhicule. La Lancia Lambda est la première automobile à en bénéficier, présentée au salon de Paris de 1922. L'acier est un matériau de plus en plus utilisé sur les automobiles, et Citroën applique le premier le « tout acier ». Connue également sous le nom d'« autoporteuse », cette carrosserie s'impose progressivement chez de nombreux constructeurs durant les années 1930 : L'Airflow de Chrysler en 1934, la Zephyr de Lincoln en 1935 ou la 600 de Nash sont autant de modèles qui en sont équipés.

## Milieu duXXesiècle(1945-1973)

### La Seconde Guerre mondiale

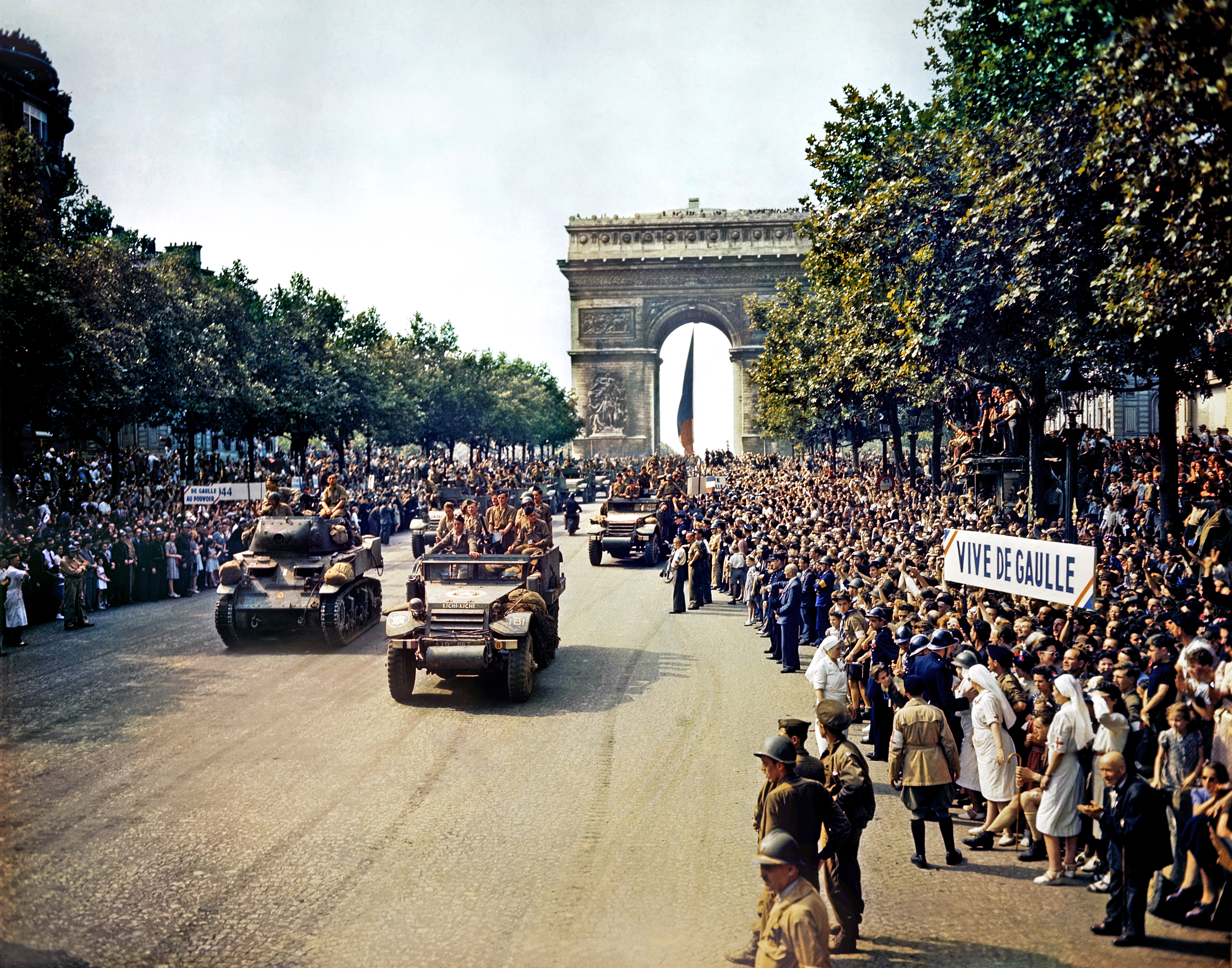
Défilé sur l'avenue des Champs-Élysées des véhicules militaires à la suite de la Libération de Paris, en 1944.

L’automobile semble disparaître en Europe durant la Seconde Guerre mondiale. Elle s'efface du paysage urbain pour laisser place essentiellement aux vélos et vélos-taxis. Cette période de privation qui caractérise l’Occupation oblige les conducteurs à laisser leur automobile au garage. L’essence manque – dans la banlieue parisienne, seule une station sur cinquante propose de l'essence – et seules les Traction Avant de la Police et de la Gestapo ont les moyens de rouler. On voit dès lors apparaître des moteurs gazogènes, substituts du moteur à essence. Ces moteurs fonctionnent grâce à l’explosion de l’oxyde de carbone au contact de l’air. Panhard est l’un des premiers constructeurs à s’intéresser à cette technique. Sous l'Occupation, près de 130 000 automobiles sont équipées de ce système.
L’automobile connaît de nouvelles difficultés en 1941. Les industries européennes, et notamment françaises, sont placées sous la surveillance de l’occupant et doivent même travailler pour ce dernier, si bien qu’il est difficile de concevoir des automobiles. Malgré ces contraintes, la plupart des constructeurs continuent d'imaginer le futur de l’automobile. La guerre aura ainsi « propulsé le progrès des techniques » dans le domaine automobile comme dans d'autres et favorisé le développement du travail à la chaîne. Les automobiles commencent à être équipées de transmissions automatiques, d'embrayages automatiques, de suspensions hydrauliques et de boîtes de vitesses synchronisées. La Jeep Willys, véhicule léger de reconnaissance inventé en 1940 pour le gouvernement américain, est le modèle non seulement emblématique de la Seconde Guerre mondiale, mais également révélateur des progrès réalisés sur les automobiles.

### Immédiat après-guerre

#### Reprise de croissance

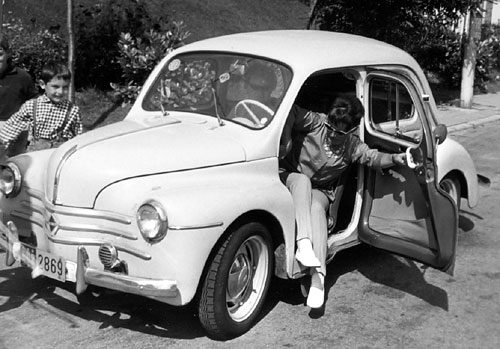
La Renault 4CV, véritable figure du redressement industriel de la France d'après-guerre.

Au lendemain de la guerre, seuls quelques privilégiés peuvent s’offrir une automobile. Et étant donné que les constructeurs européens sont en pleine reconstruction, l’industrie américaine est en tête des ventes automobiles en Europe. La Libération est une période heureuse pour l’Europe, qui s’efface vite pour laisser place au désenchantement. Les conséquences de la guerre sont importantes. La pénurie de charbon, le maintien du ticket de rationnement sont les signes des difficultés que l’Europe traverse pour se relever. Le pays doit se reconstruire avant de pouvoir s’intéresser à l’automobile. Bien que l’apparition de nouveaux modèles, qui deviendront mythiques, comme la Renault 4CV au Salon de l’automobile de 1946 présage le meilleur, l’inflation et la stagnation des salaires font chuter le pouvoir d’achat des ménages.
La fin de la Seconde Guerre mondiale permet aux industries américaines et, dans une moindre mesure, le « retour à la normale » des industries européennes. On constate un essor rapide de la production automobile mondiale. Elle triple pendant les Trente Glorieuses (approximativement de 1945 à 1975) pour passer de 10 millions à 30 millions de voitures. La concentration industrielle, les progrès techniques et l'augmentation de la productivité facilitèrent en Europe l'apparition des petites voitures économiques.

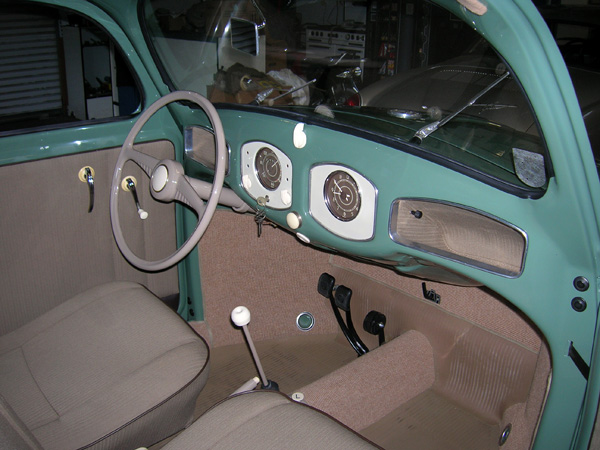
Intérieur d'une Volkswagen Coccinelle de 1949.

Une telle croissance s'explique par ailleurs par l'apparition d'une véritable société de consommation, qui jusqu'alors privilégiait la satisfaction des besoins fondamentaux. L'industrie automobile est probablement le domaine industriel qui profite le mieux de cette situation. Pour répondre à cette demande croissante, les constructeurs doivent produire massivement.
En 1946, les 10 000 premières Volkswagen Coccinelle sont construites en Allemagne. En France, c'est la 4CV de Renault qui, lancée en 1946, atteignait les 500 000 exemplaires en 1954. En Italie, les petites Fiat, lancées avant la guerre, connaissent un succès sans précédent. Un peu plus tardivement, c'est l'Angleterre qui se met à fabriquer des petites voitures avec la fameuse Mini. Ces chiffres reflètent par ailleurs une nouvelle dimension de l'automobile. C'est également dans cette période d'après-guerre que l'automobile cesse d'être l'unique propriété des classes bourgeoises et moyennes, pour progressivement entrer dans l'ensemble de la société française.

#### Les légendes de l'automobile

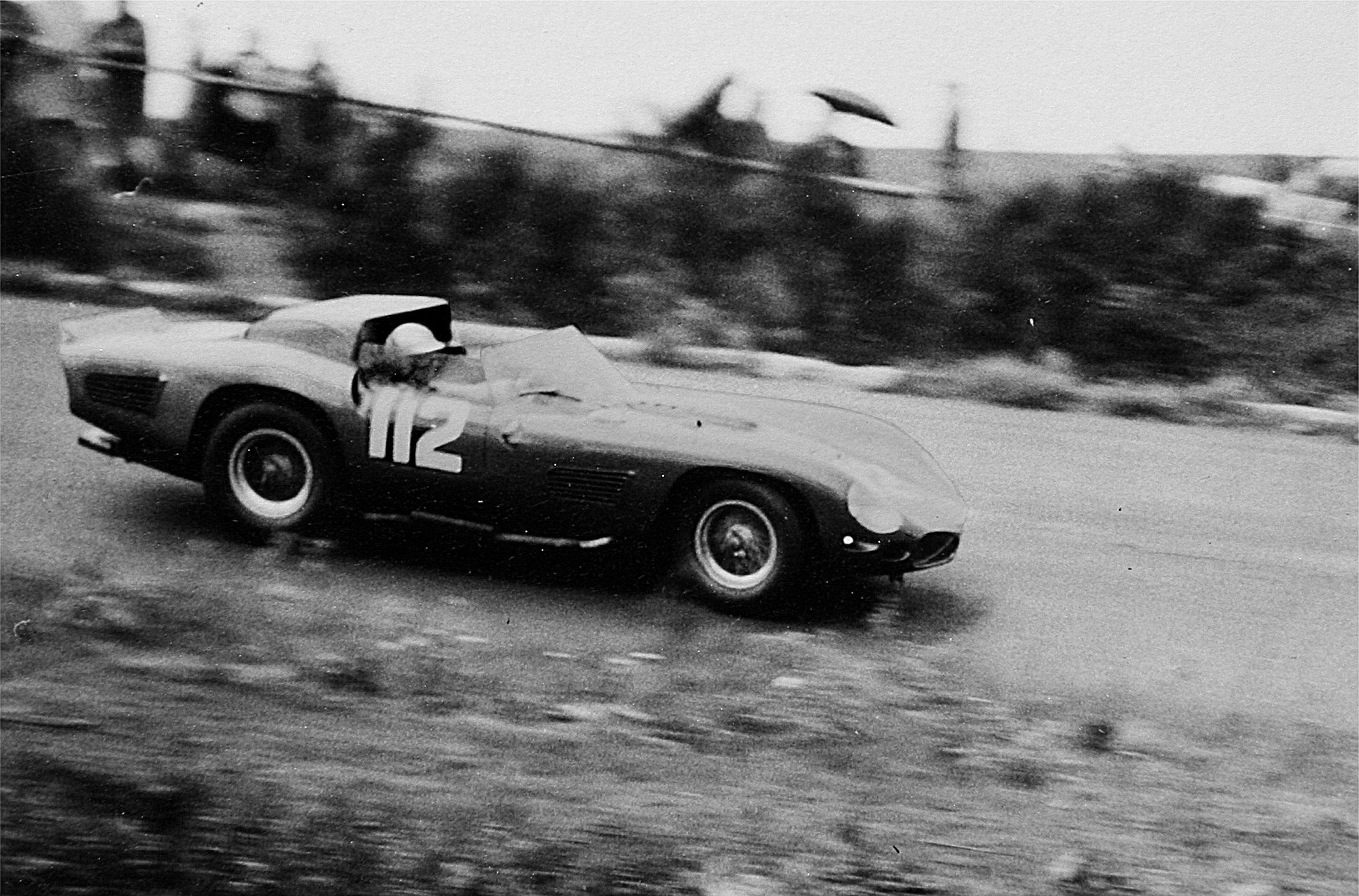
Ferrari 250 TRI au Nürburgring 1963.

Depuis les années 1920, Enzo Ferrari court en compétition sous les couleurs d'Alfa Romeo mais décide, à la veille de la Seconde Guerre mondiale, de quitter le constructeur italien pour fonder sa propre société, dénommée Avio Costruzioni. Néanmoins, ce n'est seulement qu'après la Libération que ses voitures se font connaître et que « son nom se confond avec la plus fameuse de toutes les marques de l'histoire de l'automobile ». En 1947, la première Ferrari de compétition fait son apparition, dénommée Ferrari 125 S.
En 1949, la Ferrari 166 MM, automobile de compétition, remporte les 24 Heures du Mans alors que la Ferrari 166 S devient la première Ferrari de tourisme, produite dans les usines de Maranello. Les deux automobiles, bien qu'elles aient des utilisations différentes, possèdent de nombreux points communs, notamment mécaniques. Cette « exceptionnelle filiation » sera en partie à l'origine de l'incroyable succès de la marque. Dans les années 1950, Ferrari remporte de nombreuses courses d'endurance profitant à la réputation des automobiles.
L'après-guerre signe également la libération de Ferdinand Porsche, alors incarcéré en France à la fin de la Seconde Guerre mondiale pour faits de collaboration avec le régime nazi. Libéré en 1947, il entame avec son fils Ferry Porsche, la conception d'un nouveau prototype dénommé « 356 ». Il s'agit d'un petit roadster dont le moteur est placé en position centrale se rapprochant esthétiquement de la Volkswagen Coccinelle (dessinée par Ferdinand Porsche). La version définitive, qui signe officiellement l'apparition de la marque automobile Porsche, fait son apparition en 1949 au Salon international de l'automobile de Genève et séduit rapidement la clientèle « par son agilité, son empattement court et son économie ». Les ambitions de la marque ne cesseront de croitre, tout comme sa réputation, grâce à des automobiles aux brillantes mécaniques et aux lignes indémodables.

### Naissances des championnats

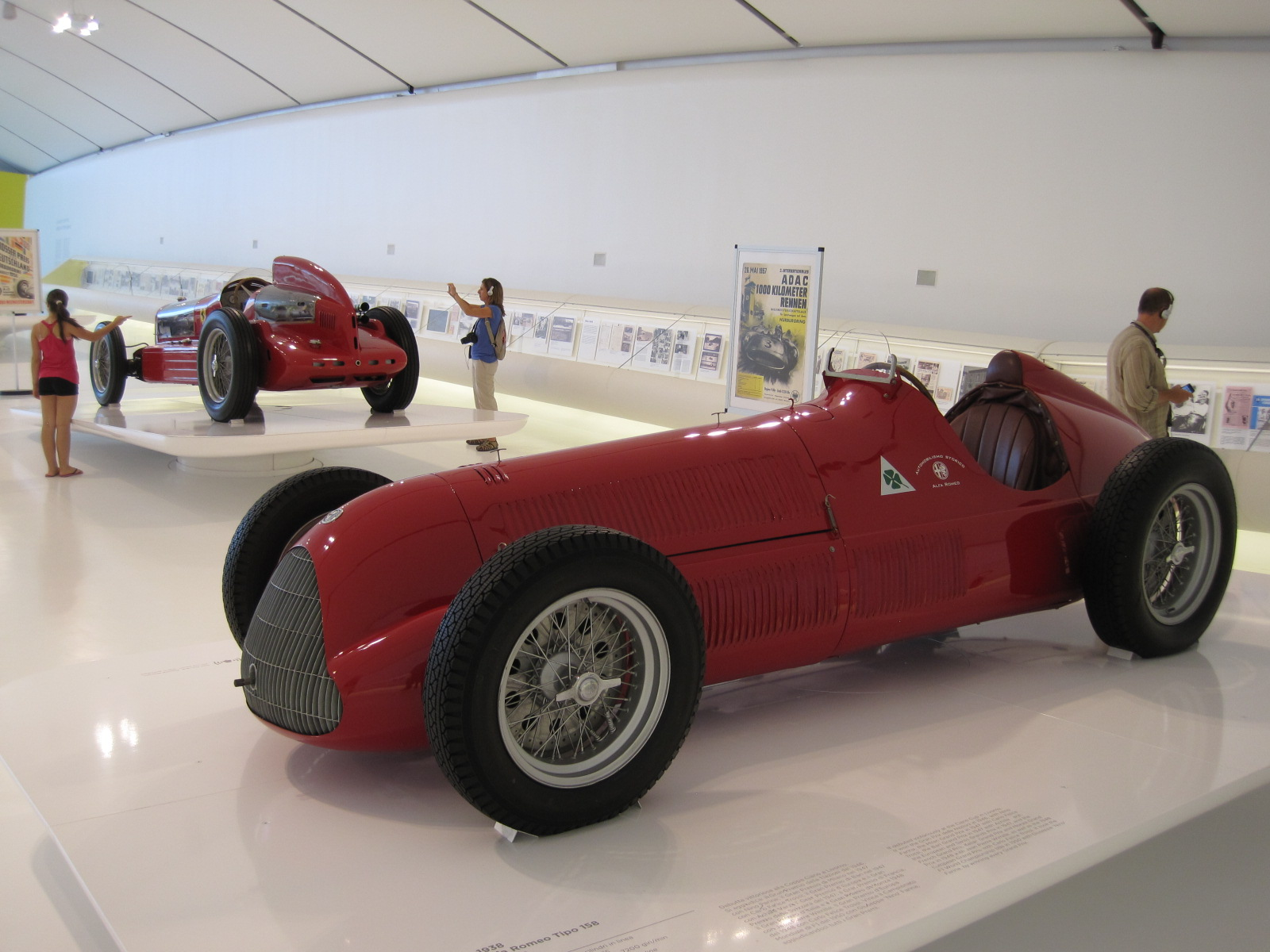
Alfa Roméo Type 158 / 1938

Dans les années 1920-1930, les « Formules de Course Internationale no 1 », automobiles conçues spécialement pour des compétitions sportives, font leur apparition. Mais ce n'est qu'à partir de 1946 que la discipline prend son ampleur en raison de l'uniformisation des règles voulue par la Commission sportive internationale.
En 1950, alors que les compétitions automobiles battent leur plein, la Fédération internationale de l'automobile (FIA) décide d'organiser un championnat du monde des constructeurs. Ce championnat international comporte six grands prix automobile se déroulant en Europe, hormis les 500 Miles d'Indianapolis. Les courses sont ouvertes aux formules 1, dénommée également Indy Car lors des 500 Miles, dont la cylindrée ne dépasse pas les 4,5 litres. Les Alfa Romeo Alfetta (type 158 et 159), pilotées par Giuseppe Farina et Juan Manuel Fangio, surclassent l'ensemble du championnat, ce qui incite la FIA à établir par la suite, des catégories. La Formule 2 fait ainsi son apparition en 1952.

### Avant-garde des années 1950

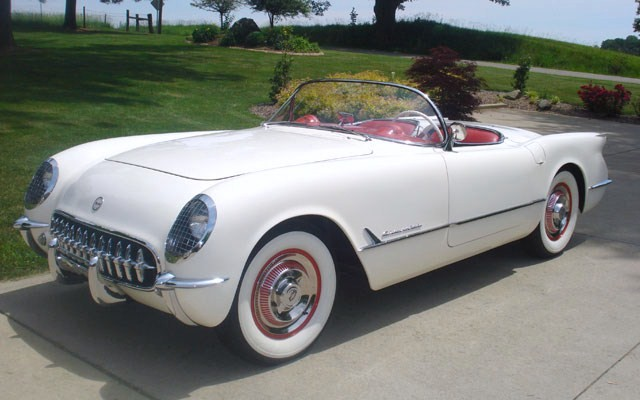
La Chevrolet Corvette, première automobile dont la carrosserie est en fibre de verre.

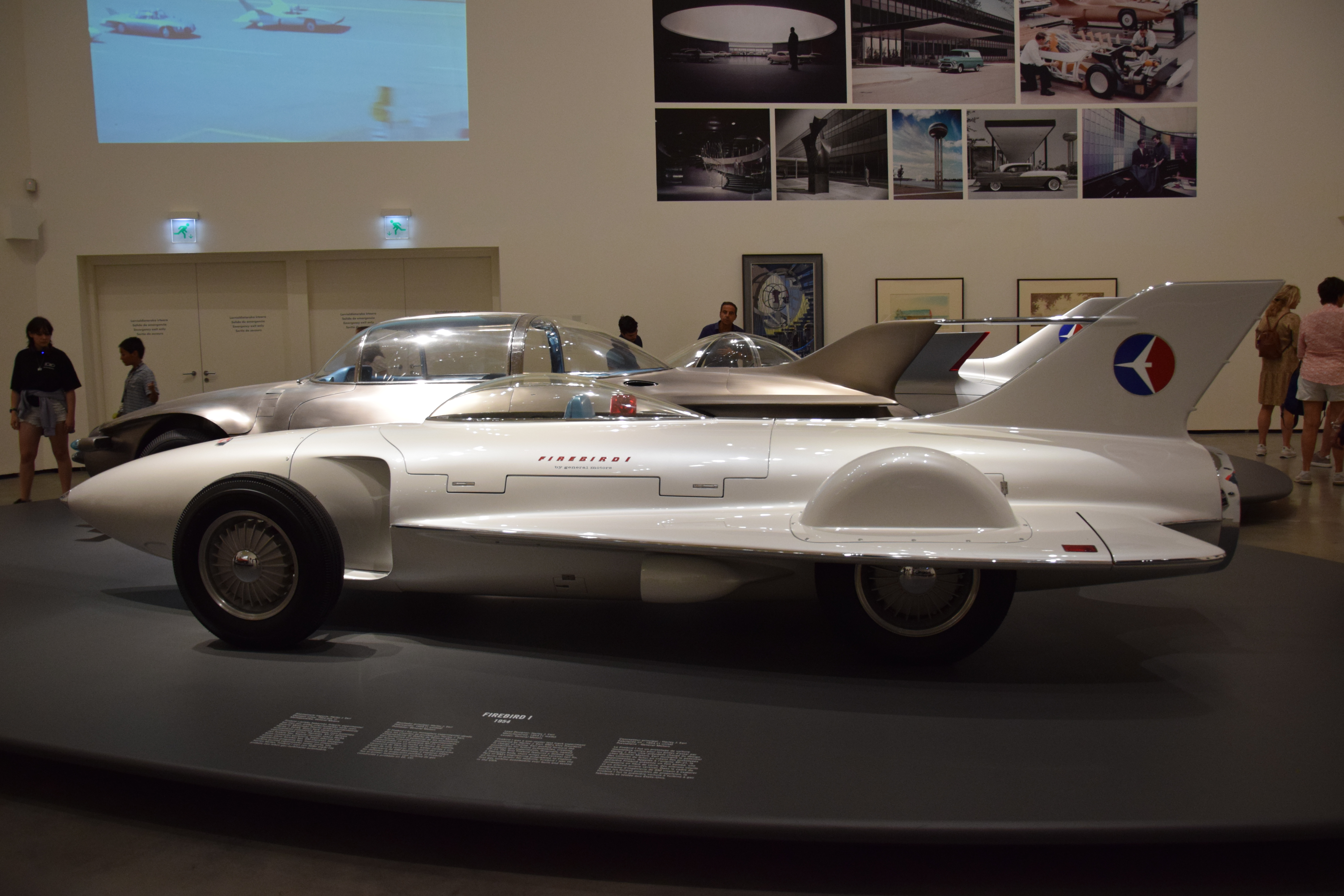
Firebird I 1954

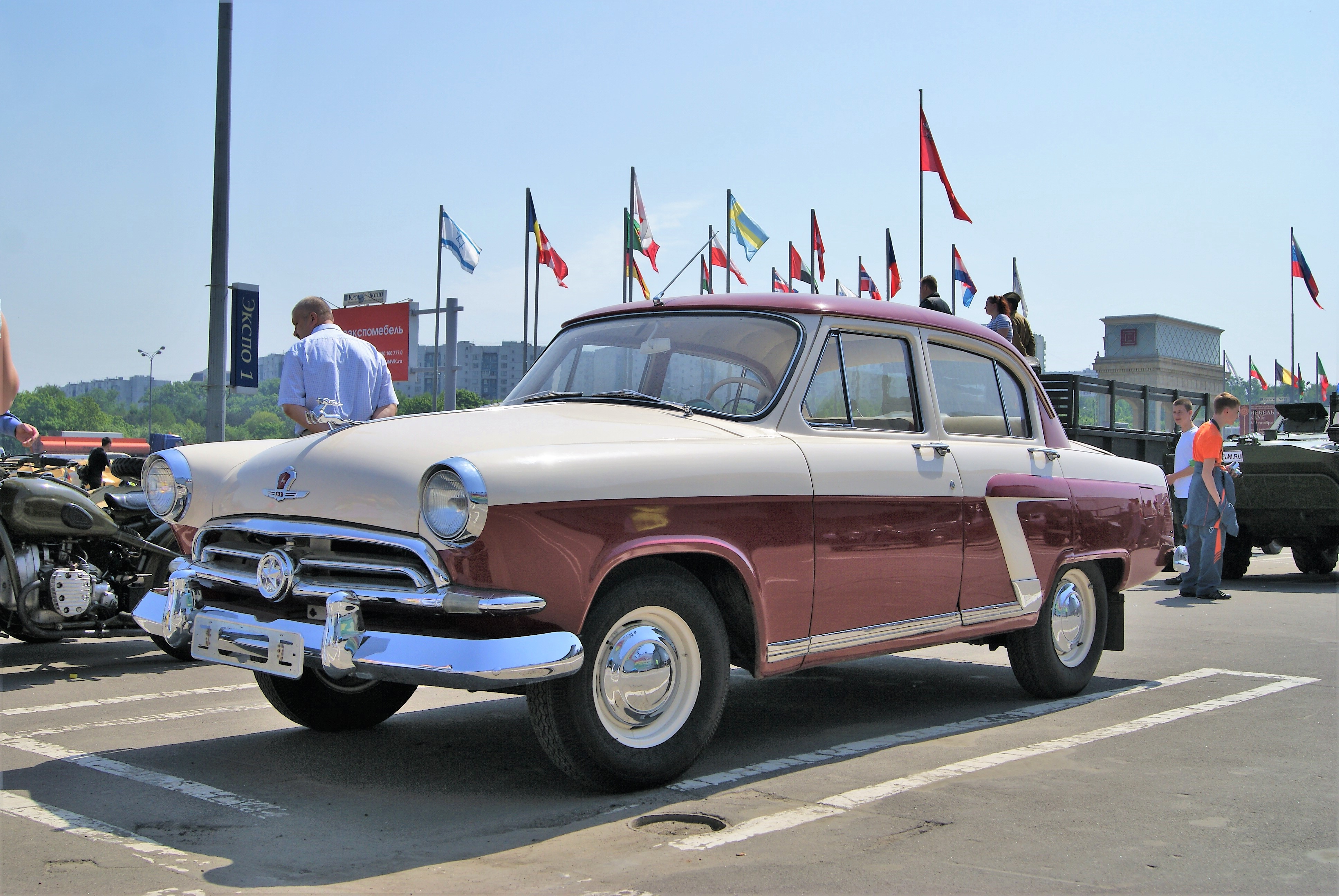
GAZ-21 "Volga"

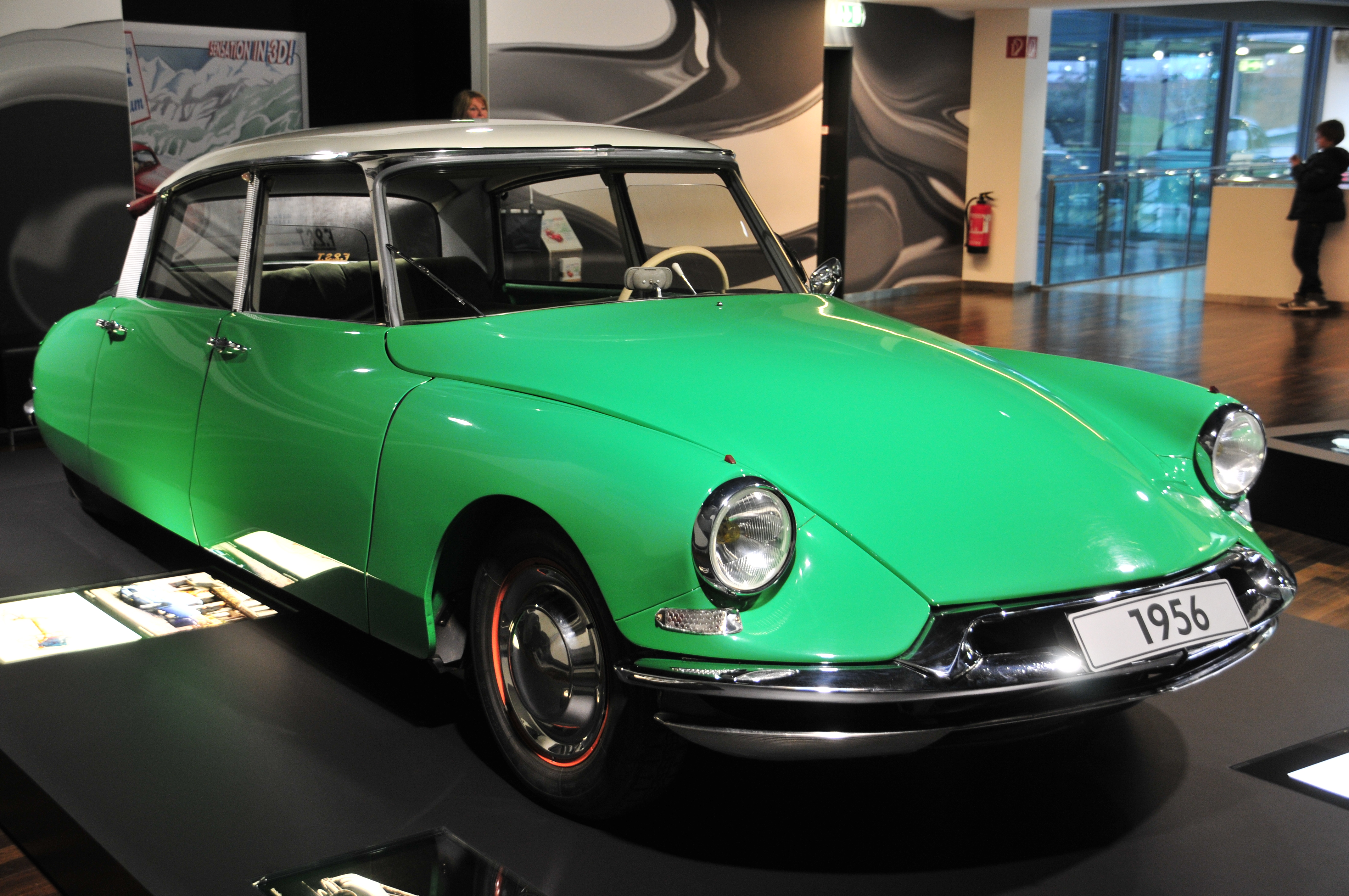
Citroën DS

Dans les Pays de l'Est, l'automobile reste réservée à une certaine nomenklatura malgré une grande stagnation technique des Trabant est-allemandes et autres GAZ soviétiques. Si, en Europe de l'Est, rien de techniquement nouveau n'apparaît, l'Ouest brille par son avant-garde.
Le constructeur britannique Rover décide d'adapter le moteur à turbine, jusqu'ici destiné aux avions, sur un véhicule terrestre. En 1950, il présente un premier modèle équipé de cette propulsion, un roadster dénommé « Jet 1 ». Rover continue le développement et la production de ce type de motorisation jusqu'en 1970. En France également, Jean Albert Grégoire et la société Socéma développent un coupé animé par une turbine, dont le Cx permit d'atteindre les 200 km/h. Mais les plus célèbres véhicules munis d'une turbine, prenant la forme d'une fusée, sont bel et bien les « Firebird » de General Motors dont le premier modèle, le XP-21, apparaît en 1954.
La Chevrolet Corvette de 1953, considérée comme la première voiture de sport américaine, fait également preuve d'innovation. Hormis le fait qu'elle est la première voiture de série dont les lignes sont directement issues d'un concept-car, elle est surtout la première à posséder une carrosserie en matière synthétique, à savoir de la fibre de verre. En France, la Citroën DS tient le haut de l'affiche en raison du nombre impressionnant de nouveautés : un profil très aérodynamique grâce, notamment, aux roues carrossées, une direction assistée hydrauliquement, des freins à disques, une boite de vitesses automatique, une suspension hydropneumatique, etc.

### Internationalisation

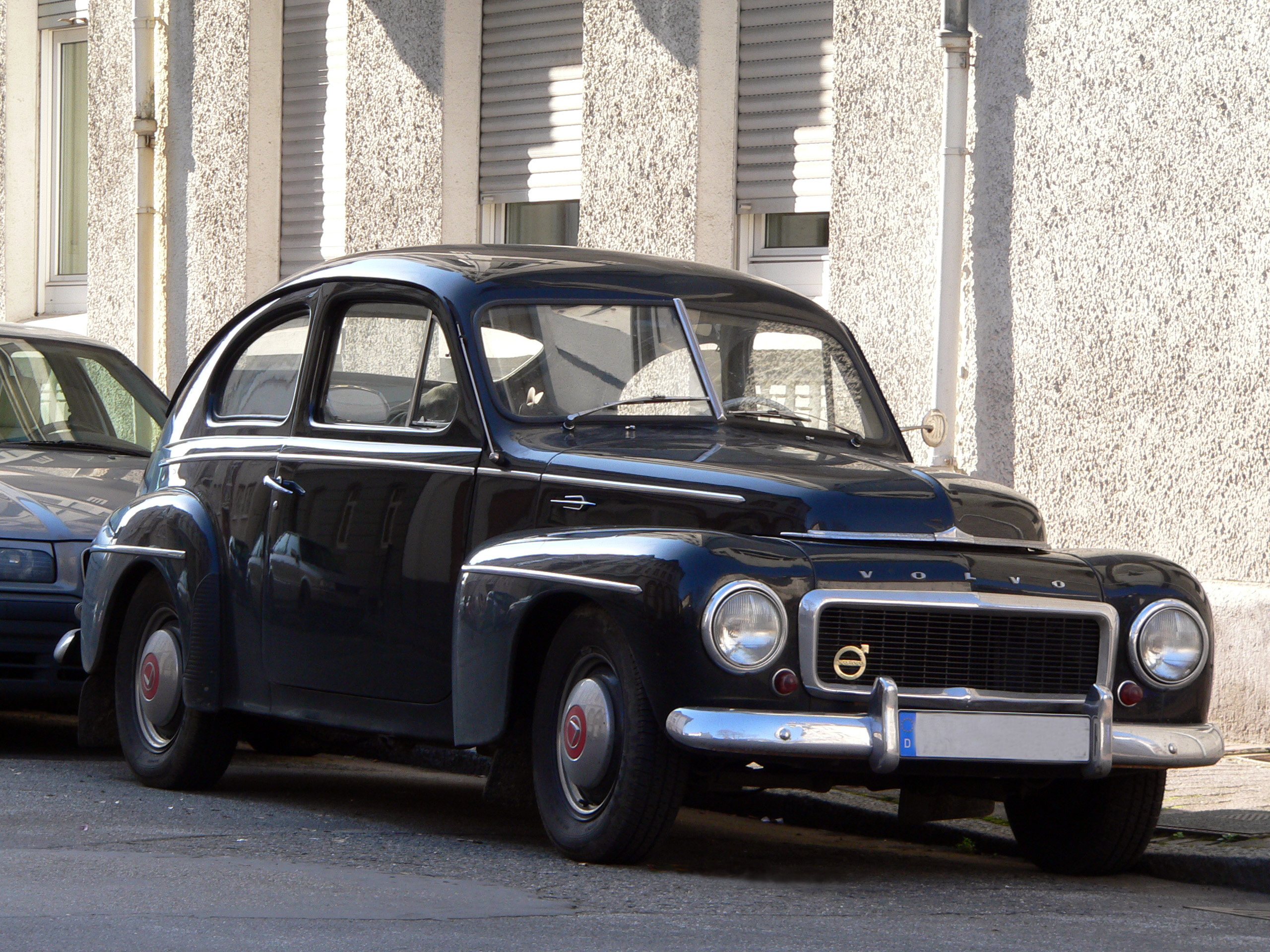
La PV 444, première berline suédoise à vocation internationale.

À partir des années 1950, l'automobile cesse d'être uniquement le privilège des États-Unis et de quelques pays européens. La Suède, dont le marché automobile était auparavant isolé, entame une ouverture ; Volvo propose ainsi en 1947 la PV 444, première berline suédoise à vocation internationale. Le constructeur Saab fait de même. Des filiales des constructeurs automobiles américains et européens s'implantent dans différents pays du Sud et notamment en Amérique latine. La Volkswagen Coccinelle est ainsi produite au Brésil à partir de 1956. La marque Holden est créée en 1948 par General Motors pour conquérir le marché australien, en y produisant des automobiles spécifiques au pays.
Le Japon, quant à lui, commence lentement son ascension en produisant ses premiers modèles de grande série. Pour rattraper leur retard, certains constructeurs s'associent avec des entreprises occidentales. Le statisticien américain William Edwards Deming y développe les méthodes du management de la qualité qui feront par la suite le succès de l'industrie japonaise.
Certaines organisations commencent à structurer l'automobile à une échelle internationale, notamment la Convention de Vienne sur la circulation routière, la Commission économique pour l'Europe des Nations unies ou le Forum mondial pour l'harmonisation des réglementations sur les véhicules.

### Lesfifties

#### Un essor sans précédent

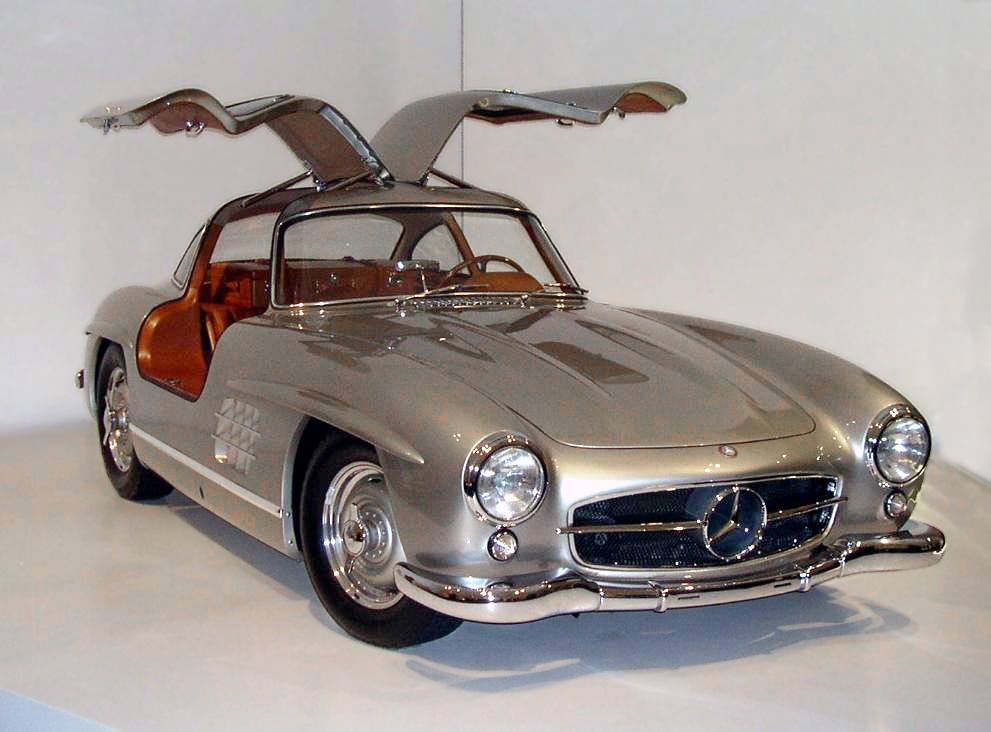
La Mercedes-Benz 300 SL, véhicule emblématique des années 1950.

Les années 1950 connaissent une forte croissance économique qui se traduit par une augmentation très importante de la production automobile. La refonte des industries initiée à la fin de la guerre prend effet. Le climat social est de nouveau favorable à l’achat de biens de confort et la hausse du niveau de vie est propice à de nouvelles innovations techniques et marketings. Dès 1954, les prix de vente des automobiles baissent pour la première fois depuis des années. Les ménages ont même recours à des crédits pour s’offrir un nouveau véhicule. D’ailleurs, en 1960, l’automobile est pratiquement à portée de toutes les bourses dans les pays industrialisés, tant la variété de gamme est étendue. Les fifties voient ainsi la production américaine augmenter dans des proportions inédites : 3,5 millions d'unités sont produits en 1947, puis 5 millions en 1949 avant d'atteindre près de 8 millions en 1955.
Alors que les Américains produisent des voitures de plus en plus grandes et opulentes, l'Europe de l'après-guerre doit se contenter de développer des véhicules économiques à moteurs de moyenne cylindrée. À partir de 1953, les Européens rattrapent leur retard sur les Américains et deviennent leaders sur le marché des petites et moyennes cylindrées. L’Allemagne, qui a su profiter des aides accordées par les Alliés après la guerre et des investissements des industries américaines implantées dans le pays, devient le premier constructeur européen. Néanmoins, certaines entreprises comme BMW et Auto-Union ne pourront pas retrouver leur essor passé dans l'immédiat, étant donné que leurs usines se situent dans la zone annexée par les Soviétiques. Mercedes-Benz, quant à elle, produit des automobiles de moyenne gamme et de luxe, affichant son ambition de conquérir le marché américain par ses victoires en course. C'est ainsi qu'au Salon de New York de 1954 est présentée la 300 SL qui innove avec l'ouverture « en papillon » de ses portes – emblématique des années 1950.

#### Le design en plein boom

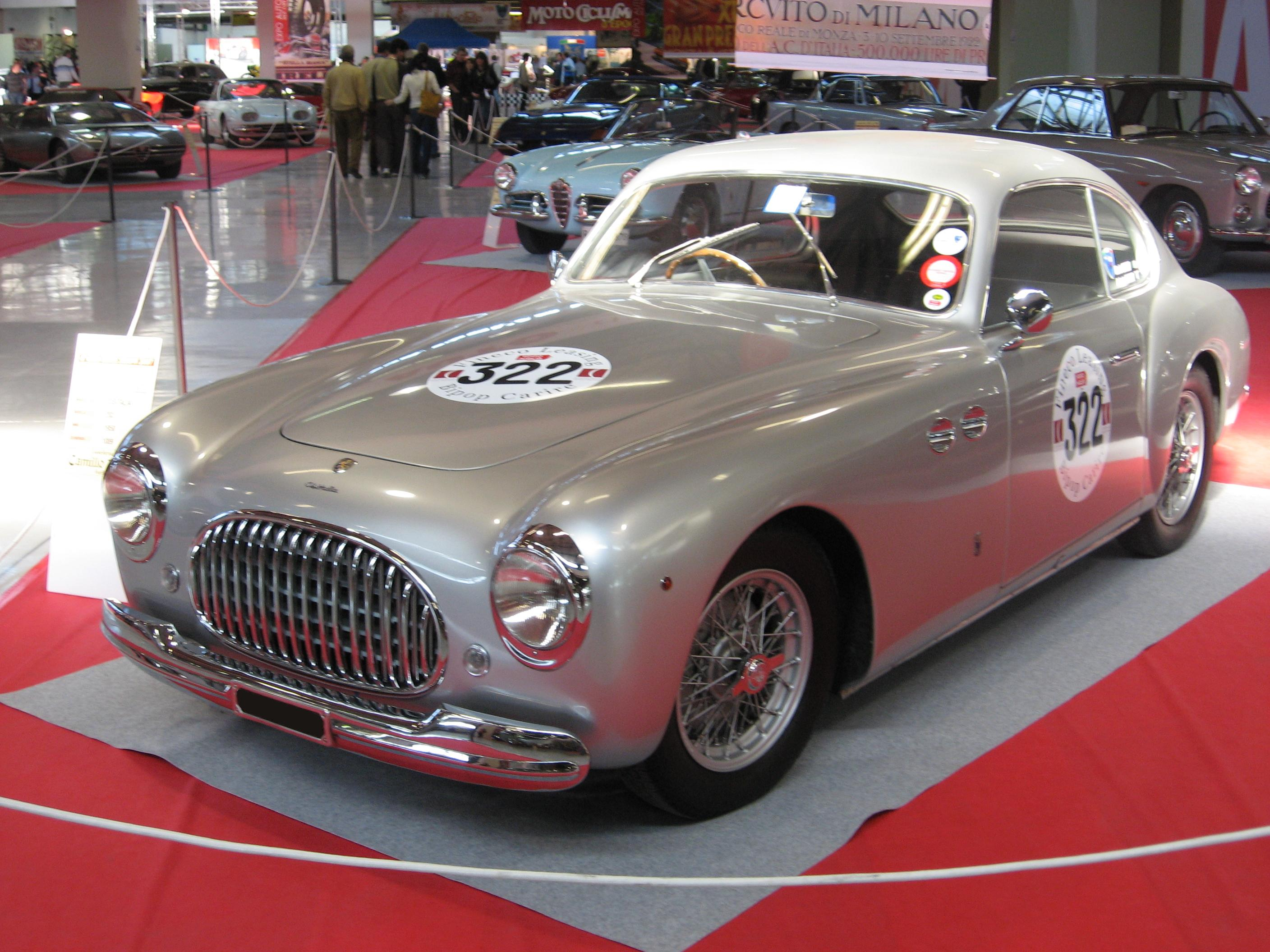
La Cisitalia 202 de Pininfarina.

D'un point de vue stylistique, une nouvelle ère s'ouvre. Deux courants, bien que totalement différents, vont profondément marquer le dessin des automobiles : l'opulence des Américains et le raffinement des Italiens. Les compagnies américaines redoublent d'effort pour le renouvellement du design afin de marquer des points sur un marché très concurrentiel. Les grands patrons de bureau de style travaillent pour le « Detroit Big Three » : Harley Earl pour GM, George Walker pour Ford et Virgil Exner pour Chrysler. Raymond Loewy joue également un rôle majeur dans cette évolution. En 1944, une société des designers industriels est fondée avec son aide. Trois ans plus tard, Time lui consacre sa couverture. Sa plus belle création sera la Studebaker Starliner, en 1953. Mais l'essentiel de la production tient à des berlines et des limousines immenses, bourrées d'équipement de dernier cri et chromées sans modération. Le bas coût du carburant, le haut niveau de vie, le goût de l'époque et la largeur des voies aux États-Unis expliquent cette emphase.
Mais le style italien est celui qui aura la plus grande longévité. Les grands noms du design italien dominent encore aujourd'hui le domaine : Pininfarina, Bertone, Zagato, Frua, Ghia… Cette nouvelle mode est lancée par Pininfarina au salon de Paris de 1947, avec la Cisitalia 202 dont le capot plongeant est un « jalon déterminant dans l'évolution du style de l'après-guerre », vers les carrosseries racées à l'italienne d'un côté comme vers le style ponton plus lourd de l'autre.
Alors que les studios de style existent depuis les années 1930 aux États-Unis au sein des grands constructeurs, les compagnies européennes qui n'en ont pas déjà développé un s'appuient encore sur les stylistes de carrossiers indépendants. Comprenant l'importance du design Simca fonde de ce fait son propre studio de dessin. D'autres constructeurs font de même, ce qui n'empêche pas comme avant-guerre la collaboration avec des studios extérieurs, à l'image de celle de Pininfarina avec Fiat, BMC et Peugeot pour faire renouveler les gammes par des stylistes dans le vent.

### Développement des infrastructures routières

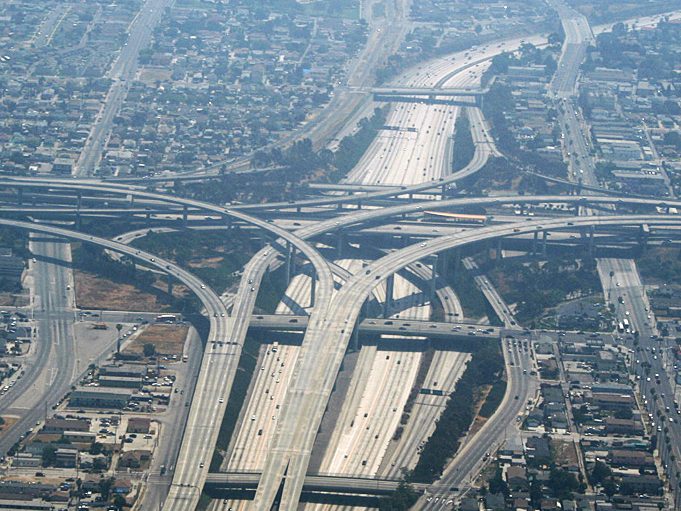
Los Angeles - Echangeur d'autoroute

Dès les années 1910, la progression rapide du marché de l'automobile suscite un essor important du réseau routier. En 1913, les États-Unis décident de construire une autoroute, dénommée Lincoln Highway, traversant pour la première fois tout le pays entre les villes de New York et de San Francisco. Les travaux sont en majeure partie financés par les constructeurs automobiles de l'époque.
Mais le réseau routier mondial prend une autre dimension dans les années 1960. Les États-Unis sont tout particulièrement impliqués dans des projets de développement de leur « Interstate Highway System » (réseau autoroutier). Le gouvernement fédéral adopte successivement en 1944, 1956 et 1968 les « Federal Highway Acts », lois mettant en place l'expansion du réseau (de 65 000 km en 1968). D'ailleurs, « la vie américaine s'organise autour de la route » pour le plus grand bénéfice de l'industrie automobile et pétrolière (voir le grand scandale des tramways américains). McDonald's ouvre pour la première fois en 1953 à Phoenix un restaurant dédié uniquement à la restauration rapide tandis qu'existe déjà le concept du service au volant. 
En Europe, tandis que l'Allemagne poursuit le développement de son réseau autoroutier (« Autobahn ») entamé durant la Seconde Guerre mondiale, la France s'enracine dans son « conservatisme économique et social » et son réseau autoroutier se résume pendant des années à un seul tronçon à l'ouest de Paris.

### Impact de l'automobile sur le paysage urbain
L'expansion du parc automobile après la Seconde Guerre mondiale a fortement orienté l'étalement urbain dans les villes occidentales. Le nombre de voitures immatriculées aux États-Unis comme en France a plus que doublé chaque décennies entre 1950 et 1970.
Aux États-Unis, la démocratisation de la voiture et l'investissement de l’État dans les aménagements routiers ont permis aux citoyens de quitter les grandes villes au profit des banlieues s'inscrivant dans un phénomène global appelé "suburbanization" (banlieusardisation). Dans les banlieues, les habitants jouissent d'une maison plus spacieuse, un jardin et plus de nature - le rêve immobilier américain. Ce phénomène prend une grande ampleur si bien que onze des douze plus grandes villes des États-Unis enregistrent un déclin démographique entre 1950 et 1960, ce qui engendre des pertes économiques et diminue les recettes des villes.
En France, les politiques se sont inspirés du modèle américain si bien que l'ancien préfet de la Seine, Roger Verlomme (1950), reprend la citation de Henry Ford "Il faut dire que les États-Unis sont riches parce qu’ils ont beaucoup de voitures et non pas qu’ils ont beaucoup de voitures parce qu’ils sont riches". Georges Pompidou affirme à son tour, en 1971, que "la ville doit s'adapter à la voiture". À partir des années 1950, le réseau routier va devenir prioritaire dans les aménagements urbains. De nombreux parkings, aires d'autoroute émergent et des nouvelles voies sont construites au prix d’autres destructions. Au niveau des centres urbains, on observe une multiplication des pénétrantes entre périphérie vers le cœur des centres urbains, des rocades et des contournements, à l’exemple de la périphérie de Paris. Les berges des cours d’eau vont être utilisées pour créer des axes de circulation rapide au cœur des villes ou bien des parkings. La banalisation de la voiture et les aménagements routiers vont, en particulier, permettre le développement de la périurbanisation.

### Retour de la crise

#### «Compact Cars»

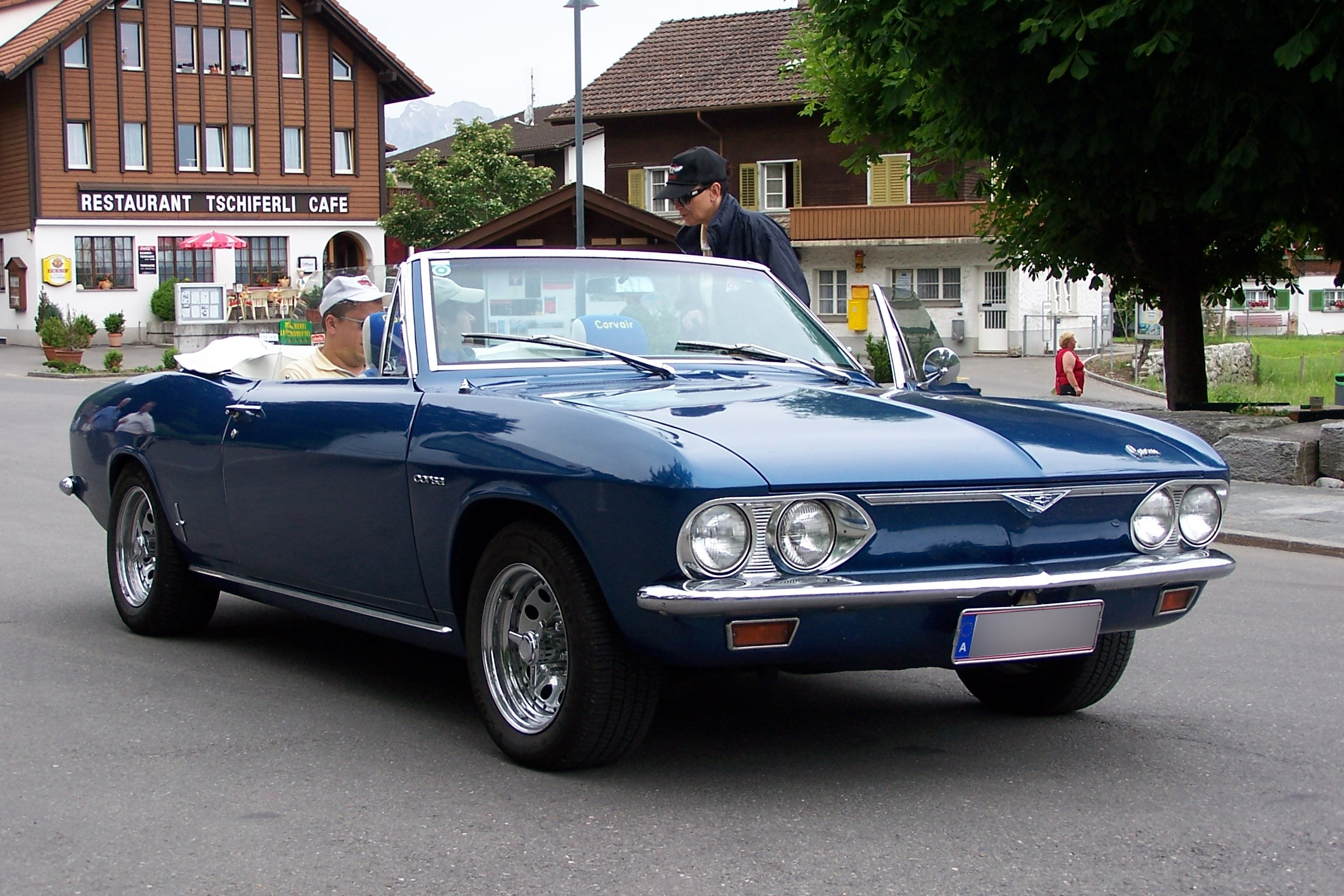
La Chevrolet Corvair, Compact Cars des années 1950.

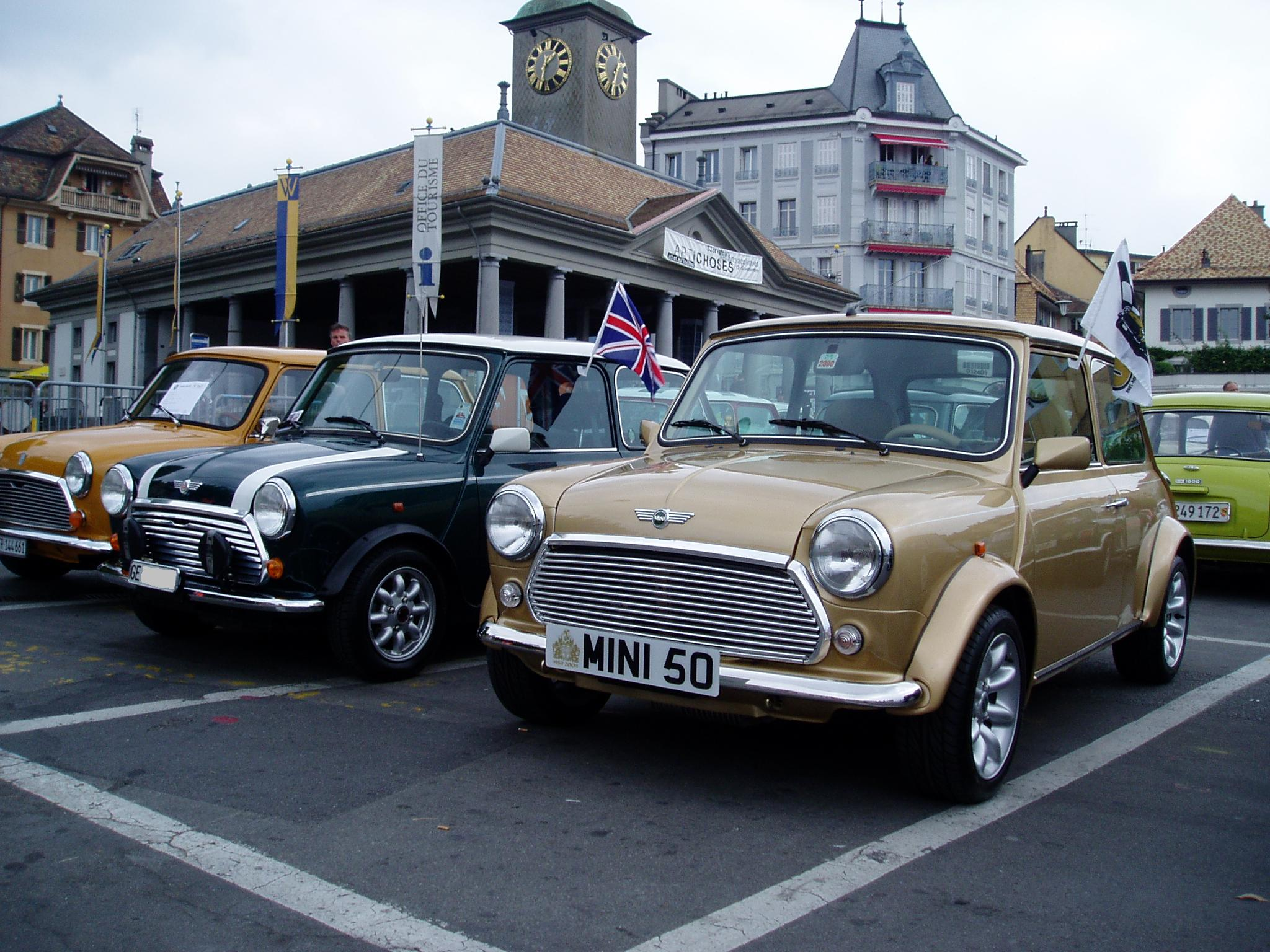
Mini Cooper

L'année 1956 marque le retour de la crise dans le domaine de l'automobile. En effet, à la suite de la nationalisation du Canal de Suez par le général Nasser, les prix des carburants s'envolent. Après le choc économique qui s'ensuit, les mentalités de consommation changent radicalement : d'une période de croissance importante, l'automobile se doit d'être désormais « pragmatique ».
Les constructeurs automobiles sont dès lors dans l'obligation de prendre en compte un problème majeur qui n'en était pas un auparavant, à savoir la consommation de carburant de leurs véhicules. Les groupes automobiles développent des modèles compacts, sobrement dénommés « Compact Cars », n'excédant pas les 4,50 m. Les Américains, particulièrement affectés par ce phénomène, produisent dès 1959 de plus petits véhicules, bien que demeurant néanmoins imposants en comparaison du marché européen : Chevrolet Corvair, Ford Falcon ou Chrysler Valiant sont parmi les plus connus. De beaucoup plus petites voitures vont connaître un succès encore plus incroyable, à l'image de l'Austin Mini.

#### Concentration des constructeurs

Auto Union était déjà la fusion entre Audi, DKW, Horch et Wanderer.

Pour faire face à la crise, certains constructeurs n'ont d'autre choix que de s'associer (ou être racheté) avec d'autres constructeurs. De la fin des années 1960 aux années 1980, une vague de concentrations et de regroupements réduit le nombre de constructeurs majeurs : Citroën fait l'acquisition de Panhard en 1965 puis de Maserati en 1968 ; Peugeot rachète Citroën et les filiales européennes de Chrysler pour former le groupe PSA ; Renault prend le contrôle d'American Motors avant de le céder à Chrysler ; VAG fédère Audi, Seat puis Škoda ; Saab rejoint General Motors alors que son compatriote Volvo choisit Ford ; Fiat acquiert Alfa Romeo, Ferrari et Lancia en 1969.
Les rachats en série se multiplient, comme le montre l'exemple des constructeurs britanniques. En 1966, la British Motor Holding est formée par l'association de Jaguar, qui racheta auparavant Daimler, et de la BMC, puis fusionne avec Leyland Motor Corporation pour former la British Leyland Motor Corporation. L'année 1965 marque également la création par Volkswagen du groupe « Audi-NSU-Auto Union ».

### Bouleversement de société

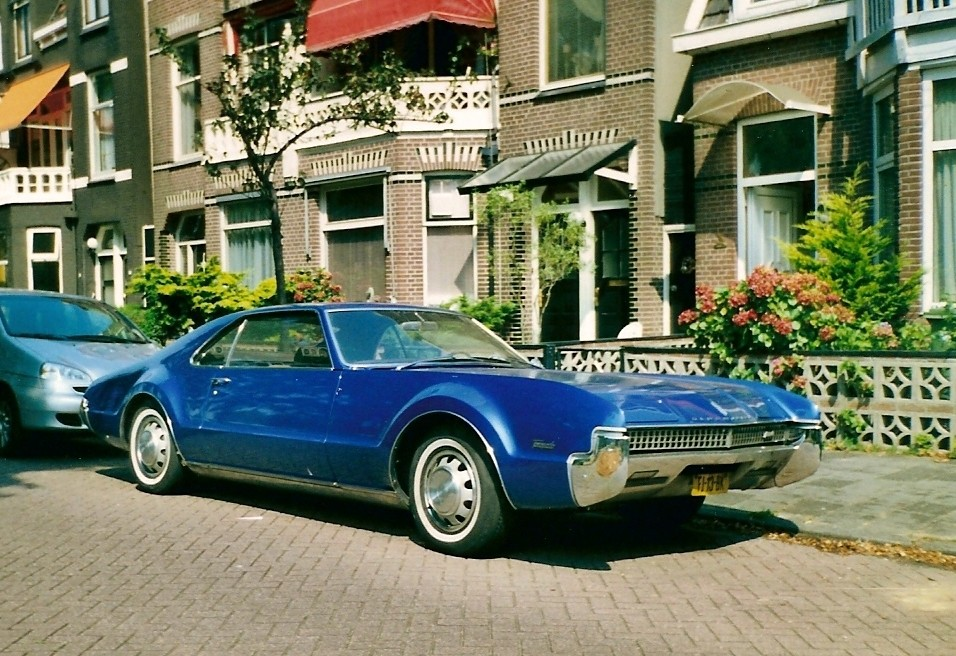
L'Oldsmobile Toronado signe l'arrivée de la traction aux États-Unis.

Les chiffres d'accidents de la route sont alors très élevés. Le président américain Lyndon B. Johnson fait remarquer en 1965 que 1,5 million de personnes sont mortes sur les routes américaines en 20 ans ; un bilan plus lourd que celui des dernières guerres. Certains, tel Ralph Nader qui publie un pamphlet dénommé « Unsafe at any Speed », mettent en cause la responsabilité des constructeurs automobiles. En France également, le nombre d'accidentés de la route ayant doublé entre 1958 et 1972, le gouvernement, par la voix du premier ministre Jacques Chaban-Delmas, reconnaît que « le réseau français n'est pas adapté à une circulation intense et rapide ». Les constructeurs vont dès lors s'intéresser davantage à la sécurité de leurs modèles.
Dans les années 1960, la prise de conscience sécuritaire du secteur automobile suscite un véritable phénomène de société qu'est la défense du consommateur. À la suite de la publication en 1965 du livre Unsafe at any Speed par Ralph Nader, alors dirigeant du mouvement consumériste, dans lequel il dénonce le manque de sécurité des voitures américaines, General Motors se voit dans l'obligation de retirer la Chevrolet Corvair de la vente. Par la suite, il intente et gagne plusieurs procès contre l’industrie automobile et crée Public Citizen en 1971 une association de défense des consommateurs américains.
En 1971, les Australiens sont les premiers à voter l'obligation du port de la ceinture de sécurité. En raison de ces nouvelles priorités, la traction avant s'impose face à la propulsion ; la plupart des constructeurs proposent leurs nouveaux modèles avec ce mode de transmission. En France, la 4 CV de Renault, à moteur arrière, est remplacée par la R4 à traction avant. Les États-Unis également optent pour cette solution technique : la première à en être équipée est l'Oldsmobile Toronado. En compétition automobile, la position centrale arrière, c'est-à-dire à l'avant de l'essieu arrière, est privilégiée. En effet, cette position permet d'équilibrer idéalement les masses et de diminuer le roulis et le tangage en comportement dynamique.
La gestion urbaine des automobiles se complique progressivement. La pollution atmosphérique, la saturation du trafic et l'engorgement des stationnements sont autant de problèmes auxquels les villes doivent faire face. Ces dernières tentent de promouvoir des alternatives à l'automobile si bien que, paradoxalement, les tramways font de nouveau leur apparition ou suggèrent le « covoiturage » aux automobilistes.

### Chocs pétroliers des années 1970

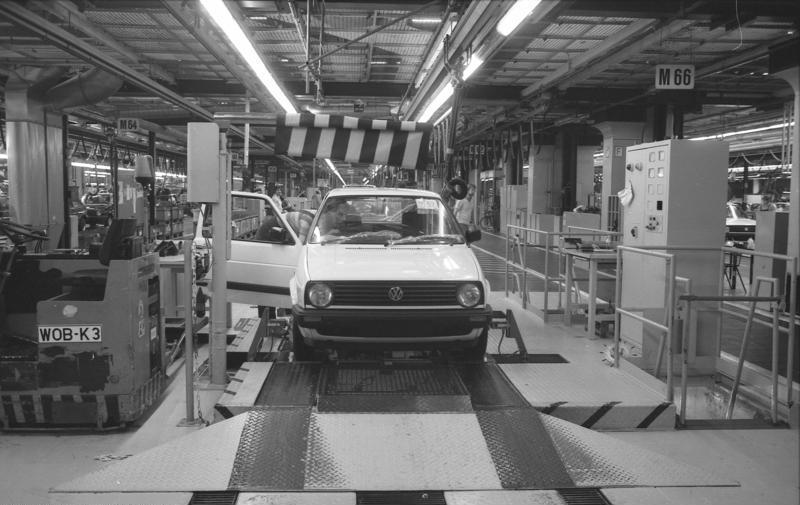
Une Volkswagen Golf II, véhicule bicorps emblématique des années 1980.

Le premier choc pétrolier survient à la suite de l'attaque surprise d'Israël par la Syrie et l'Égypte le 6 octobre 1973. Le 16 octobre, les membres de l'Organisation des pays exportateurs de pétrole (OPEP), cartel rassemblant les plus gros producteurs de pétrole, décident d'augmenter les tarifs du brut, suscitant une grave crise énergétique dans l'industrie automobile.
Comme entre novembre 1956 et janvier 1957 (à l'époque dans le contexte de l'insurrection de Budapest et de la crise de Suez), les Pays-Bas — seul pays européen visé par un embargo complet de l'OPEP —, la Suisse et la Belgique interdisent la circulation automobile le dimanche — respectivement à l'occasion de dix dimanches, trois dimanches et un dimanche —, entre novembre 1973 et janvier 1974,,,,.
Les États-Unis se voient obligés de produire des automobiles plus petites, qui ont néanmoins du mal à s'imposer sur un marché jugé conservateur. En Europe, la crise bouleverse les carrosseries. En effet, les longues berlines sont progressivement abandonnées au profit d'une nouvelle forme d'automobiles : les bicorps. Il s'agit de voiture compactes, de moins de 4 m, dont le coffre n'est plus séparé de l'habitacle mais intégré à celui-ci auquel on accède par un hayon. En 1974 apparaît la Volkswagen Golf, dessinée par Ital Design, suscitant un véritable succès par ses formes « séduisantes et fonctionnelles ».
En 1979, l'Iran et l'Irak se déclarent la guerre provoquant le Deuxième choc pétrolier ; le prix du baril de pétrole fait plus que doubler. L'automobile subit une grave période de restrictions : à Los Angeles, le gouvernement met en place des mesures contraignant les véhicules à ne ravitailler qu'un jour sur deux en fonction du numéro de leur plaque d'immatriculation. Pour restreindre la consommation d'essence, les constructeurs développent des voitures plus aérodynamiques. Le terme « Cx », pour coefficient de traînée, fait son apparition dans les cahiers des charges,.

### La technologie en réponse à la crise

#### Motorisation repensée

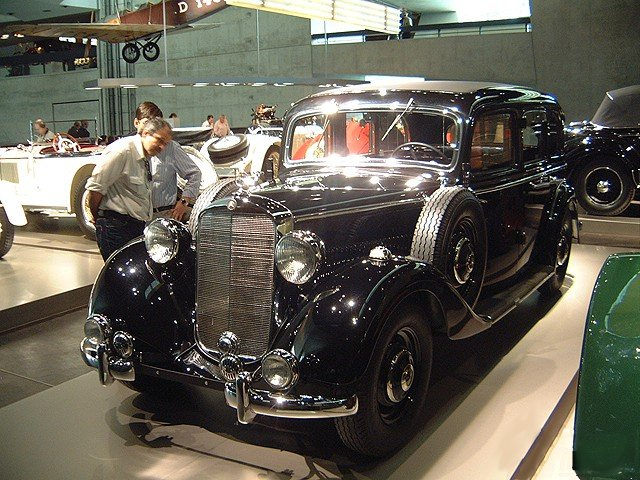
La Mercedes 260 D de 1936, première voiture diesel de série

La crise énergétique impose une nécessaire recherche d'optimisation de la consommation des automobiles, et donc un renouvellement des motorisations. Pour cela, les constructeurs s'attellent à améliorer le rendement de leurs machines thermiques en repensant le dessin des chambres de combustions et des conduits d'admissions, ainsi qu'en réduisant les frottements dus au mouvement de translation du piston dans le carter. Par ailleurs, les moteurs abandonnent le carburateur au profit des injecteurs. Les boîtes de vitesses sont également optimisées notamment par l'allongement des rapports afin de diminuer l'amplitude des montées en régime.
Le moteur Diesel est utilisé sur les véhicules utilitaires depuis les années 1920 mais n'a qu'une présence symbolique dans le domaine des véhicules particuliers. Mercedes, depuis 1936, et Peugeot, depuis 1959, sont pratiquement les seules marques à proposer des berlines Diesel en grand nombre. La fin de l'année 1974 marque un tournant dans l'utilisation de ce type de motorisation. En effet, le moteur Diesel, ayant un meilleur rendement thermodynamique que le moteur essence, consomme moins de carburant et suscite donc un engouement majeur chez la plupart des constructeurs : Volkswagen et Oldsmobile en 1976, Audi et Fiat en 1978, Renault et Alfa Romeo en 1979 proposent des motorisations Diesel. La « diésélisation » des automobiles est de surcroît entretenue par des actions gouvernementales (réduction des taxes du gazole).

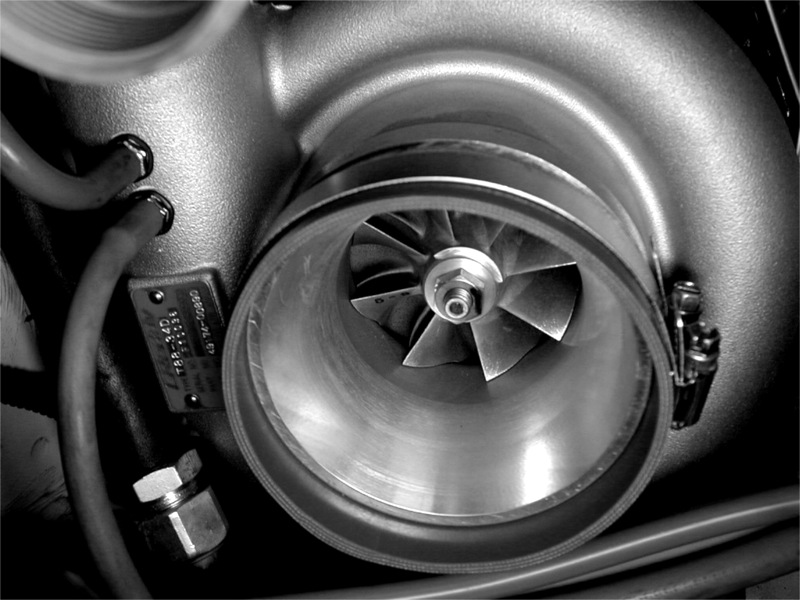
Entrée d'air du turbocompresseur.

Les turbocompresseurs utilisent l'énergie des gaz d'échappement pour faire tourner une turbine qui comprime l'air admis dans le moteur. Cette technique permet d'introduire plus d'air à cylindrée égale, augmentant ainsi la puissance du moteur. Utilisée depuis 1973 sur quelques modèles « marginaux » de BMW, Chevrolet ou Porsche, l'envergure de cette technologie est limitée par son mode de fonctionnement très pointu avec le moteur essence (moteur à allumage commandé). C'est quand le turbocompresseur est greffé au moteur Diesel qu'il dévoile enfin son potentiel : ce type de moteur étant à auto-allumage, la suralimentation permet d'augmenter fortement la puissance des automobiles à moteur Diesel tout en consommant moins que les versions à essence.
Dans les années 2000, le besoin de réduire les émissions polluantes conduira les constructeurs à recourir au Downsizing, en associant des moteurs de plus faible cylindrée à des turbocompresseurs afin d'obtenir la même puissance avec des émissions inférieures selon les normes en vigueur.

#### L'électronique généralisée
L'utilisation de l'électronique et de l'Informatique embarquée dans le monde de l'automobile se généralise sur l'ensemble des technologies. L'allumage commandé des moteurs ainsi que l'alimentation en carburant de ces derniers est désormais piloté par l'électronique ; l'injection et l'allumage sont gérées par un calculateur permettant d'optimiser le temps d'injection de carburant et les paramètres de l'allumage en fonction de nombreux paramètres (dont la température de l'air et du moteur, dépression interne, pression externe, position de l'accélérateur…).

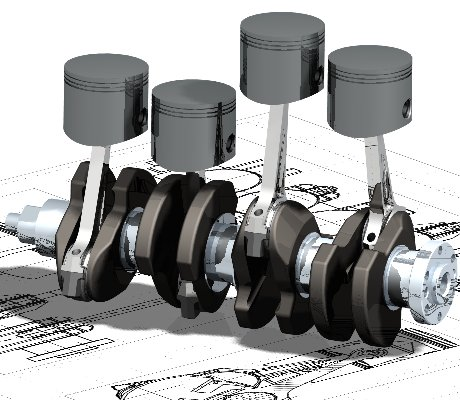
Une vue oblique des pistons et du vilebrequin d'un quatre-cylindres en ligne.

Les boites de vitesses automatiques profitent enfin d'une gestion adaptée à leur complexité permettant de programmer des modes d'utilisations « jouant » sur les temps de passage des vitesses. Les suspensions sont également pilotées électroniquement, modifiant leur comportement selon les aspérités du revêtement routier ou le choix de conduite du conducteur : souple pour le confort ou plus rigide pour la sportivité.
La sécurité (sécurité active) tout comme la (Sécurité passive) profitent largement de l'électronique par la mise en place de nombreux systèmes d'aides à la conduite, à l'image des systèmes anti-patinage. Par exemple, sur les automobiles pourvues d'une transmission intégrale, le calculateur, par l'intermédiaire de capteurs, détecte le patinage des roues et effectue en conséquence le passage d'une transmission deux roues à quatre roues, en répartissant le couple sur l'ensemble des roues. La société Bosch a mis au point le système ABS (de l'anglais « Anti-Blocking System » ou « Antiblockiersystem ») permettant d'empêcher les roues de s'immobiliser complètement lors d'un freinage important.
Enfin, depuis les années 1970-1980, le développement des automobiles se fait essentiellement par l'intermédiaire d'outils informatique de conception. On parle de « conception assistée par ordinateur » (CAO).

## Fin duXXesiècle(1973-2000)

### Nouvelles considérations

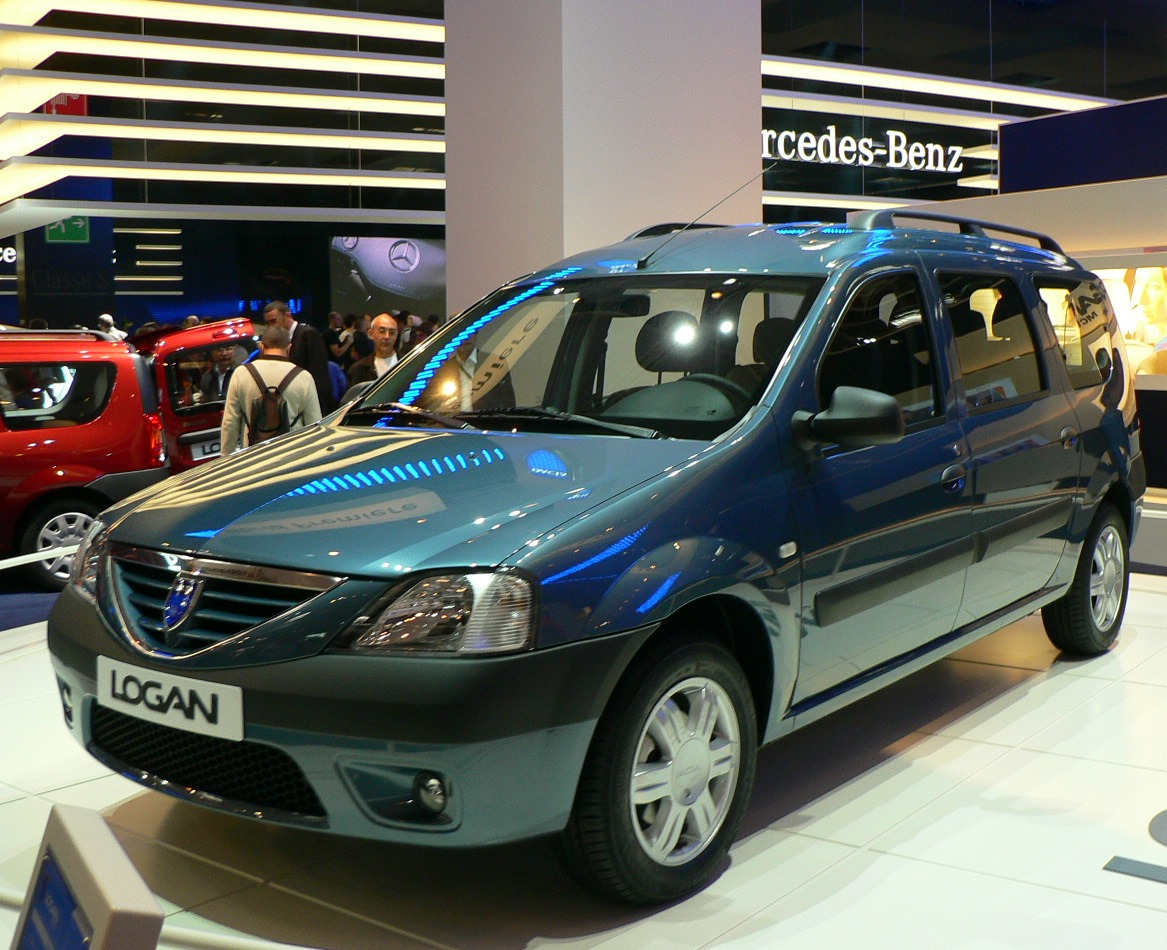
La Dacia Logan, automobile low-cost.

À la fin du XXe siècle, l'automobile fait désormais pleinement partie de la société. Les pays développés dénombrent environ soixante automobiles pour 100 habitants, une densité qui n'est pas sans poser de problèmes.
Le choc pétrolier notamment questionne la consommation de carburant et la recherche de vitesse.

#### Sécurité routière
Ainsi, depuis les années 1970, l'automobile suscite la polémique, principalement en raison de son impact négatif sur l'environnement et des problèmes de sécurité routière.
Les États mettent en place de strictes mesures à l’encontre des chauffards, développant le droit des forces de l'ordre de sanctionner y compris en retirant immédiatement le permis d’un automobiliste. Des mesures de sécurité sont également être prises avec des normes/réglementations plus ambitieuses de conception des automobiles, afin de diminuer le taux de mortalité.

#### Environnement
Depuis l'introduction de la première norme européenne sur les émissions des véhicules à moteurs à explosion en 1992, la législation européenne est rendue plus sévère tous les 5 ans environ. Les normes d'émissions « Euro » se succèdent donc, dûment numérotées. La mise en œuvre se fait à des dates décalées pour les automobiles, les véhicules utilitaires légers, les motocyclettes et les poids lourds. Les normes diffèrent entre les différents types de moteurs (moteurs à allumage commandé : essence, GPL, GNL, GNV, etc. ou moteurs Diesel) et de véhicules, jusque dans les unités choisies, rapportées à la distance parcourue (par exemple g/km), sauf pour les véhicules lourds où elles sont rapportées à l'énergie développée (par exemple g/kWh).
Au début du XXIe siècle, la perception de l'automobile semble entamer une véritable révolution. L'achat d'un véhicule perd de son caractère statutaire et on voit émerger des solutions d'autopartage, de covoiturage, voire de véhicules en libre service avec un système d'abonnement dans les grandes métropoles.

### Tuning automobile

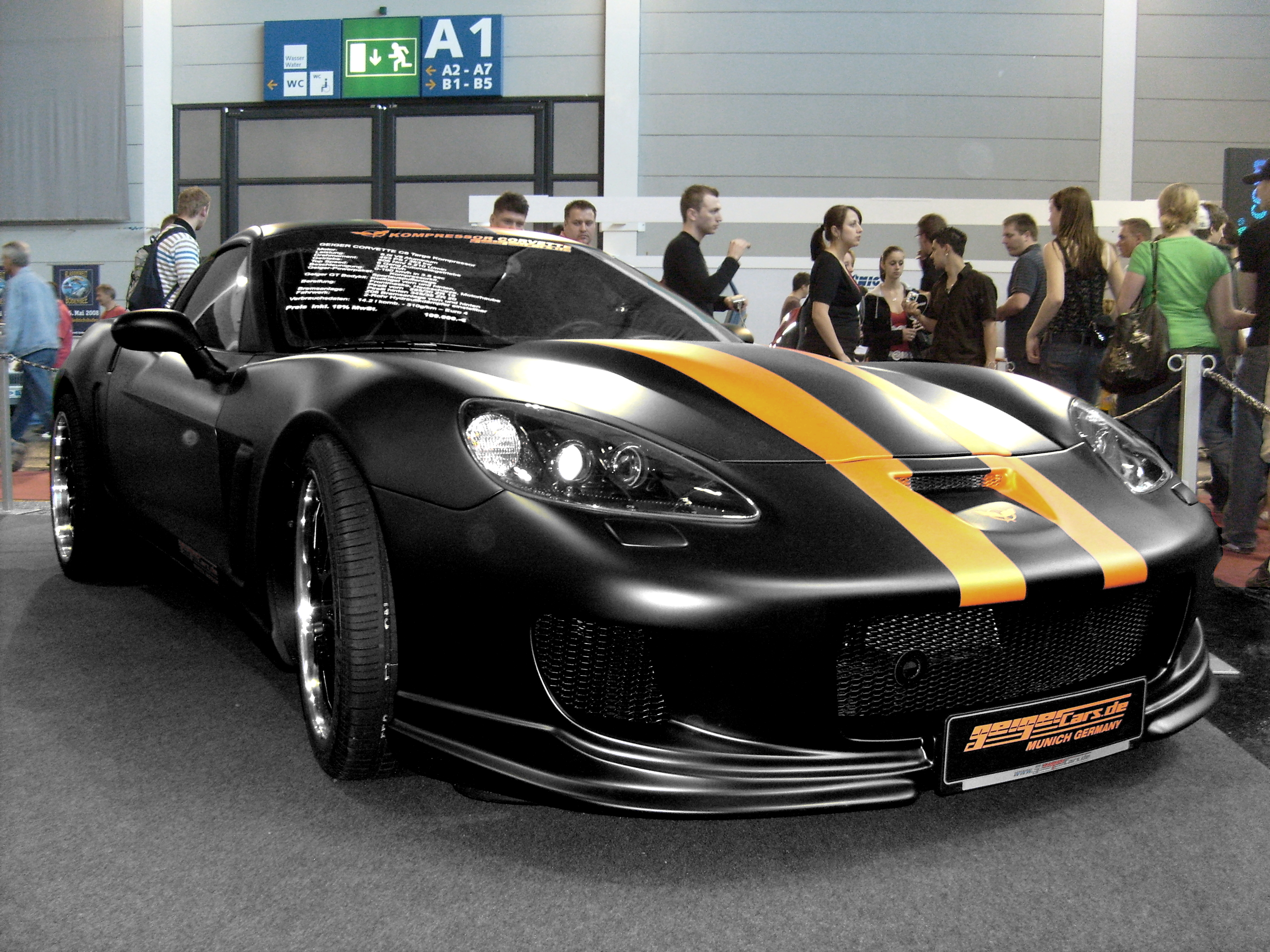
Une Chevrolet Corvette « tunée » présentée au Tuning World Bodensee 2008.

Le tuning, de l'anglais « to tune » signifiant accorder, régler (instrument de musique, moteur), est une mode apparue sous ce nom dans les années 1980 et ayant pour but de personnaliser ou de rendre plus performantes les automobiles. Cette tendance tient ses origines dans la préparation automobile, où les « préparateurs » s'affèrent à améliorer la mécanique et développer la puissance des moteurs. La préparation des automobiles de grande série est aussi ancienne que les courses automobiles, mais c'est dans les années 1960 que de nombreuses préparations de Carlo Abarth ou Amédée Gordini ont quitté la course pour un usage sur route ouverte. Par la suite, les préparations esthétiques se sont séparées des préparations mécaniques et ont pris leur importance propre auprès d'un certain public.
Les adeptes de ce type de préparation modifient généralement l'ensemble de leur automobile : le moteur est poussé, les carrosseries s'équipent d'éléments esthétiques rajoutés et de couleurs visibles, l'habitacle profite de systèmes audio embarqués puissants, etc. Le tuning intéresse tout particulièrement une population jeune, désireuse de posséder une automobile personnelle et différente. Les sommes mises en jeu par les tuners sont généralement importantes. Conscients du potentiel de cette mode, les constructeurs automobiles proposent souvent des accessoires de leur propre marque sur leurs modèles.

### Nouvelles carrosseries

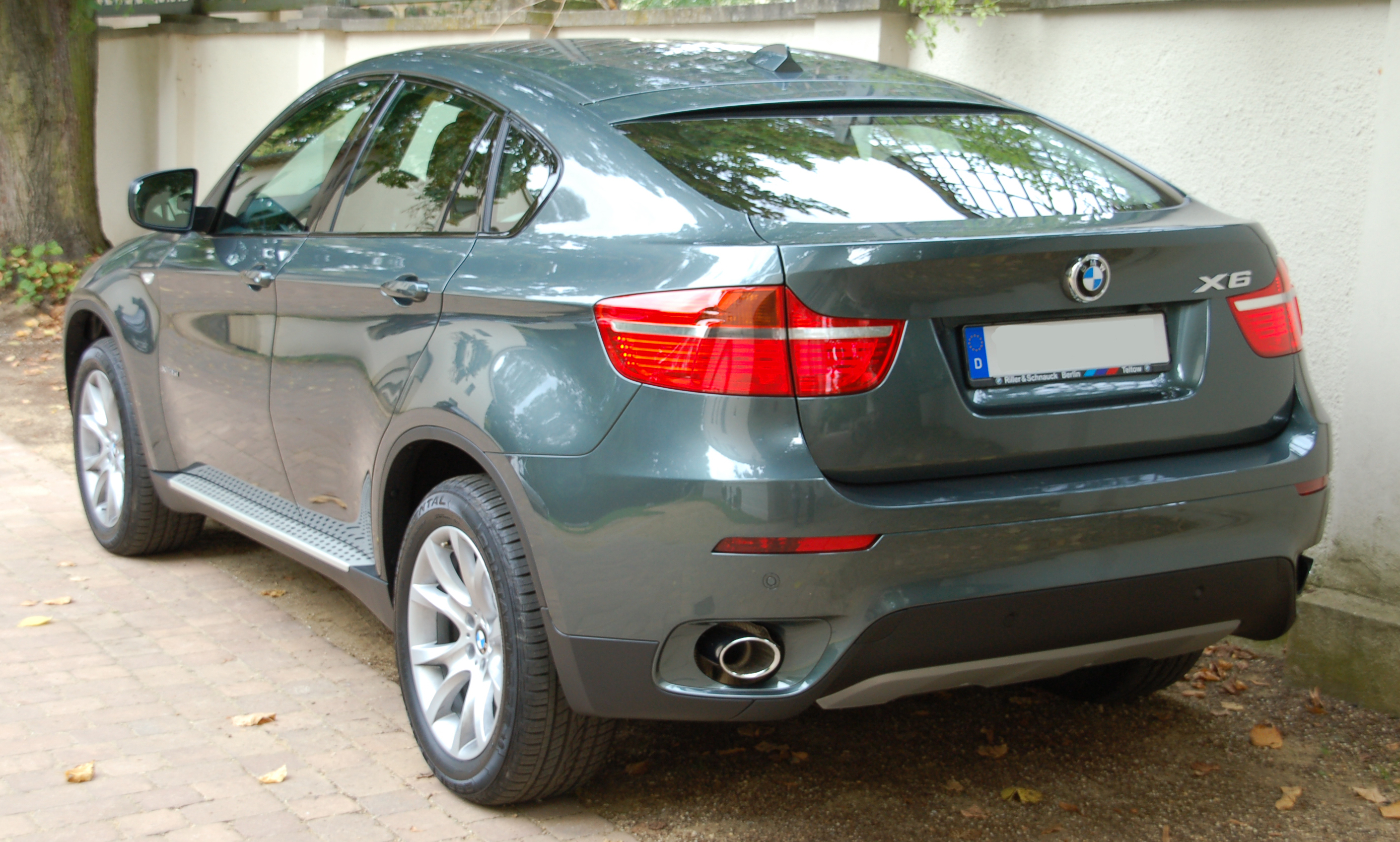
La BMW X6, 4x4 coupé dévoilé en 2008 par le constructeur allemand BMW.

À la fin des années 1970, Matra, inspiré par les vans aménagés américains, décide de proposer aux constructeurs français un concept de monospace ayant pour objet le transport d'une famille et de ses bagages.
Le XXIe siècle se caractérise également par la diversification des types de carrosseries. Auparavant, les gammes d'automobile des constructeurs se limitaient aux berlines, aux breaks, aux coupés, aux cabriolets, etc. Face à une concurrence plus importante et internationalisée, les constructeurs automobiles tentent d'innover en « mélangeant » les genres de véhicules. La première carrosserie issue de cette nouvelle tendance est le SUV. Il s'agit d'adapter les 4x4 tout-terrain à une utilisation plus citadine. Les Crossovers, dont le Nissan Qashqai est le représentant le plus connu, ont pour but de séduire autant les clients de SUV que ceux des berlines en offrant des prestations comparables aux deux carrosseries. Les SUV et Crossover sont d'ailleurs très populaires aux États-Unis.
Les constructeurs allemands font partie des constructeurs les plus prolifiques dans ce domaine. Mercedes lance en 2004 une berline 5-portes coupé, la CLS ; Volkswagen dévoile en 2008 la berline Passat en version « coupé-confort » et BMW entame, la même année, les ventes de son 4x4 coupé, le BMW X6.

## Début duXXIesiècle
Le siècle nouveau cherche à améliorer toujours plus les performances automobiles au niveau de la consommation de carburant et de la réduction des rejets, du prix, de la sécurité et du confort de conduite. Dans cette tendance s'inscrivent les véhicules électriques, connectés et autonomes. De plus, les véhicules électriques sont considérées comme moins chères à entretenir et à utiliser.

### Technologies des années 2000
Depuis 2004, la législation européenne impose l'équipement ABS de série à l'ensemble des nouvelles voitures commercialisées dans l'Union.
L'ESP devient obligatoire au Québec pour le transport de biens dangereux en 2005; au Canada sur tous les véhicules à partir du 1er septembre 2011,,; en Australie au 1er novembre 2011 pour les véhicules de transport de passagers; en Nouvelle-Zélande à partir du 1er juillet 2015 ; dans l'Union européenne sur toutes les nouvelles voitures particulières et les véhicules commerciaux pour les modèles vendus sur le marché de l'Union européenne à partir de 2012, et pour tous les nouvelles voitures particulières à partir de 2014.

### Automobilelow-cost
L'évolution du marché et l'augmentation du prix du pétrole entraînent l'essor des voitures dites low-cost (terme anglais signifiant « bas coût ») comme la Dacia Logan ainsi que des véhicules plus sobres. La Logan connaît un succès important, les ventes s'étant élevées à près de 700 000 modèles en fin du mois octobre 2007. Ce succès conduit d'autres constructeurs à préparer leurs propres modèles à bas prix, voire très bas prix comme la Tata Nano (1 500 € en Inde) lancée en 2009, .
Certes, les voitures low cost connaissent un grand succès dans les pays « qui décollent » – Roumanie, Iran, Turquie ou encore Maroc – mais elles sont également très vendues dans des pays plus riches comme la France.
Ces nouvelles tendances, ajoutées au coût de leurs retraités, contribuent à expliquer le fort recul des constructeurs américains, à l'instar de General Motors dont les produits proposés s'avèrent inadaptés à l'évolution de la demande, même sur son marché national.

### Automobile sans pétrole

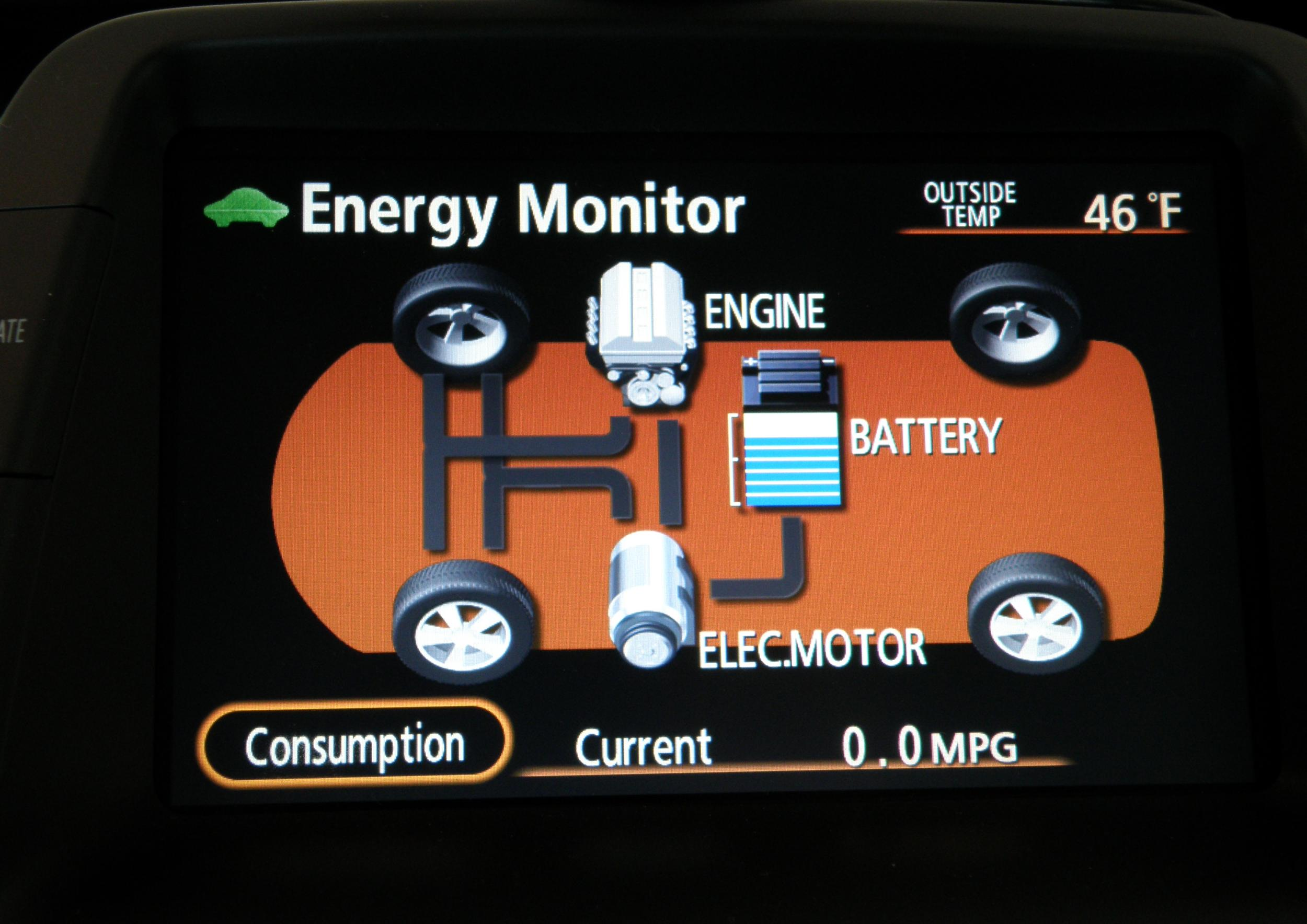
Illustration de la technologie hybride HSD sur une Toyota Prius.

Les contraintes environnementales se font de plus en plus pressantes en particulier sur les émissions de GES d'origine anthropique, issues essentiellement de la combustion des combustibles fossiles (pétrole, charbon et gaz naturel). Ainsi, une réglementation s'est fait jour afin de maîtriser de façon de plus en plus sévère les émissions polluantes dues notamment aux transports routiers. Les constructeurs automobiles doivent dès lors concevoir des véhicules capables de se déplacer avec moins, voire plus de pétrole du tout.
Certains constructeurs ont ainsi commencé à commercialiser des véhicules hybrides comme Toyota avec la Prius. Ces automobiles à motorisation hybrides utilisent un moteur thermique auquel sont adjoints un ou plusieurs moteurs électriques alimentés par des batteries d'accumulateurs.
Par ailleurs, de nombreux constructeurs s'orientent vers l'électricité comme future source d'énergie pour les prochaines automobiles. C'est l'orientation prise par Venturi dès 2000. En 2004 la marque franco-monègasque sortait un premier véhicule sportif uniquement propulsé grâce à l'électricité : Fétish. D'autres marques comme Tesla, Nissan, Mitsubishi ou Renault ont depuis réalisé différents modèles entièrement électriques. Une gamme allant de l'utilitaire (le Renault Kangoo ZE) à la voiture de sport (la Tesla Roadster) est désormais disponible. Pour les voitures en vente de nos jours, le principal défaut du véhicule électrique est l'autonomie limitée liée à la difficulté de stocker de grandes quantités d'électricité. En effet, même les batteries les plus performantes présentent un ratio énergie/masse défavorable ainsi qu'un temps de recharge de plusieurs heures.
En 2021 les constructeurs Ford, Jaguar, Volvo et Mini annoncent le passage de leur gamme au tout électrique à l’horizon 2030-2035. Audi évoque des coûts de développement trop importants des blocs thermiques pour satisfaire à la nouvelle norme Euro 7.
La recherche dans le domaine des accumulateurs électriques ouvre la voie à une technologie prometteuse : l'accumulateur lithium-air. En effet, le ratio énergie/masse théorique de ce type d'accumulateur électrique est de 12 kWh/kg, valeur analogue au pétrole. Mais là où l'avantage irait définitivement à l'électricité, c'est grâce au rendement exceptionnel du moteur électrique : 95 % (au lieu de 35 % pour le moteur thermique) qui permettrait de réduire d'un facteur proche de trois la masse du stockage d'énergie à bord des automobiles.
Dans le cadre d'une future économie hydrogène, ce vecteur d'énergie offre de nombreux avantages : son ratio énergie/masse est très favorable, le temps de remplissage du réservoir est équivalent à celui d'un véhicule à essence. Le véhicule électrique à hydrogène exploite une pile à combustible (généralement de type PEMFC) qui produit de l'électricité à partir de l'oxydation de l'hydrogène. Cette solution est exceptionnellement propre dans la mesure où les rejets sont exclusivement constitués d'eau et de vapeur d'eau pure. Toutefois, pour que le bilan environnemental soit satisfaisant, il convient de veiller à la production de l'hydrogène à partir d'énergies renouvelables : électrolyse de l'eau avec de l'électricité d'origine hydraulique, éolienne ou photovoltaïque.

### Automobile autonome et connectée
Au XXIe siècle, les développements des aides à la conduite annoncent l'ère des voitures connectées et autonomes.

#### Automobile connectée
Le premier système qui introduit une technologie de télécommunication dans le véhicule est l'eCall: ce système d'appel d'urgence automatique basé sur un service public, permettant à une voiture accidentée d'appeler instantanément via un réseau de téléphonie mobile les services d'urgence et d'envoyer sa position précise, que ses occupants soient conscients ou non, et quel que soit le pays de l'union européenne dans lequel se trouve cette voiture.

#### Automobile autonome
L'automobile autonome devient envisageable après standardisation et la banalisation des aides à la conduite telles que :
le système anti-blocage des roues (dit ABS), le régulateur adaptatif de vitesse (dit ACC), le correcteur électronique de trajectoire (dit ESC), le freinage automatique d'urgence (dit AEB), l'avertisseur de franchissement involontaire de ligne (dit LDWS) et le système d'adaptation intelligente de la vitesse (dit ISA).
Au premier trimestre 2021, certaines réglementations internationales envisagent un véhicule conditionnellement autonome dans les embouteillages sur autoroute comme le système automatisé de maintien dans sa voie (ALKS).
Au second trimestre 2021, la législation française évolue pour réglementer la responsabilité pénale pour les véhicules à délégation de conduite.

## Évolution du parc automobile

### Croissance passée
Le parc automobile mondial a évolué très rapidement, connaissant un essor prodigieux des années durant. En raison de l'effort de guerre, la Première Guerre mondiale suscite un vaste élan d'innovations techniques mais également de méthodes de travail et d'optimisation des machines, permettant d'accroître significativement la production dès la guerre terminée. La production automobile mondiale triple pendant les Trente Glorieuses et passe de 10 millions à 30 millions de véhicules annuels. Un climat de prospérité et de paix a, en effet, favorisé l'achat d'objets de confort comme l'automobile. En 2002, la production annuelle mondiale est de 42 millions d'unités, puis s'établit à plus de 70 millions en 2007 avec l'essor notamment de la Chine ; elle a ainsi plus que doublé en 40 ans. Bien que le climat de crise des années 2007-2008 entame la part des ventes d'automobile en Europe et en Amérique, le volume du parc automobile mondial continuerait de grimper grâce aux marchés des pays émergents, compensant ceux des pays développés.

### Évolution du marché

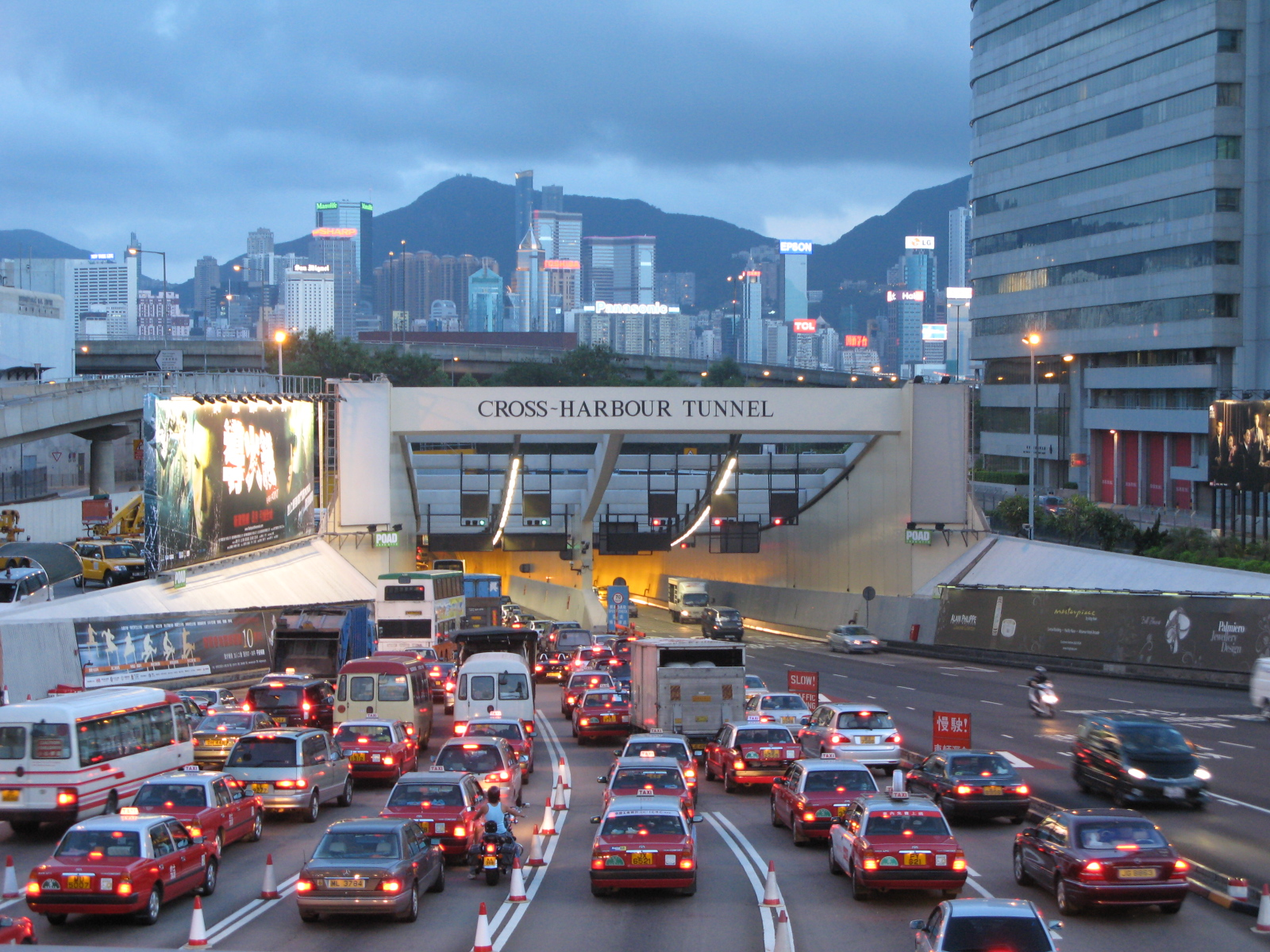
Circulation routière aux abords de Hong Kong.

Dans les années 2000, plusieurs marchés automobiles sont en difficulté. Le marché américain est bel et bien le plus touché par la crise, affichant un net recul des ventes.
Grâce notamment aux marchés en plein « boom » (Chine et Amérique du Sud), les ventes d'automobiles ont progressé de 4 % durant l'année 2007 pour atteindre un marché global de 900 millions d'unités[source insuffisante].
Étant donné que la durée de vie des véhicules est de 10 ans en moyenne, dans les pays fortement motorisés, le renouvellement du parc automobile est lent et progressif.
Le marché français connait une crise importante au début des années 2010, avec une chute des ventes de plus de 20 % sur le seul premier trimestre de l'année 2012.

#### Nouveaux marchés
La population nombreuse de pays comme la Russie, l'Inde ou la Chine représente des marchés à fort potentiel pour l'industrie automobile. Si au sein de l'Union européenne on dénombre 60 voitures pour 100 habitants, cette proportion est de 20⁄100 en Russie et de seulement 27⁄1000 en Chine. D'ailleurs, en raison des ventes en baisse aux États-Unis, la Chine est devenue en janvier 2009 le premier marché automobile mondial, constat de toute manière inéluctable selon les spécialistes, la crise financière n'ayant fait qu'accélérer le mouvement. De plus, des mesures prises par le gouvernement chinois en faveur du secteur automobile, telle que la diminution des taxes à l'achat, ont accentué un peu plus le phénomène.
Certaines prévisions à très long terme estiment que le parc automobile mondial pourrait atteindre d'ici 2060 2,5 milliards de véhicules, dont près de 70 % seraient dus aux pays actuellement peu motorisés comme la Chine ou l'Inde.

## Documentaires
- 1955 : Gadgets Galore de Robert Youngson
- 2022 : VROUM : Une brève histoire de l'automobile de Jean-Christophe Ribot